# Transports en commun de Reims
Grand Reims Mobilités est le nom commercial du réseau de transports en commun du Grand Reims, exploité par Transdev Reims, entreprise filiale du groupe Transdev figurant parmi les 20 plus grands employeurs du département de la Marne. Il est formé à la suite de sa restructuration partielle du 6 juillet 2015 de 20 lignes de journée, cinq secteurs de transport à la demande et trois lignes de soirée. Une partie du réseau est également exploitée par trois autres opérateurs, via un contrat de sous-traitance.
Avant le 18 avril 2011, le réseau était appelé TUR (Transports urbains de Reims) et était composé de 23 lignes de journée et de 5 lignes de soirée. Celui-ci assurait plus de 30 millions de déplacements par an, ce qui en fait le principal réseau de la région. L'objectif de la société concessionnaire MARS, dont fait partie Transdev Reims, est de faire passer ce chiffre à 42 millions.
Au 1er janvier 2024, le réseau perd son ancien nom (CITURA) pour devenir Grand Reims Mobilités.

## Histoire du réseau

### Naissance du réseau
Les transports en commun naissent à Reims en 1878 avec la création de deux lignes de coches hippomobiles radiales allant du nord au sud et de l’est à l'ouest, sur une longueur totale de vingt kilomètres. En 1881, les véhicules sont remplacés par des tramways, toujours tirés grâce à la traction animale qui perdure jusqu'en 1900, année où l'électricité est installée. Pendant ce temps, le réseau s'est densifié avec la création d'une troisième ligne en 1887. On comptait alors plus de 3,5 millions de voyageurs par an. À la veille de 1914, il est exploité avec 60 motrices et 40 remorques. Le réseau sera entièrement reconstruit après la guerre. Reims fait à la veille de la Seconde Guerre mondiale le choix d'abandonner le tramway, exploité alors sur 5 lignes avec 42 véhicules, et de le remplacer par des autobus dont l'utilisation est plus flexible ; la première ligne est ouverte en 1932.

### Développement après-guerre

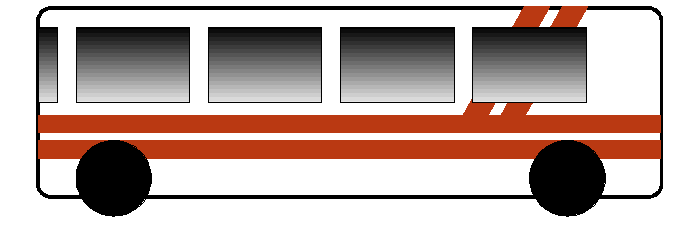
Livrée des années 1970-1980.

En 1952, la compagnie de transports change de statuts, devenant Transports Urbains de Reims, et est accompagnée deux ans plus tard de l'ouverture d'un service de nuit sur les lignes A et B.
En 1975, le réseau s'étend aux six communes du tout jeune district de Reims. En 1978, les premiers bus articulés (des Heuliez O305G) sont mis en service (aux côtés des Saviem SC10). Leur livrée est de couleur blanche rehaussée par deux épaisses bandes rouges horizontales. Elle est remplacée en 1989 par la célèbre livrée à damiers (voir point 3.2). Quelques mois plus tard, un service pour les personnes à mobilité réduite, aujourd'hui nommé Trëma, est créé.
VIA-GTI (Keolis) reprend la compagnie en 1990 et crée en 1992 les lignes Citadines, redéveloppées en 2000. Durant cette dernière année, le réseau de soirée est également amélioré et de nouvelles lignes font leur apparition. En 2001, les abonnements sont repensés puis, en 2002, l'identité visuelle du réseau change et les véhicules sont équipés d'équipements de haute technologie tels que les bandeaux dynamiques contrôlés par satellite.

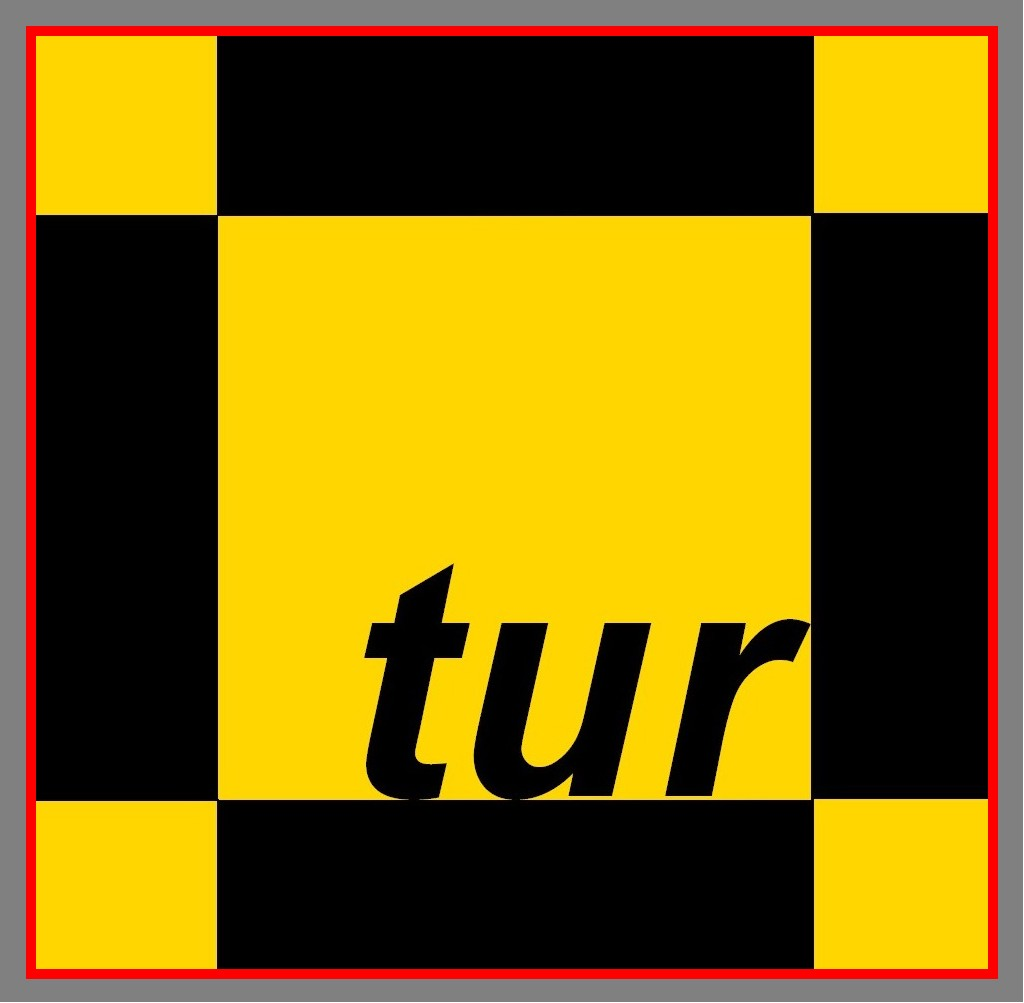
Logo des TUR entre 1989 et 2002

L'année 2003 voit débuter l'équipement des véhicules en pots à filtre à particules et des nouveaux moteurs à diesel pauvre en soufre. Les services aux usagers continuent de se développer dans l'attente du renouveau des déplacements dans l'agglomération avec le nouveau tramway attendu pour fin 2010.
En 2008, la société exploitant le réseau est reprise par le nouveau groupement concessionnaire Mobilité Agglomération Rémoise, qui délègue l'exploitation du réseau à son actionnaire Transdev. L'avenir du réseau passe désormais par le projet d'envergure qu'est la renaissance du tramway à Reims.
En 2011, une page de l'histoire des transports de Reims se tourne. En effet, le tramway de Reims entre en service le 18 avril 2011. Avec ses deux lignes, il couvre les zones les plus importantes de l'agglomération. La mise en place du tramway s'est accompagnée de la refonte complète du réseau de bus afin de s'adapter au passage du tramway et éviter les doublons. À cette occasion, l'identité visuelle du réseau a été revue, la marque Transports urbains de Reims laissant place au nom CITURA (combinaison des mots «Cité» et «Futur»), une nouvelle livrée composée de plusieurs variantes de couleurs vives remplaçant la livrée dite «Champagne», un nouveau système billettique, un nouveau mobilier urbain (en cours de pose depuis le 14 février 2011)…

### Évolution du réseau ces vingt dernières années

#### Années 1990

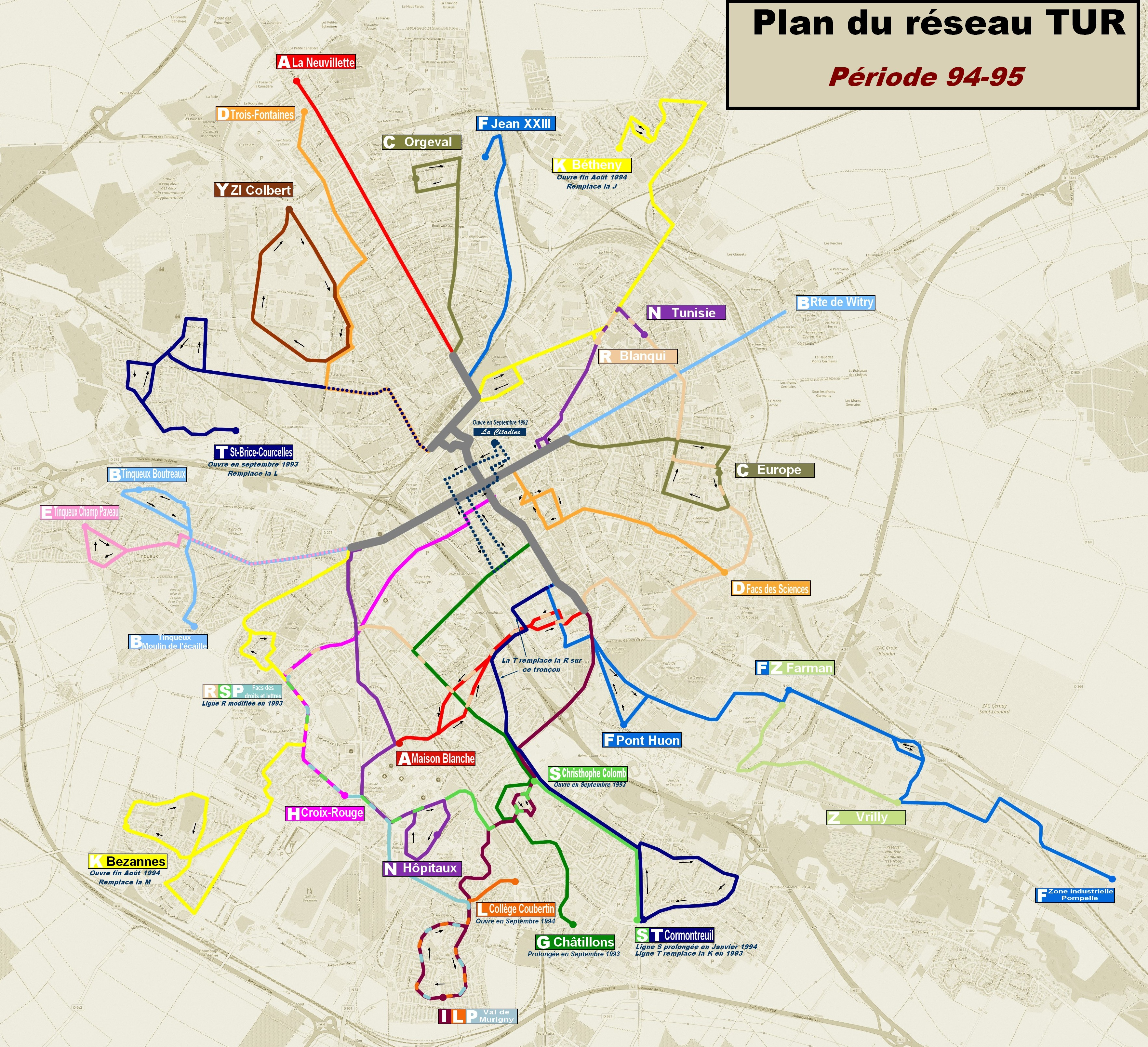
Plan du réseau des TUR en 1994

- Desserte de Tinqueux : celle-ci a toujours posé problème. Avec le développement de la zone d'activité du Moulin de l'Écaille au début des années 1980, la ligne B (Route de Witry - Boutréaux) s'est vu attribuer une seconde branche dont le terminus se situait aux portes de cette zone. À la fin des années 1980, une ligne E aux fréquences très faibles est créée pour relier le nouveau quartier du Champ Paveau au Théâtre. C'est vers 1992 que la ligne E est intégrée à la B, qui prend alors son allure actuelle. Vers 1997, une autre ligne circulaire de type Citadine, nommée Aquatintienne est créée, pour desservir le vieux Tinqueux, mais est vite abandonnée.
- Création de la ligne T : en 1992, les lignes L (Saint Brice - Théâtre) et K (Théâtre - Cormontreuil) sont fusionnées, la nouvelle ligne se voit attribuer l'indice T, qui reprend également une partie de la ligne R, rendue plus directe.
- Création de la ligne K : en 1992, les lignes J (Bétheny - Théâtre) et M (Théâtre - Bezannes) sont fusionnées et récupèrent alors la lettre K.
- Collège Coubertin : à l'occasion de l'ouverture de cet établissement excentré en 1994, une ligne scolaire est créée : elle prend l'indice L précédemment rendu libre.
- Lignes P et S : ces liaisons sont respectivement créées en 1988 et 1993.

#### Le redéploiement des lignes en 2000
- Desserte du CHU : auparavant, la ligne A avait son terminus à l'arrêt Maison Blanche, et la N contournait l'hôpital par le trajet actuel de la première. Durant la seconde partie de la décennie 90, la ligne A passe dans l'hôpital et effectue son terminus à l'arrêt Hôpitaux, alors situé devant l'hôpital Debré. En 2000, à l'occasion de la restructuration du réseau, les itinéraires des lignes A et N sont inversés : les bus standards de la seconde ligne sont plus appropriés aux virages serrés rencontrés sur cette desserte, et ceux de la première contournent l'établissement et font terminus à l'arrêt Utrillo.
- Quartier Europe : arrivés au giratoire de la place Jean-Moulin depuis Orgeval, les bus de la ligne C tournaient à gauche (à l'opposé de la pratique actuelle), faisaient un terminus partiel en haut de l'avenue de l'Europe, avant de faire terminus au giratoire suivant, à proximité de l'actuel. Ensuite, ils suivaient l'itinéraire contemporain, par les arrêts Brazzaville, Verrier et Barbusse, puis rejoignaient directement la rue de Cernay par l'arrêt Dauphinot situé sur le boulevard Pommery. Cette exploitation en boucle a été arrêtée également à la rentrée 2000.
- Secteur Université : toujours avant la restructuration, la ligne D suivait l'itinéraire des actuelles lignes Citadines entre la place Royale et la rue Ponsardin, avant de rejoindre l'avenue Clemenceau. Cet itinéraire étant difficilement praticable pour des véhicules articulés, elle fut déviée par le large boulevard de la Paix.
- Technopôle Henri Farman : la prolongation de la ligne F de Parc des Expos au terminus Farman a eu lieu à la même époque. Quelques années avant, la ligne s'arrêtait à l'actuel arrêt Claude Monet (près de la Verrerie).
- Quartier des Châtillons : la ligne G contournait la place des Argonautes, alors desservie par la I, par la rue Amundsen. Désormais, les itinéraires sont inversés et les deux lignes sont plus directes.
- Desserte de Bezannes : avant l'année 2000, la ligne K reprenait l'itinéraire de la M, avant les changements de 2009, à partir du Pont d'Épernay. L'année de la restructuration, cette dernière, recréée après plusieurs années d'absence, avait un itinéraire plus direct, suivant la N puis la H entre Pont d'Épernay et Droit et Lettres. L'année suivante, la M reprit l'itinéraire de la K en intégralité, y compris sur son passage dans le quartier de la Lézardière (au nord du campus Croix Rouge), et la K obtenait son itinéraire actuel, par le parc des Buttes de Muire. Comme mentionné ci-avant, les K et M ont encore été modifiées depuis.
- Création de la ligne V, alors appelée R Directe. Les lignes E, J et W seront créées ultérieurement.
- Terminus des lignes industrielles : les taxis de la Y faisaient terminus place des Belges (arrêt Belgique), pour faire correspondance avec la D ; la Z se contentait de rejoindre la F à son terminus. C'est encore en 2000 que ces lignes rejoignent le centre-ville (la première jusqu'à la gare, la seconde jusqu'au quartier Saint-Remi via un itinéraire express par l'avenue Henri-Farman), et qu'elles deviennent sous-traitées, toutes en midibus. L'année suivante, la Y abandonne son exploitation en boucle et la Z change de parcours pour suivre la ligne F. Elle devient aussi permanente et ne changera plus d'itinéraire jusqu'à aujourd'hui, alors qu'elle a toujours connu des parcours variables d'une année à l'autre auparavant, et ce grâce à la consultation des entreprises locales. Noter toutefois, que ces deux lignes venaient lors de leur création jusqu'au Théâtre.
- Quartier Murigny : la même année, les lignes I, L et P n'assurent plus la boucle dans le quartier, mais rejoignent un nouveau terminus près du centre commercial. Cette expérience n'ayant pas été concluante et ayant fait l'objet de contestations, l'exploitation en boucle a vite été rétablie.
- Changements de noms de terminus : Trois Fontaines devient La Neuvillette École et Blanqui se nomme désormais Hôpital Sébastopol.
- Ligne Citadine : créée en 1992, elle est largement mise en valeur et effectue désormais un tour complet du centre-ville selon deux nouveaux circuits. Auparavant, son tracé était limité à Forum - Hôtel de Ville - Buirette - rues Clovis, de Venise, des Capucins - Théâtre - Forum.
- Réorganisation du réseau de nuit avec des services plus tardifs et différenciés des lignes qu'elles remplacent.

#### Années 2000

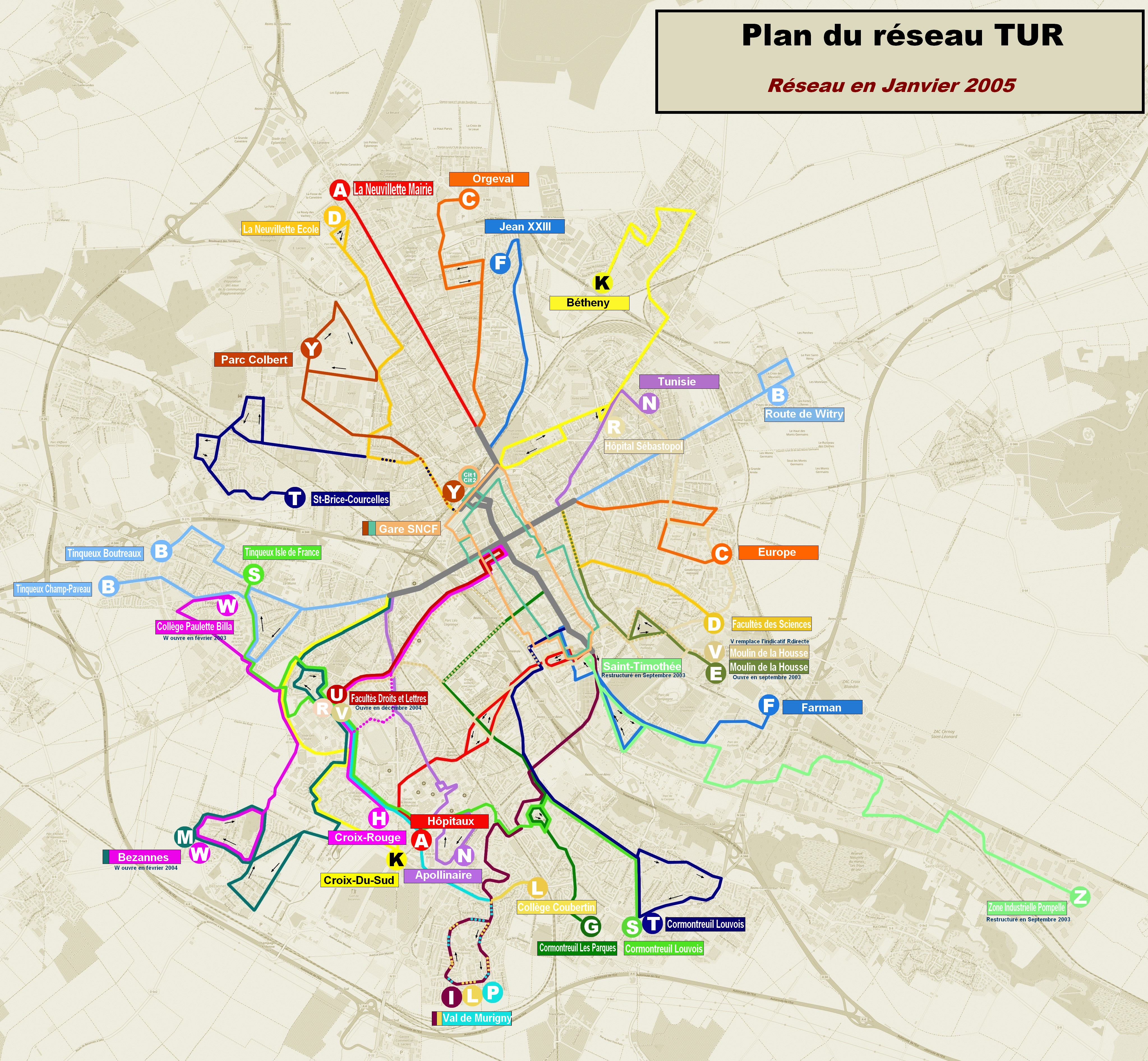
Plan du réseau TUR en 2005.

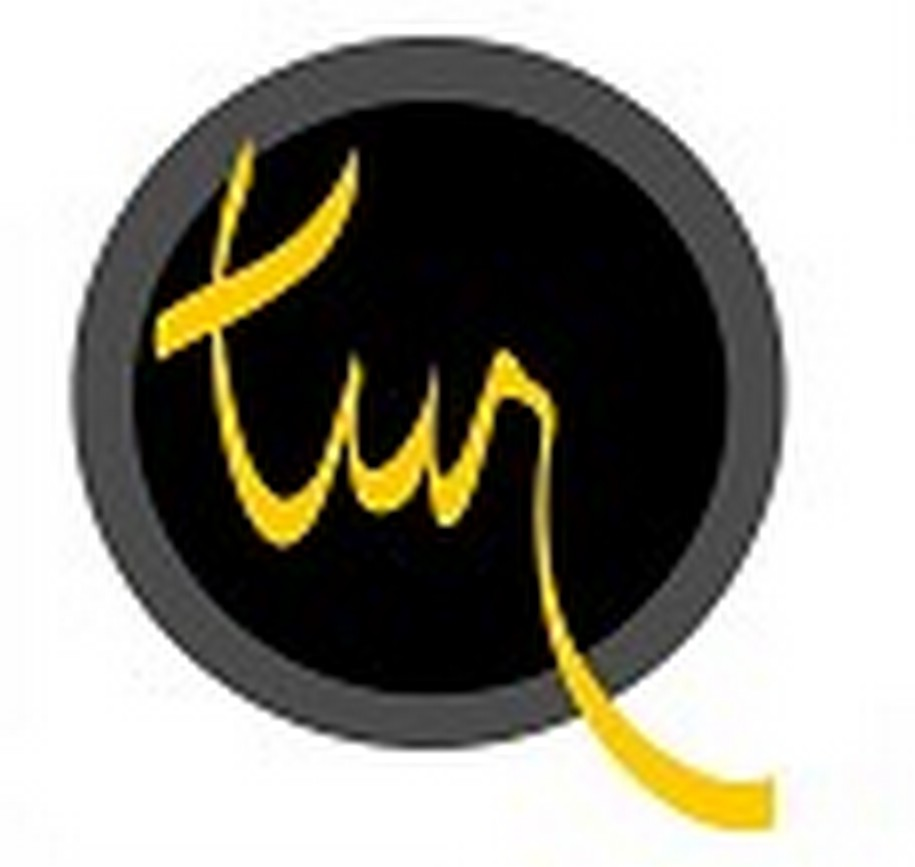
Logo des TUR entre 2002 et 2011

- Ligne R directe/V : Créée à la rentrée 2000, la ligne R Directe, doublage partiel -censé être plus rapide avec moins d'arrêts- de la R en heure de pointe, est devenue la ligne V en 2003, puis a été supprimée le 4 novembre 2009 pour cause de fréquentation insuffisante et afin d'offrir de meilleures fréquences sur la ligne R.
- Ligne U : Du 6 au 23 décembre 2004, la ligne H a été déviée par les avenues d'Épernay et Kennedy entre les arrêts Franchet d'Espérey et Mauriac, en desservant l'arrêt Dunkerque et un arrêt provisoire vers le Collège François Legros, afin de permettre la démolition de la passerelle commerciale « La Rafale » dans le quartier de la Croix Rouge. Une ligne U[7] a été créée entre Théâtre et Facultés Droits et Lettres afin d'assurer la continuité de la desserte. Cette ligne était exploitée avec des bus articulés avec une fréquence de 10 minutes en heures de pointe avec une amplitude de 6h30 à 20h30 du lundi au samedi.
- Desserte de Bezannes TGV : À partir de juin 2007, la ligne K s'est vue ajouter une branche, desservie uniquement à certaines heures, afin d'assurer la desserte de la gare de Champagne-Ardenne TGV. En 2007, en raison d'une fréquentation insuffisante et de la diminution de service sur la branche historique de Croix du Sud, une ligne Taxibus au départ de Bezannes ou du quartier de la Croix-Rouge à destination de la Gare TGV a été créée pour remplacer la ligne régulière en heures creuses. Ce transport à la demande était exploité par Transdev Reims, utilisant pour cela un véhicule particulier. Ce service fut suspendu par décision de justice après une plainte des taxis rémois en juin 2008, concernant l'utilisation du mot "Taxi" dans le nom du service. La ligne K fut donc prolongée à nouveau vers la gare, via Croix du Sud, et de manière permanente.
- Modifications du réseau de soirée : en octobre 2008, le réseau de soirée est profondément restructuré : la ligne 1 reprend désormais l'itinéraire de la A de jour entre St-Thomas et Belges vers Tondeurs, via les rues de Neufchâtel et Roger Salengro. La 1 est prolongée également à son extrémité sud, passant de Maison Blanche à Hôpitaux (elle remplace notamment la 4 de nuit sur ce secteur). La ligne 2 dessert la rue de Cernay via les arrêts "Jules Ferry" "Strasbourg" et "Dauphinot". Elle reprend son itinéraire de base via cimetière de l'Est. La ligne 3 est totalement changée sur sa partie sud, elle ne dessert plus la rue de Cernay mais le bd Clemenceau en sa totalité avant de reprendre le bd Pommery et d'y reprendre son itinéraire de base par la rue Bertrand-De-Mun. La ligne 4 est raccourcie au terminus "Croix-Rouge" comme pour la ligne H de jour. Elle sera de nouveau modifiée en avril 2009 pour être prolongée jusqu'au nouveau terminus "Facultés de Médecine". La ligne 5 est prolongée jusqu'à l'arrêt Belgique via la gare et la rue de Courcelles, remplaçant l'ancienne 1. La fréquence du réseau est d'un bus toutes les 45 minutes, dont la correspondance se fait toujours au pôle central Théâtre.
- Quartier Croix-Rouge : au début de l'été 2009, les lignes K et M ont été inversées dans le quartier de Croix-Rouge afin d'améliorer la desserte des facultés et d'offrir des trajets plus rapides vers Bezannes. La seconde a également été revue dans cette dernière commune, où la boucle terminale a été supprimée et remplacée par une desserte dans les deux sens, dont le retournement s'effectue dans la zone des Létis qui devient donc desservie systématiquement.
- Station Théâtre : 19 avril 2009, les terminus du Théâtre ont été réaménagés, ces changements ont affecté les lignes E, (terminus renommé Tournelles rue des Tournelles), G et I dont le terminus se trouve désormais rue Chanzy devant les Prud'Hommes, ainsi que les H et M dont le terminus se situe en haut de la rue Libergier.
- Desserte de Thillois : à la rentrée 2010, la ligne B a été étendue de 3 arrêts afin de desservir la zone commerciale du Millésime située sur la commune de Thillois, grâce à la constitution d'un syndicat mixte avec le CG51.

### L'ancien réseau dans son ultime configuration
| Ligne | Parcours                                                                                   | Véhicules           | Période               | Fréquence    |
| ----- | ------------------------------------------------------------------------------------------ | ------------------- | --------------------- | ------------ |
| A     | La Neuvillette — Mairie ↔ Gare SNCF ↔ Théâtre ↔ Saint-Timothée ↔ Hôpitaux                  | Articulés           | L, Ma, Me, J, V, S, D | 10 min.      |
| B     | [ Thillois ↔] Tinqueux — Boutréaux ou Champ Paveau ↔ Théâtre ↔ Épinettes ↔ Route de Witry  | Standards           | L, Ma, Me, J, V, S, D | < 10 min.    |
| C     | Orgeval ↔ Rethel ↔ Gare SNCF ↔ Théâtre ↔ Europe                                            | Articulés           | L, Ma, Me, J, V, S, D | < 10 min.    |
| D     | La Neuvillette — École ↔ Gare SNCF ↔ Théâtre ↔ Faculté des Sciences                        | Standards/Articulés | L, Ma, Me, J, V, S, D | < 10 min.    |
| E     | Tournelles (Théâtre) ↔ Moulin de la Housse (Express)                                       | Standards           | L, Ma, Me, J, V       | 20 min.      |
| F     | Jean XXIII ↔ Gare SNCF ↔ Théâtre ↔ Parc des Expos ↔ Farman (Articulés en cas de salons)    | Standards           | L, Ma, Me, J, V, S, D | < 15 min.    |
| G     | Théâtre ↔ Cormontreuil — Les Parques                                                       | Standards           | L, Ma, Me, J, V, S, D | < 15 min.    |
| H     | Théâtre ↔ Facs Droit et Lettres ↔ Faculté de Médecine                                      | Articulés           | L, Ma, Me, J, V, S, D | 5 min.       |
| I     | Théâtre ↔ Saint-Timothée ↔ Val de Murigny                                                  | Standards           | L, Ma, Me, J, V, S, D | < 15 min.    |
| J     | Saint-Brice — Courcelles ↔ Collège Trois Fontaines                                         | Standards           | L, Ma, Me, J, V       | Scolaire     |
| K     | Bétheny ↔ Gare SNCF ↔ Théâtre ↔ Facultés Droit et Lettres ↔ Croix du Sud [↔ Bezannes TGV ] | Standards           | L, Ma, Me, J, V, S, D | < 15 min.    |
| L     | Val de Murigny ↔ Collège Coubertin                                                         | Standards           | L, Ma, Me, J, V       | Scolaire     |
| M     | Théâtre ↔ Bezannes — Létis                                                                 | Standards/Midibus   | L, Ma, Me, J, V, S    | 20 à 30 min. |
| N     | Tunisie ↔ Théâtre ↔ Apollinaire                                                            | Standards           | L, Ma, Me, J, V, S, D | < 15 min.    |
| P     | Facs Droit et Lettres ↔ Val de Murigny                                                     | Standards           | L, Ma, Me, J, V, S    | 60 min.      |
| R     | Hôpital Sébastopol ↔ Saint-Timothée ↔ Facs Droit et Lettres                                | Standards/Articulés | L, Ma, Me, J, V, S, D | < 15 min.    |
| S     | Tinqueux — Isle de France ↔ Facs Droit et Lettres ↔ Cormontreuil — Louvois                 | Standards           | L, Ma, Me, J, V, S    | 15 min.      |
| T     | Saint-Brice — Courcelles ↔ Gare SNCF ↔ Théâtre ↔ Cormontreuil — Louvois                    | Standards           | L, Ma, Me, J, V, S, D | < 15 min.    |
| W     | Tinqueux — Éluard → Bezannes — Les Ouettes                                                 | Standards           | L, Ma, Me, J, V       | Scolaire     |
| Y     | Gare SNCF ↔ Zone Industrielle Colbert (Transdev Champagne ; ligne non permanente)          | Standards           | L, Ma, Me, J, V       | 15 à 30 min. |
| Z     | Saint-Timothée ↔ Zone Industrielle Pompelle-Farman (Transdev Champagne)                    | Standards           | L, Ma, Me, J, V       | 20 à 40 min. |

- Samedi : Pas de service sur les lignes E, J, L, W, Y et Z.
- Dimanche et jours fériés : pas de service sur les lignes E, J, L, M, P, S, W, Y et Z.
  - Ligne H prolongée d'Hôpitaux à Christophe Colomb.
  - Ligne B limitée à Épinettes au lieu de Route de Witry et de Thillois à Millésime ;
  - Ligne C limitée à Rethel au lieu de Orgeval ;
  - Ligne F limitée à Parc des Expos au lieu de Farman ;

Petites vacances scolaires : pas de service sur les lignes E, J, L et W.
Les lignes Citadines assuraient la desserte du centre-ville de Reims du lundi au samedi avec un bus toutes les 18 minutes, en formant une boucle complète autour du centre-ville via la gare centre :
| Ligne      | Parcours                                      | Véhicules | Période            | Fréquence |
| ---------- | --------------------------------------------- | --------- | ------------------ | --------- |
| Citadine 1 | Saint-Rémi → Théâtre → Gare SNCF → Saint-Rémi | Midibus   | L, Ma, Me, J, V, S | 18 min.   |
| Citadine 2 | Saint-Rémi → Gare SNCF → Théâtre → Saint-Rémi | Midibus   | L, Ma, Me, J, V, S | 18 min.   |

En soirée, 5 lignes assuraient la desserte de Reims et Tinqueux de 20 heures à minuit avec un bus toutes les 40 minutes du lundi au dimanche :
| Ligne | Parcours                                                   | Véhicules | Période               | Fréquence |
| ----- | ---------------------------------------------------------- | --------- | --------------------- | --------- |
| 1     | Tondeurs ↔ Gare SNCF ↔ Théâtre ↔ Saint Timothée ↔ Hôpitaux | Standards | L, Ma, Me, J, V, S, D | 40 min.   |
| 2     | Millésime ↔ Lynen ↔ Théâtre ↔ Épinettes                    | Standards | L, Ma, Me, J, V, S, D | 40 min.   |
| 3     | Rethel ↔ Gare SNCF ↔ Théâtre ↔ Moulin de la Housse         | Standards | L, Ma, Me, J, V, S, D | 40 min.   |
| 4     | Théâtre ↔ Fac de Médecine                                  | Standards | L, Ma, Me, J, V, S, D | 40 min.   |
| 5     | Belgique ↔ Gare SNCF ↔ Théâtre ↔ Val de Murigny            | Standards | L, Ma, Me, J, V, S, D | 40 min.   |

### Le réseau de 2011
Le 16 avril 2011, le nouveau réseau entre en fonction.

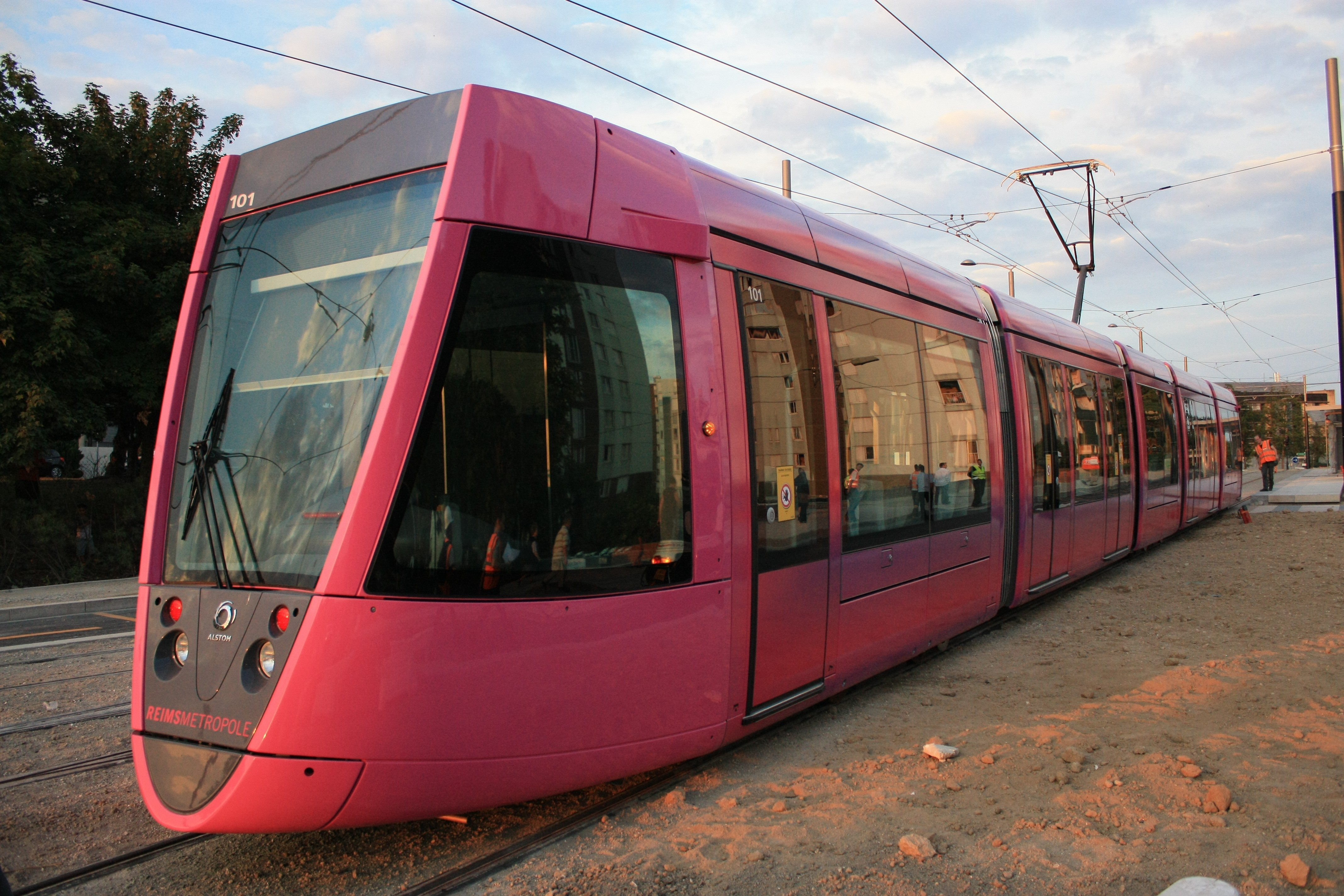
Citadis en marche d'essai

Dans le contrat de concession, il est précisé que la société concessionnaire (MARS) a pour objectif d'augmenter significativement la fréquentation du réseau : le nombre de voyages par an devra passer de 30 à 42 millions à terme. Pour cela, et afin d'accompagner la mise en service du tramway, le réseau, entièrement reconfiguré en 2011 a été à nouveau été reconfiguré en 2015 :
Tout en conservant sa structure « en étoile », le réseau tente en 2011 de s'adapter aux nouveaux besoins de déplacement des rémois en proposant des rocades supplémentaires et une desserte des nouvelles zones d'activité. Les ruptures de charge entre bus et tramway sont le plus possible évitées afin de limiter l'engorgement de ce second mode et le rallongement des parcours, expliquant ainsi le maintien de nombreuses lignes en centre-ville, mal perçu par ses habitants  pourtant indispensable pour les habitants des faubourgs (ceux qui n'ont plus de ligne directe s'en plaignent ainsi).
Le réseau de journée de 2011 avait une longueur totale, bus et tramway compris, d'environ 200 km, contre environ 175 km pour le réseau TUR.

#### Extension du réseau
Jusqu'au 2 septembre 2013, le réseau CITURA dessert le périmètre des six communes qui composent Reims Métropole depuis la création de l'ancien District de Reims dans les années 1960, auquel s'est ajouté la desserte du Millésime à Thillois en 2010. À cette date, le réseau s'agrandit afin de desservir les 10 nouvelles communes ayant rejoint l'intercommunalité le 1er janvier précédent. Ces communes sont :
- Champfleury, Prunay, Puisieulx, Saint-Léonard, Taissy, Trois-Puits et Villers-aux-Nœuds qui composaient précédemment la Communauté de communes de Taissy ;
- Champigny issue de la Communauté de communes Champagne Vesle ;
- Cernay-lès-Reims issue de l'ancienne Communauté de communes du Mont de Berru ;
- Sillery, issue de la CC Vesle et Coteaux de la Montagne de Reims

Les communes de Champfleury, Champigny, Sillery et Taissy bénéficient d'une desserte permanente à partir des lignes existantes (respectivement 5, 13, et 12 pour les deux dernières). Les autres communes obtiennent une desserte en transport à la demande. En outre, les scolaires de Prunay peuvent utiliser les TER Champagne-Ardenne vers Reims avec un abonnement CITURA, et ceux des autres communes, les cars scolaires départementaux.

#### Une nouvelle restructuration en juillet 2015
Transdev Reims, exploitant du réseau Citura, a enregistré un déficit de 8 millions d'euros en 2014. De ce fait, Reims Métropole et Transdev Reims ont décidé de réduire le nombre de kilomètres, tout en réétudiant le maillage du réseau. L'objectif a été de supprimer 600 000 km par an par rapport au réseau de 2011. Après un accord financier intervenu fin 2014, le plan du nouveau réseau est dévoilé par le journal régional L'Union et par l'association ASTUR en février 2015,,. Le détail de ces changements est désormais disponible dans la description des lignes ci-dessous.
Le réseau de nuit est alors profondément restructuré avec la création des lignes 30 et 40. Elle remplace à la fois les anciennes lignes de soirée 1 à 5. Les lignes 7N, 9N et 13N sont supprimées. Une nouvelle ligne N Noctambus, est créée entre 23 h et 5 h du matin pour relier les campus aux différents lieux de loisirs de Reims.
La grille tarifaire augmente en moyenne de 3,8 % en juillet 2015, et le prix du ticket horaire à l'unité passe officiellement dès le 6 juillet 2015 de 1,55 € à 1,60 €, tandis que la réduction du coût d'achat en rechargement diminue de 5 centimes, passant ainsi à -0,15 €. Le billet journalier passe, lui, de 3,80 € à 4,00 €.
L'abonnement destiné aux étudiants évolue et un tarif familial est créé,.
En 2019, la desserte Croix Cordelier est supprimée en raison de la fermeture du lycée du même nom.
En septembre 2021, le contrat entre le Grand Reims et Transdev a été résilié ce qui a contribué à la réalisation de grève entre 2021 et 2022.
De mai à septembre 2022, des travaux de grande envergure ont eu lieu sur le réseau tramway où des bus de substitution (Sub) ont été mis en place.  
En octobre 2023, le nouveau nom du réseau de 2024 a été révélé : Grand Reims Mobilité. 

#### Ancien Réseau de 2015 à 2023
Lignes de tramway
| Lignes | Parcours | Véhicules | Période               | Fréquence |
| ------ | --- | --------- | --------------------- | --------- |
| A      | Neufchâtel ↔ Gare Centre ↔ Opéra-Cathédrale ↔ Campus Croix Rouge ↔ Hôpital Debré                                         | Tramways  | L, Ma, Me, J, V, S, D | < 9 min   |
| B      | Neufchâtel ↔ Gare Centre ↔ Opéra-Cathédrale ↔ Campus Croix Rouge ↔ Polyclinique Bezannes ↔ Bezannes — Gare Champagne TGV | Tramways  | L, Ma, Me, J, V, S, D | 20 min    |

Lignes 1 à 9
| Lignes | Parcours                                                                                         | Véhicules           | Période               | Fréquence   |
| ------ | ------------------------------------------------------------------------------------------------ | ------------------- | --------------------- | ----------- |
| 1      | [Champigny — Croix Blanche] ↔ Tinqueux — Boutréaux ↔ Comédie ↔ Libergier ↔ C.C. Cernay           | Standards/Articulés | L, Ma, Me, J, V, S, D | < 10 min    |
| 2      | Gare Centre ↔ Opéra-Cathédrale ↔ Conservatoire ↔ Cormontreuil — C.C. Cormontreuil                | Standards/Articulés | L, Ma, Me, J, V, S, D | < 10 min    |
| 3      | Moulin de la Housse ↔ Faculté des Sciences ↔ Gare Centre ↔ Saint-Brice-Courcelles — Maurencienne | Standards/Articulés | L, Ma, Me, J, V, S, D | < 10 min    |
| 4      | Orgeval ↔ Gare Centre ↔ Opéra-Cathédrale ↔ Conservatoire ↔ Urgences ↔ Hôpital Debré              | Standards/Articulés | L, Ma, Me, J, V, S, D | < 10 min    |
| 5      | Route de Witry ↔ Opéra-Cathédrale ↔ Conservatoire ↔ Champfleury — C.C Champfleury                | Standards/Articulés | L, Ma, Me, J, V, S, D | < 10 min    |
| 6      | Gare Centre ↔ Opéra-Cathédrale ↔ Conservatoire ↔ Parc des Expositions ↔ Croix Blandin            | Standards/Articulés | L, Ma, Me, J, V, S, D | 14 à 24 min |
| 7      | Gare Centre ↔ Comédie ↔ Hôpital Debré ↔ Apollinaire                                              | Midibus             | L, Ma, Me, J, V, S, D | 15 min      |
| 8      | Tinqueux — Champs Paveau ↔ Comédie ↔ Gare Centre ↔ Bétheny — La Couturelle                       | Standards/Articulé  | L, Ma, Me, J, V, S, D | 16 à 29 min |
| 9      | Saint-Brice-Courcelles — Victoire ↔ Gare Centre ↔ Opéra-Cathédrale ↔ Cormontreuil — Blancs Monts | Standards           | L, Ma, Me, J, V, S, D | 15 à 26 min |

- Dimanches et jours fériés : 
  - L'itinéraire de la ligne 1 était réduit entre Europe et Thillois — Millésime.
  - L'itinéraire de la ligne 2 était réduit entre Gare Centre et Cormontreuil — Les Parques.
  - L'itinéraire de la ligne 4 était prolongé après l’arrêt Hôpital Debré, en desservant les arrêts Koenig, Godinot, Michelet, Luthuli, Ponce de Leon, Argonautes et Colomb.
  - L'itinéraire de la ligne 5 était réduit entre Champfleury — C.C Champfleury et Epinettes.
  - L'itinéraire de la ligne 6 était réduit entre Gare Centre et Parc des Expositions.

Lignes 11 à 18
| Lignes | Parcours | Véhicules           | Période               | Fréquence   |
| ------ | --- | ------------------- | --------------------- | ----------- |
| 11     | Gare Centre ↔ Faculté des Sciences ↔ Campus Croix Rouge ↔ Croix du Sud                                       | Standards/Articulés | L, Ma, Me, J, V, S, D | 13 à 25 min |
| 12     | Bezannes — Gare Champagne TGV ↔ Polyclinique Bezannes ↔ Hôpital Debré ↔ Cormontreuil — C.C. Cormontreuil     | Standards           | L, Ma, Me, J, V, S    | 21 à 27 min |
| 13     | Bezannes — Gare Champagne TGV ↔ Polyclinique Bezannes ↔ Campus Croix Rouge ↔ Saint-Brice-Courcelles — Mairie | Standards/Midibus   | L, Ma, Me, J, V, S    | 21 à 50 min |
| 14     | La Neuvillette Mairie ↔ Sébastopol                                                                           | Standrads/Midibus   | L, Ma, Me, J, V, S    | 29 à 36 min |
| 15     | Méliès ↔ Cormontreuil — Coubertin                                                                            | Standards           | L, Ma, Me, J, V       | Scolaire    |
| 16     | Opéra-Cathédrale ↔ Conservatoire ↔ Prunay — Mairie                                                           | Autocars            | L, Ma, Me, J, V, S    | 45 à 90 min |
| 17     | Saint-Timothée ↔ Z.I. Pompelle                                                                               | Standards/Midibus   | L, Ma, Me, J, V       | 28 à 41 min |
| 18     | Trois Fontaines ↔ Saint-Brice-Courcelles — Gare                                                              | Standards           | L, Ma, Me, J, V       | Scolaire    |

- Samedi : Pas de service sur les lignes 15, 17 et 18
- Dimanche : Pas de service sur les lignes 12, 13, 14, 15, 16, 17 et 18
- Petites vacances scolaires : Pas de service sur les lignes 15 et 18

Navette de centre-ville
| Ligne   | Parcours                                    | Véhicules | Période            | Fréquence |
| ------- | ------------------------------------------- | --------- | ------------------ | --------- |
| CityBus | Gare Centre ↔ Opéra-Cathédrale (circulaire) | Midibus   | L, Ma, Me, J, V, S | 20 min    |

- Dimanche : Pas de service sur la ligne C

Lignes nocturnes
| Lignes    | Parcours | Véhicules         | Période               | Fréquence |
| --------- | --- | ----------------- | --------------------- | --------- |
| 30        | Moulin de la Housse ↔ Faculté des Sciences ↔ Opéra-Cathédrale ↔ Gare Centre ↔ Comédie ↔ Thillois — Millésime | Standards/Midibus | L, Ma, Me, J, V, S, D | 30 min    |
| 40        | Epinettes ↔ Opéra-Cathédrale ↔ Hôpital Debré ↔ Maison Blanche ou Val de Murigny                              | Standards/Midibus | L, Ma, Me, J, V, S, D | 30 min    |
| Noctambus | Campus Croix Rouge ↔ Comédie ↔ Gare Centre ↔ Moulin de la Housse                                             | Standards         | J, V, S               | 66 min    |

Les lignes 30 et 40 circulaient de 21h à 00h30 environ et la ligne N de 23h à 6h30 environ.
- La ligne N ne circulait pas les lundis, mardis, mercredis et dimanches

Transport à la demande
| Lignes                 | Parcours                                                                    | Véhicules | Période            | Fréquence    |
| ---------------------- | --------------------------------------------------------------------------- | --------- | ------------------ | ------------ |
| TAD Sud-Ouest          | Bezannes, Reims, Cormontreuil ↔ Villers-aux-Nœuds, Champfleury, Trois-Puits | Minibus   | L, Ma, Me, J, V, S | A la demande |
| TAD Sud-Est            | Reims, Cormontreuil ↔ Saint-Léonard, Puisieulx                              | Minibus   | L, Ma, Me, J, V, S | A la demande |
| TAD Z.A.C. Neuvillette | Belges ↔ Z.A.C. La Neuvilette                                               | Minibus   | L, Ma, Me, J, V, S | A la demande |
| TAD Z.I. Colbert       | Belges ↔ Saint-Brice-Courcelles — Z.I. Colbert                              | Minibus   | L, Ma, Me, J, V, S | A la demande |
| TAD Est                | Reims ↔ Cernay-lès-Reims                                                    | Minibus   | L, Ma, Me, J, V, S | A la demande |

Toutes les lignes circulaient de 7h à 20h du lundi au samedi. Pas de circulation le dimanche.
Lignes à usage restreint
| Lignes             | Parcours                                                            | Véhicules | Période            | Fréquence |
| ------------------ | ------------------------------------------------------------------- | --------- | ------------------ | --------- |
| Navette Huet       | Dépôt Colbert ↔ Opéra-Cathédrale ↔ [Saint-Timothée]                 | Réserve   | L, Ma, Me, J, V, S | Réservé   |
| Scolaire Eglantine | Collège Sacré Cœur ↔ Collège François Legros ↔ Stade des Eglantines | Autocar   | L, J, V            | Réservé   |

La navette Huet était réservée au personnel de Transdev Reims. Pas de circulation le dimanche
La ligne Scolaire Eglantine était réservée aux élèves des collèges Sacré Cœur et François Legros en performation au Stade de Reims pour leurs déplacements au Stade des Eglantines. 

### Le réseau Grand Reims Mobilité à partir de 2024
CITURA devient Grand Reims Mobilités au 1er janvier 2024 .
Cette restructuration commence avec l'introduction du TAD de nuit  à partir de minuit ainsi l'offre de transport ne s'arrête jamais et prend le relais des bus et tramways entre 00h et 5h ou jusqu'à 8h les dimanches et jours fériés. Suppression de la ligne N.
Certains tramways de la ligne B effectuent un terminus à Gare Centre et un départ de Gare Centre en direction de Gare Champagne TGV.
Le service PMR Trëma intègre le réseau et étend sa zone de desserte.
Le 2 janvier, 3 zones de TAD font leur début ou étendent leurs amplitudes horaires.
Le TAD Farman/Croix Blandin vient remplacer la ligne 17 permettant de rejoindre le réseau aux arrêts Croix Blandin et Saint-Nicaise ou les différents arrêts de la zone.
Le TAD Pomacle/Bazancourt entre en action permettant de rejoindre les différents arrêts de la zone ou la gare de Bazancourt.
Le TAD Neuvillette/Port Colbert étend son amplitude horaire et permet de rejoindre le réseau à l'arrêt Belges ou les différents arrêts de la zone.
Suppression de la ligne 17
Le 12 février, une conciergerie solidaire a ouverte sur le parking relais (P+R) Hôpital Debré permettant de bénéficier à des services tels que la cordonnerie, le pressing, le dépôt de colis, …
Le 15 avril, la nouvelle maison des mobilités a été inaugurée et ouverte, nouveau lieu permettant l'accueil des utilisateurs du réseau, la vente de titres et d'abonnements, l'échange d'informations, le règlement de PV entre autres.
Le 8 mai 2024, une nouvelle ligne entre en action, la ligne Grand'R visant à promouvoir le tourisme vers les villages de la Montagne de Reims et le vignoble de champagne. Depuis la Gare de Champagne-Ardenne TGV jusqu'aux Faux de Verzy, fonctionnant différemment en fonction de la période de l'année.
Le 24 mai, un service de location de vélo à longue et moyenne durée intègre l'offre du réseau.
Le 2 septembre 2024, le nouveau réseau entre en fonction permettant une meilleure desserte des campus et lycées et permettant la desserte des 143 communes du Grand Reims.
Cinq arrêts prennent une nouvelle dénomination :
Albert 1er (à Reims) devient Léonard de Vinci.
Carnot (à Reims) devient Opéra-Cathédrale.
Boulingrin (à Reims) devient Schneiter.
Sacy (à Bezannes) devient Baconnes.
Thillois (à Thillois) devient Champéa. 
Lignes de tramway :
Les deux lignes sont comprises dans le réseau de soirée. Les modifications du 1er janvier 2024 restent en vigueur. 
Lignes régulières bus (urbaines):
L'itinéraire de la ligne 1 évolue permettant la desserte de l'avenue Yser, Clemenceau et Europe. Le terminus C.C. Cernay est maintenant desservi du lundi au dimanche. Le terminus Champéa (anciennement Thillois) est desservi le dimanche et en soirée. La ligne 1 intègre le réseau de soirée.
La ligne 2 ne dessert pas le centre de Châtillons en raison de travaux mais passe par la rue de Louvois et le boulevard des Phéniciens. La ligne 2 intègre le réseau de soirée.
La ligne 3 a vu son itinéraire évoluer sur sa partie Est en empruntant le boulevard Pasteur, le boulevard Henry-Vasnier, l'avenue Henri-Farman et la rue Jankel-Segal. La ligne 3 intègre le réseau de soirée.
La ligne 4 a vu son itinéraire évoluer sur sa partie Nord en empruntant la rue de la 12e-Escadre-d'aviation et la rue Brimontel. Le terminus Colomb n'est plus desservi les dimanches.
La ligne 5 effectue tous les jours son terminus à Route de Witry. La ligne 5 intègre le réseau de soirée.
La ligne 6 est déviée dans les deux sens par le boulevard Lundy en raison des travaux rue Noël et rue de Talleyrand, elle effectue son terminus tous les jours à Croix Blandin.
La ligne 7 ne dessert plus les arrêts Apollinaire, Clos Murigny, Vernier et Jugan. Après l'arrêt Hôpital Debré, la ligne est prolongée jusqu'à Murigny et Bezannes en reprenant l'itinéraire de la ligne 12.
L'itinéraire de la ligne 8 évolue dans le secteur de Bétheny ; ainsi les arrêts Coulmy, Pâquerettes et Palières ne sont plus desservis.
La ligne 9 est déviée dans les deux sens par le boulevard Lundy en raison de travaux rue Noël et rue de Talleyrand. Les arrêts Harang, Danemark et Baussonnet ne sont plus desservis.
La ligne 10 (nouvelle ligne) reprend l'itinéraire de la ligne 11 et permet de relier Moulin de la Housse et Hôpital Debré en passant par Campus Croix Rouge.
La ligne 20 (nouvelle ligne) reprend l'itinéraire de la partie Nord de la ligne 11 permettant de relier Gare Centre et Moulin de la Housse.
La ligne 21 (nouvelle ligne) reprend l'itinéraire de la ligne 11 et 12 permettant de relier Croix du Sud et C.C. Cormontreuil passant par Campus Croix Rouge, Hôpital Debré et Châtillons.
La ligne 22 (nouvelle ligne) reprend l'itinéraire de la ligne 14. Elle effectue une desserte systématique de l'arrêt ARFO et est prolongée jusqu'au centre ville de Reims (arrêt Briand) et en direction C.C. Cernay via la rue de Cernay.
Le TAD Cernay-lès-Reims est remplacé par la ligne régulière 23 (nouvelle ligne) entre Odile Madelin et Royale permettant de rejoindre facilement le centre ville de Reims.
Les lignes 11, 12 et 14 et le TAD Cernay-lès-Reims sont supprimées.
Réseau de soirée
L'intégration des lignes 1, 2, 3 et 5 dans le réseau de soirée permet la suppression des lignes 30 et 40.
Lignes à vocation scolaire
La ligne S1 permet la desserte du Collège Paulette-Billa reprenant la partie Nord de l'itinéraire de la ligne 13.
La ligne S2 permet la desserte du Collège international Citali, du Collège et Lycée Joliot-Curie, du Collège Paulette-Billa et de l'IRTS reprenant l'itinéraire de la partie Sud de la ligne 13.
La ligne S3 permet la desserte du Collège Trois-Fontaines reprenant l'itinéraire de la ligne 18.
La ligne S4 permet la desserte du Collège Pierre-de-Coubertin reprenant l'itinéraire de la ligne 15.
Les lignes 13, 15 et 18 sont supprimées.
TAD Urbain ZI
Le TAD Pomacle/Bazancourt permet maintenant de rejoindre les arrêts Bazancourt Gare ou Pomacle de la ligne E3.
Le TAD Montépillois/Berégovoy ne dessert plus certains arrêts maintenant desservis par le TAD Sud-Ouest mais permet de rejoindre le réseau aux arrêts Hôpital Debré, Léger et Pompidou.
Lignes express (périurbaines) et TAD périurbain
La ligne E1 permet de relier Cormicy à Reims Gare Clairmarais.
La ligne E2 permet de relier Saint-Étienne-sur-Suippe à Reims Saint Symphorien.
La ligne E3 permet de relier Warmeriville à Reims Saint Symphorien.
La ligne E4 permet de relier Bétheniville à Reims Saint-Symphorien. Selon les horaires, 3 itinéraires sont possibles (4A, 4B et 4C).
La ligne E5 permet de relier Val-de-Vesle à Reims Cathédrale reprenant l'itinéraire de la ligne 16.
La ligne E6 permet de relier Ville-en-Tardenois à Reims Gare Clairmarais.
La ligne E7 permet de relier Fismes Centre à Reims Gare Clairmarais en dehors de heures de circulation des TER.
Le TAD Nord permet de rejoindre les différents arrêts du secteur Nord, un arrêt de la ligne E1 ou l'une des gares de Loivre ou Courcy.
Le TAD Nord-Est permet de rejoindre les différents arrêts du secteur Nord-Est, un arrêt de la ligne E2, E3 ou E4, la gare de Bazancourt ou le réseau urbain à l'arrêt Croix Blandin.
Le TAD Nord-Ouest permet de rejoindre les différents arrêts du secteur Nord-Ouest, un arrêt de la ligne E7 ou l'une des gares de Fismes, Muizon ou Jonchery-sur-Vesle.
Le TAD Sud-Est permet de rejoindre les différents arrêts du secteur Sud-Est, un arrêt de la ligne E5 ou de la ligne R, la gare de Rilly-la-Montagne ou le réseau urbain à l'arrêt C.C. Cormontreuil.
Le TAD Sud-Ouest permet de rejoindre les différents arrêts du secteur Sud-Ouest, un arrêt de la ligne E6 ou de la ligne R, la gare de Rilly-la-Montagne ou le réseau urbain à l'arrêt Gare Champagne TGV.
La ligne 16 est supprimée.
Lignes de covoiturage
Covoit'ici a intégré le réseau Grand Reims Mobilité.
Les lignes 1 et 2 ont une garantie de départ et une indemnisation pour les conducteurs.
Les lignes 3 à 9 sont des lignes 100 % solidaires mais sans garantie de départ pour les passagers. 
Le 14 octobre 2024, Covoit'ici devient Grand Reims Mobilités Covoit.  
Le 21 octobre, la ligne 13 est de retour et les lignes S1 et S2 sont supprimées. Elle reprend l'itinéraire des deux lignes et redevient une ligne régulière.
Du 7 décembre 2024 au 29 décembre 2024, une navette de Noël gratuite est mise en place permettant de rejoindre le Marché de Noël (à l'arrêt Manège) et la Foire de Noël et des Rois (à l'arrêts Bocquaine et à l'arrêt provisoire Stade Auguste Delaune).
À partir du 6 janvier 2025, le terminus partiel à l'arrêt Gare Centre de certains tramways de la ligne B est supprimé. Des modifications d'horaires permettant plus de régularité ont lieu sur les lignes A, B, 1, 2, 3, 4, 5, 9, 10 et 13.
La ligne 9 voit son itinéraire adapté pour desservir la rue du Ruisselet.
Le 24 février la ligne 9 change de terminus, ne desservant plus les arrêts Blanc et Saint-Brice-Courcelles Victoire (ancien terminus). La ligne dessert l'arrêt Dassault et son nouveau terminus Tinqueux Boutréaux.

## Lignes du réseau
(Le réseau comporte 684 points d'arrêt de bus et 23 stations de tramway, dont 10 % comportent des installations de synthèse vocale destinés aux malvoyants, et offre un total de 20 500 places environ dont 4 500 assises et 16 000 debout[source insuffisante]. En 2004, ses utilisateurs ont réalisé plus de 30 millions de voyages, représentant près de 8 millions de kilomètres de parcours à une moyenne d'environ 14,5 km/h. Chaque habitant effectue en moyenne 36 kilomètres par an sur le réseau pour 141 kilomètres, ce qui le rend parmi les plus performants de France. En outre, le taux de satisfaction des voyageurs s'élève à environ 85 % On estime ainsi que 14 % des déplacements dans l'agglomération se font en bus. Le voyageur type est une jeune femme de 18 à 24 ans. 58,4 % des voyageurs ont entre 5 et 24 ans, représentant en termes d'abonnements 26,1 % des recettes totales. 
Chacun des 591 conducteurs effectue environ 19 000 kilomètres par an. Chaque kilomètre coûte à l'entreprise 4,43 € et lui en rapporte 1,13 € : le taux de couverture des dépenses à hauteur d'environ 25 % nécessite d'abondantes subventions, de l'ordre de 29 millions d'euros par an, de la part du Grand Reims, autorité organisatrice, et une politique de plus en plus restrictive des dépenses. Les recettes voyageurs sont équitablement réparties entre tickets et abonnements.) ???
Le réseau est constitué de 2 lignes de tramways, de lignes de bus, de lignes express, de TAD et de lignes de covoiturage :
- En semaine, en journée de 5 h à 21 h :
  - Les lignes de tramway A et B, avec un intervalle cumulé de 5 minutes (un tram A toutes les 10 minutes et un tram B toutes les 10 minutes).
  - Les lignes de bus 2, 3 et 5, avec un intervalle de 8 à 10 minutes ;
  - La ligne de bus 1, avec un intervalle de 8 à 12 minutes ;
  - Les lignes de bus 4, 6, 8 et 10, avec un intervalle de 15 minutes ;
  - Les lignes de bus 9, 20 et 21, avec un intervalle de 20 minutes ;
  - Les lignes de bus 23 et C, avec un intervalle de 25 minutes ;
  - Les lignes de bus 7 et 22, avec un intervalle de 30 minutes ;
  - La ligne de bus 13, avec un intervalle de 60 minutes ;
  - Les lignes périurbaines E1, E2, E3, E4, E5 et E6, avec un intervalle de 60 minutes ;
  - La ligne périurbaine E7, avec un intervalle de 60 minutes en dehors des heures de passage du TER SNCF ;
  - Les lignes S3 et S4 sont calées sur les horaires et le calendrier des établissements qu'elles desservent ;
- Le samedi, en journée de 5h à 21h : 
  - Les lignes de tramway A et B, avec un intervalle cumulé de 7 à 8 minutes (un tram A sur deux et un tram B sur deux environ) ;
  - La ligne 3, avec un intervalle de 12 minutes environ ;
  - Les lignes de bus 1, 2 et 5, avec un intervalle de 15 minutes environ ;
  - Les lignes de bus 4, 6 et 8, avec un intervalle de 18 minutes environ ;
  - Les lignes de bus 10 et 20 avec un intervalle de 20 minutes environ ;
  - Les lignes de bus 9 et C, avec un intervalle de 25 minutes environ ;
  - La ligne de bus 21, avec un intervalle de 30 minutes ;
  - Les lignes de bus 7 et 22, avec un intervalle de 45 minutes environ ;
  - Les lignes de bus 13 et 23, avec un intervalle de 60 minutes environ ;
  - Les lignes périurbaines E1, E2, E3, E4, E5 et E6, avec un intervalle de 60 minutes ;
  - La ligne périurbaine E7, avec un intervalle de 60 minutes en dehors des heures de passage du TER SNCF ;
- Le dimanche, en journée, de 8h à 21h :
  - Les lignes de tramway A et B avec un intervalle cumulé de 15 minutes (le tram B représente environ un service sur 3) ;
  - Les lignes de bus 1 à 9  avec un intervalle de 25 à 35 minutes ;
- En soirée de 21 h à 23 h 30 (pour le lundi, mardi, mercredi et dimanche) ou de 21 h à 00 h 30 (pour le jeudi, vendredi, samedi et veille de jour férié) :
  - Les lignes de tramway A et B, avec un intervalle de 15 minutes sur le tronc commun ;
  - Les lignes de bus 1, 2, 3 et 5, avec un intervalle de 25 minutes

### Lignes de tramway
| Ligne | Caractéristiques | Caractéristiques                                   | Caractéristiques                                   | Caractéristiques                                   | Caractéristiques                                   | Caractéristiques                                   | Caractéristiques                                   | Caractéristiques                                   | Caractéristiques                                   |
| A     | Reims — Neufchâtel ⥋ Reims — Hôpital Debré | Reims — Neufchâtel ⥋ Reims — Hôpital Debré         | Reims — Neufchâtel ⥋ Reims — Hôpital Debré         | Reims — Neufchâtel ⥋ Reims — Hôpital Debré         | Reims — Neufchâtel ⥋ Reims — Hôpital Debré         | Reims — Neufchâtel ⥋ Reims — Hôpital Debré         | Reims — Neufchâtel ⥋ Reims — Hôpital Debré         | Reims — Neufchâtel ⥋ Reims — Hôpital Debré         | Reims — Neufchâtel ⥋ Reims — Hôpital Debré         |
| ----- | --- | -------------------------------------------------- | -------------------------------------------------- | -------------------------------------------------- | -------------------------------------------------- | -------------------------------------------------- | -------------------------------------------------- | -------------------------------------------------- | -------------------------------------------------- |
| A     | Ouverture / Fermeture 18 avril 2011 / — | Longueur 9,05 km                                   | Durée 45 min                                       | Nb. d’arrêts 21                                    | Matériel Citadis 302                               | Jours de fonctionnement L, Ma, Me, J, V, S, D      | Jour / Soir / Nuit / Fêtes O / O / N / O           | Voy. / an —                                        | Exploitant Transdev Grand Reims                    |
| A     | Desserte : - Arrêts : REIMS Neufchâtel, Georges Hébert, De Fermat, Jean Macé, Belges, Danton-Rauséo, Saint-Thomas, Schneiter, Gare Centre, Langlet, Opéra-Cathédrale, Vesles, Comédie, Courlancy, Franchet D'Esperey, Saint-John Perse, Campus Croix Rouge, Kennedy, Arago, Médiathéque Croix Rouge, REIMS Hôpital Debré. - Villes et lieux desservis : Reims (Terrain de loisirs Orgeval, Grande Mosquée El Hidaya, Stade Georges Hébert, Piscine Orgeval, Stade de Reims Rugby, Collège et Lycée Jean-Baptiste Colbert, Place Pierre de Fermat, La Poste Reims Orgeval, Ecole Maternelle et Elémentaire [(Jean Macé]], Crèche Orgeval, Mairie Boulevard des Belges, Groupe De La Salle Ecole Elémentaire et Collège Jeanne d'Arc, Ecole Maternelle et Elémentaire Anquetil, Église Saint-Thomas, Lycée Polyvalent Franklin Roosevelt, Square de Reims, Monuments aux Morts du Square de Reims, Cimetière du Nord à Reims, UCPA Sport Station Grand Reims, Reims Arena, Champagne Charles de Cazanove, Porte de Mars, Square de la Porte de Mars, Les Hautes Promenades, Maison des Mobilités Grand Reims Mobilité, Square Colbert, Place Drouet d'Erlon, Place Jules Lobet, Fossier, Palais de Justice de Reims, Cathédrale Notre-Dame de Reims, Palais du Tau, Opéra de Reims, Lycée Hugues Libergier, Parc du Pont de Vesle, Comédie-CDN de Reims, [Saint-Ex]], Parc Léo Lagrange, Stade Auguste Delaune, Polyclinique Courlancy, Planétarium, ESAD, Parc Saint-John Perse, NEOMA Business School, URCA, Hippodrome de la Champagne, Ecole Maternelle de l'Hippodrome, Lycée François Arago, Médiathèque Croix Rouge, Maison de Quartier Croix Rouge, CHU de Reims, UFR de Médecine et de Pharmacie. - Gare(s) desservie(s) : Gare de Reims et Gare de Franchet d'Esperey. |                                                    |                                                    |                                                    |                                                    |                                                    |                                                    |                                                    |                                                    |
| A     | Autre : - Arrêts non accessibles aux UFR : Aucun. - Amplitudes horaires : La ligne fonctionne du lundi au vendredi de 5 h 10 à 0 h 30, le samedi à partir de 5 h 20 et les dimanches et jours fériés de 7 h 50 à 0 h. En période estivale, la fréquence est de 7 à 9 minutes en heures de pointe en semaine, de 9 à 10 minutes le samedi et d'environ 15 minutes les dimanches et fêtes. - Particularités : Certains des premiers et derniers services commencent ou arrivent à la station Léon Blum de la ligne B, située à proximité du dépôt, en ne desservant pas le terminus Hôpital Debré. - Date de dernière mise à jour : 22 décembre 2024. |                                                    |                                                    |                                                    |                                                    |                                                    |                                                    |                                                    |                                                    |
| A     | Dernière actualisation : — |                                                    |                                                    |                                                    |                                                    |                                                    |                                                    |                                                    |                                                    |
| B     | Reims — Neufchâtel ⥋ Bezannes — Gare Champagne TGV | Reims — Neufchâtel ⥋ Bezannes — Gare Champagne TGV | Reims — Neufchâtel ⥋ Bezannes — Gare Champagne TGV | Reims — Neufchâtel ⥋ Bezannes — Gare Champagne TGV | Reims — Neufchâtel ⥋ Bezannes — Gare Champagne TGV | Reims — Neufchâtel ⥋ Bezannes — Gare Champagne TGV | Reims — Neufchâtel ⥋ Bezannes — Gare Champagne TGV | Reims — Neufchâtel ⥋ Bezannes — Gare Champagne TGV | Reims — Neufchâtel ⥋ Bezannes — Gare Champagne TGV |
| B     | Ouverture / Fermeture 18 avril 2011 / — | Longueur 10,73 km                                  | Durée 40 min                                       | Nb. d’arrêts 22                                    | Matériel Citadis 302                               | Jours de fonctionnement L, Ma, Me, J, V, S, D      | Jour / Soir / Nuit / Fêtes O / O / N / O           | Voy. / an —                                        | Exploitant Transdev Grand Reims                    |
| B     | Desserte : - Arrêts: REIMS Neufchâtel, Georges Hébert, De Fermat, Jean Macé, Belges, Danton-Rauséo, Saint-Thomas, Schneiter, Gare Centre, Langlet, Opéra-Cathédrale, Vesles, Comédie, Courlancy, Franchet D'Esperey, Saint-John Perse, Campus Croix Rouge, Kennedy, Arago, Léon Blum, Polyclinique Reims Bezannes, BEZANNES Gare Champagne TGV. - Villes et lieux desservis : : Reims (Terrain de loisirs Orgeval, Grande Mosquée El Hidaya, Stade Georges Hébert, Piscine Orgeval, Stade de Reims Rugby, Collège et Lycée Jean-Baptiste Colbert, Place Pierre de Fermat, La Poste Reims Orgeval, Ecole Maternelle et Elémentaire Jean Macé, Crèche Orgeval, Mairie Boulevard des Belges, Groupe De La Salle Ecole Elémentaire et Collège Jeanne d'Arc, Ecole Maternelle et Elémentaire Anquetil, Église Saint-Thomas, Lycée Polyvalent Franklin Roosevelt, Square de Reims, Monuments aux Morts du Square de Reims, Cimetière du Nord à Reims, UCPA Sport Station Grand Reims, Reims Arena, Champagne Charles de Cazanove, Porte de Mars, Square de la Porte de Mars, Les Hautes Promenades, Maison des Mobilités Grand Reims Mobilité, Square Colbert, Place Drouet d'Erlon, Place Jules Lobet, Fossier, Palais de Justice de Reims, Cathédrale Notre-Dame de Reims, Palais du Tau, Opéra de Reims, Lycée Hugues Libergier, Parc du Pont de Vesle, Comédie-CDN de Reims, Saint-Ex, Parc Léo Lagrange, Stade Auguste Delaune, Polyclinique Courlancy, Planétarium, ESAD, Parc Saint-John Perse, NEOMA Business School, URCA, Hippodrome de la Champagne, Ecole Maternelle de l'Hippodrome, Lycée François Arago, Ecole maternelle Galilée, Mosquée Al-Fajr) et Bezannes (Centre de maintenance tramways, Parc des Coteaux, Polyclinique Reims Bezannes, Gare de Champagne-Ardenne TGV) - Gare(s) desservie(s) : Gare de Reims, Gare de Franchet d'Esperey et Gare de Champagne-Ardenne TGV. |                                                    |                                                    |                                                    |                                                    |                                                    |                                                    |                                                    |                                                    |
| B     | Autre : - Arrêts non accessibles aux UFR : Aucun. - Amplitudes horaires : La ligne fonctionne du lundi au vendredi de 5 h 20 à 22 h 10, le samedi à partir de 5 h 30 et les dimanches et jours fériés de 8 h 10 à 22 h 40. Les départs sont intercalés entre ceux de la ligne A et la ligne ne fonctionne qu'à raison de quelques départs par heure. - Particularités : Certains tramways effectuent leur terminus à Gare Centre en direction de Neufchâtel et certains tramways effectuent leur départ à Gare Centre en direction de Gare Champagne TGV. - Date de dernière mise à jour : 21 février 2025. |                                                    |                                                    |                                                    |                                                    |                                                    |                                                    |                                                    |                                                    |
| B     | Dernière actualisation : — |                                                    |                                                    |                                                    |                                                    |                                                    |                                                    |                                                    |                                                    |

### Lignes urbaines régulières
| Ligne | Caractéristiques | Caractéristiques | Caractéristiques | Caractéristiques | Caractéristiques | Caractéristiques | Caractéristiques | Caractéristiques | Caractéristiques |
| 1     | Tinqueux — Boutréaux a raison de 2 bus sur 3 ; Champigny — Croix Blanche du lundi au samedi ; Thillois — Champéa le lundi, mardi, mercredi et dimanche de 21h à 23h30 et le jeudi, vendredi, samedi et veille de jours fériés de 21h à 00h30 ⥋ Reims — Centre commercial Cernay | Tinqueux — Boutréaux a raison de 2 bus sur 3 ; Champigny — Croix Blanche du lundi au samedi ; Thillois — Champéa le lundi, mardi, mercredi et dimanche de 21h à 23h30 et le jeudi, vendredi, samedi et veille de jours fériés de 21h à 00h30 ⥋ Reims — Centre commercial Cernay | Tinqueux — Boutréaux a raison de 2 bus sur 3 ; Champigny — Croix Blanche du lundi au samedi ; Thillois — Champéa le lundi, mardi, mercredi et dimanche de 21h à 23h30 et le jeudi, vendredi, samedi et veille de jours fériés de 21h à 00h30 ⥋ Reims — Centre commercial Cernay | Tinqueux — Boutréaux a raison de 2 bus sur 3 ; Champigny — Croix Blanche du lundi au samedi ; Thillois — Champéa le lundi, mardi, mercredi et dimanche de 21h à 23h30 et le jeudi, vendredi, samedi et veille de jours fériés de 21h à 00h30 ⥋ Reims — Centre commercial Cernay | Tinqueux — Boutréaux a raison de 2 bus sur 3 ; Champigny — Croix Blanche du lundi au samedi ; Thillois — Champéa le lundi, mardi, mercredi et dimanche de 21h à 23h30 et le jeudi, vendredi, samedi et veille de jours fériés de 21h à 00h30 ⥋ Reims — Centre commercial Cernay | Tinqueux — Boutréaux a raison de 2 bus sur 3 ; Champigny — Croix Blanche du lundi au samedi ; Thillois — Champéa le lundi, mardi, mercredi et dimanche de 21h à 23h30 et le jeudi, vendredi, samedi et veille de jours fériés de 21h à 00h30 ⥋ Reims — Centre commercial Cernay | Tinqueux — Boutréaux a raison de 2 bus sur 3 ; Champigny — Croix Blanche du lundi au samedi ; Thillois — Champéa le lundi, mardi, mercredi et dimanche de 21h à 23h30 et le jeudi, vendredi, samedi et veille de jours fériés de 21h à 00h30 ⥋ Reims — Centre commercial Cernay | Tinqueux — Boutréaux a raison de 2 bus sur 3 ; Champigny — Croix Blanche du lundi au samedi ; Thillois — Champéa le lundi, mardi, mercredi et dimanche de 21h à 23h30 et le jeudi, vendredi, samedi et veille de jours fériés de 21h à 00h30 ⥋ Reims — Centre commercial Cernay | Tinqueux — Boutréaux a raison de 2 bus sur 3 ; Champigny — Croix Blanche du lundi au samedi ; Thillois — Champéa le lundi, mardi, mercredi et dimanche de 21h à 23h30 et le jeudi, vendredi, samedi et veille de jours fériés de 21h à 00h30 ⥋ Reims — Centre commercial Cernay |
| ----- | --- | --- | --- | --- | --- | --- | --- | --- | --- |
| 1     | Ouverture / Fermeture 18 avril 2011 / — | Longueur — | Durée Boutréaux : 38 min Champigny : 50 min | Nb. d’arrêts Boutréaux : 29 Champigny : 38 Champéa : 25 | Matériel Standards et articulé | Jours de fonctionnement L, Ma, Me, J, V, S, D | Jour / Soir / Nuit / Fêtes O / O / N / O | Voy. / an — | Exploitant Transdev Grand Reims |
| 1     | Desserte : - Arrêts : REIMS C.C. Cernay, Blériot, Europe, De Mun, Meuse, Thiolettes, Faculté des Sciences, Bons Enfants, Alouettes, Yser, Boussinesq, Clemenceau, Paix, Jamot, Ecu (direction Champéa, Croix Blanche et Boutréaux), Briand (direction C.C. Cernay), Lundy, Coquebert, Gare Centre, Manège, Vesle, Comédie, Peller, Pont d'Epernay, Haubette, Claude Bernard, Pont de Muire, Stade de Muire, Isle de France, Tinqueux Mairie, Anatole France, Collet, TINQUEUX Boutréaux, Millésime, Mont Saint-Pierre, Acacias, THILLOIS Champéa, Redont, Garenne, Sablières, CHAMPIGNY Croix Blanche, THILLOIS Champéa. - Villes et lieux desservis : Champigny (La Briqueterie, Zone d'activités, Parc d'affaires Reims-Champigny), Thillois (ZAC de Thillois, Parc d'activités du Millésime, Cinéma Gaumont-Pathé), Tinqueux (Centre commercial Carrefour, Mairie, Stade et parc de la Muire) et Reims (Pont d'Épernay, La Comédie, Pont de Vesle, Lycée Hugues-Libergier, Cathédrale Notre-Dame, Opéra, Palais de justice, Tribunal de grande instance, Place Royale, Hôtel communautaire de Reims Métropole, Chambre de commerce et d'industrie de Reims et d'Épernay, Église Saint-André, Collège Robert Schuman, Parc Jean Moulin, Centre commercial Carrefour Reims-Cernay) - Station(s) de tramway et gare(s) desservie(s) : Comédie, Vesle et Gare Centre | | | | | | | | |
| 1     | Autre : - Arrêts non accessibles aux UFR : Aucun. - Amplitudes horaires : La ligne fonctionne du lundi au vendredi de 5 h 35 à 21 h 10, le samedi à partir de 5 h 40 et les dimanches et fêtes à partir de 8 h 30. La ligne possède une fréquence d'un bus toutes les 8 à 10 minutes en heures de pointe en semaine. - Particularités : Du lundi au samedi, la ligne est prolongée à raison d'un à deux bus par heure jusqu'à Champigny en passant par la zone d'activités du Millésime à Thillois. - Date de dernière mise à jour : 20 décembre 2024. | | | | | | | | |
| 1     | Dernière actualisation : — | | | | | | | | |
| 2     | Reims — Gare Centre ⥋ Cormontreuil — Centre commercial de Cormontreuil | Reims — Gare Centre ⥋ Cormontreuil — Centre commercial de Cormontreuil | Reims — Gare Centre ⥋ Cormontreuil — Centre commercial de Cormontreuil | Reims — Gare Centre ⥋ Cormontreuil — Centre commercial de Cormontreuil | Reims — Gare Centre ⥋ Cormontreuil — Centre commercial de Cormontreuil | Reims — Gare Centre ⥋ Cormontreuil — Centre commercial de Cormontreuil | Reims — Gare Centre ⥋ Cormontreuil — Centre commercial de Cormontreuil | Reims — Gare Centre ⥋ Cormontreuil — Centre commercial de Cormontreuil | Reims — Gare Centre ⥋ Cormontreuil — Centre commercial de Cormontreuil |
| 2     | Ouverture / Fermeture 18 avril 2011 / — | Longueur — | Durée 30 min | Nb. d’arrêts 29 | Matériel Standards Articulés | Jours de fonctionnement L, Ma, Me, J, V, S, D | Jour / Soir / Nuit / Fêtes O / O / N / O | Voy. / an — | Exploitant Transdev Grand Reims |
| 2     | Desserte : - Arrêts : REIMS Gare Centre, Coquebert, Lundy, Briand, Royale, Cathédrale, Gerbert, Gambetta, Venise, Folle Peine (direction Gare Centre), Bocquaine, Courlancy, Marchandeau, Bonne Femme, Wilson, Buridan (direction C.C. Cormontreuil), Sainte-Anne, Harman, Alexandre 1er, Colomb, Phéniciens, Picardie, Léger, Alsace Lorraine (direction Gare Centre), Auvergne, Rimbaud, Les Parques, Les Laps, CORMONTREUIL C.C. Cormontreuil - Villes et lieux desservis : Reims (Square Colbert, Basses promenades, Opéra, Cathédrale Notre-Dame, Palais de justice, Tribunal de grande instance, Musée des beaux-arts, Collège Université, Lycée Saint Jean-Baptiste de La Salle, Conservatoire à rayonnement régional, Lycée et collège Saint-Joseph, Lycée Marc Chagall, Collège et lycée Sacré-Cœur) et Cormontreuil (Parc Claude Monet, Salle Polyvalente, Zone d'activités Les Parques, Centre commercial cora) - Station(s) de tramway et gare(s) desservie(s) : Gare Centre et Opéra. | | | | | | | | |
| 2     | Autre : - Arrêts non accessibles aux UFR : Aucun - Amplitudes horaires : La ligne fonctionne du lundi au vendredi de 5 h 35 à 21 h 15, le samedi à partir de 5 h 40 et les dimanches et fêtes de 8 h 25 à 21 h 10. La ligne possède une fréquence d'un bus toutes les 8 à 10 minutes en heures de pointe en semaine. - Particularités : / - Date de dernière mise à jour : 20 février 2025. | | | | | | | | |
| 2     | Dernière actualisation : — | | | | | | | | |
| 3     | Saint-Brice-Courcelles — Maurencienne ⥋ Reims — Moulin de la Housse | Saint-Brice-Courcelles — Maurencienne ⥋ Reims — Moulin de la Housse | Saint-Brice-Courcelles — Maurencienne ⥋ Reims — Moulin de la Housse | Saint-Brice-Courcelles — Maurencienne ⥋ Reims — Moulin de la Housse | Saint-Brice-Courcelles — Maurencienne ⥋ Reims — Moulin de la Housse | Saint-Brice-Courcelles — Maurencienne ⥋ Reims — Moulin de la Housse | Saint-Brice-Courcelles — Maurencienne ⥋ Reims — Moulin de la Housse | Saint-Brice-Courcelles — Maurencienne ⥋ Reims — Moulin de la Housse | Saint-Brice-Courcelles — Maurencienne ⥋ Reims — Moulin de la Housse |
| 3     | Ouverture / Fermeture 18 avril 2011 / — | Longueur — | Durée 42 min | Nb. d’arrêts 36 | Matériel Standards Articulés | Jours de fonctionnement L, Ma, Me, J, V, S, D | Jour / Soir / Nuit / Fêtes O / O / N / O | Voy. / an — | Exploitant Transdev Reims |
| 3     | Desserte : - Villes et lieux desservis : Saint-Brice-Courcelles (Centre commercial Leclerc, Zone d'activités de la Croix-Maurencienne) et Reims (Parc Marcel Lemaire, Place et square de la Liberté, Cimetière de Laon, Église Saint-Joseph, Place Michel Ange, Stade et gymnase Courcelles, Square Colbert, Basses promenades, Opéra, Cathédrale Notre-Dame, Palais de justice, Tribunal de grande instance, Place Royale, Hôtel communautaire de Reims Métropole, Chambre de commerce et d'industrie de Reims et d'Épernay, Polyclinique Saint-André, Bourse du travail, Couvent des Cordeliers, Place Jamot, Lycée Georges Clemenceau, Musée automobile Reims Champagne, Lycée Yser, Archives départementales de la Marne, IUT de Reims, Université de Reims Champagne-Ardenne - Faculté des Sciences) - Station(s) de tramway et gare(s) desservie(s) : Belges, Gare Centre et Opéra. | | | | | | | | |
| 3     | Autre : - Arrêts non accessibles aux UFR : — - Amplitudes horaires : La ligne fonctionne du lundi au vendredi de 5 h 30 à 21 h 15, le samedi jusqu'à 21 h 10 et les dimanches et fêtes de 8 h 25 à 21 h 10. La ligne possède une fréquence d'un bus toutes les 8 à 10 minutes en heures de pointe en semaine. - Particularités : Contrairement à ce qui est inscrit sur les fiches horaires, la ligne dessert bien le terminus Maurencienne le Dimanche. Depuis le 2 novembre 2016, deux départs ont été rajoutés à Gare Centre pour renforcer l'offre pour les étudiants. Ces départs étaient des directs vers le terminus Moulin de la Housse, et ne desservent que 6 arrêts intermédiaires (Étape, Opéra, Royale, Briand, Jamot, Crayères) jusqu'en juin 2021. À partir de la rentrée 2022, ces deux services desservent tous les arrêts de Gare Centre à Moulin de la Housse. - Date de dernière mise à jour : 18 février 2017. | | | | | | | | |
| 3     | Dernière actualisation : — | | | | | | | | |
| 4     | Reims — Orgeval ⥋ Reims — Hôpital Debré (Reims — Colomb les dimanches et fêtes) | Reims — Orgeval ⥋ Reims — Hôpital Debré (Reims — Colomb les dimanches et fêtes) | Reims — Orgeval ⥋ Reims — Hôpital Debré (Reims — Colomb les dimanches et fêtes) | Reims — Orgeval ⥋ Reims — Hôpital Debré (Reims — Colomb les dimanches et fêtes) | Reims — Orgeval ⥋ Reims — Hôpital Debré (Reims — Colomb les dimanches et fêtes) | Reims — Orgeval ⥋ Reims — Hôpital Debré (Reims — Colomb les dimanches et fêtes) | Reims — Orgeval ⥋ Reims — Hôpital Debré (Reims — Colomb les dimanches et fêtes) | Reims — Orgeval ⥋ Reims — Hôpital Debré (Reims — Colomb les dimanches et fêtes) | Reims — Orgeval ⥋ Reims — Hôpital Debré (Reims — Colomb les dimanches et fêtes) |
| 4     | Ouverture / Fermeture 18 avril 2011 / — | Longueur — | Durée 44 min | Nb. d’arrêts 35 | Matériel Standards et articulés | Jours de fonctionnement L, Ma, Me, J, V, S, D | Jour / Soir / Nuit / Fêtes O / O / N / O | Voy. / an — | Exploitant Transdev Reims |
| 4     | Desserte : - Villes et lieux desservis : Reims (Centre commercial Cora, Terrain de loisirs Orgeval, Lycée Gustave Eiffel, Parc Pozzo di Borgo, Maison d'arrêt, Église Saint-Benoît, Lycée Franklin-Roosevelt, Musée de la Reddition, INSEE, Square Colbert, Basses promenades, Opéra, Cathédrale Notre-Dame, Palais de justice, Tribunal de grande instance, Musée des beaux-arts, Collège Université, Lycée Saint Jean-Baptiste de La Salle, Conservatoire à rayonnement régional, Lycée et collège Saint-Joseph, FRAC Champagne-Ardenne, Collège des Jésuites, Campus euro-américain, Centre des finances publiques, Rectorat de l'académie de Reims, Basilique Saint-Remi, Musée Saint-Remi, Esplanades Fléchambault et des Capucins, Collège Saint-Remi, Grande mosquée, Église Saint-Louis, CHU de Reims - Site de Maison-Blanche) - Station(s) de tramway et gare(s) desservie(s) : Neufchâtel, Gare Centre, Opéra, Gare de Reims-Maison-Blanche à l'arrêt Machet et Hôpital Debré. | | | | | | | | |
| 4     | Autre : - Arrêts non accessibles aux UFR : Ste-Anne vers Hôpital Debré. - Amplitudes horaires : La ligne fonctionne du lundi au vendredi de 5 h 35 à 21 h 10, le samedi à partir de 5 h 40 et les dimanches et fêtes à partir de 8 h 40. La ligne possède une fréquence d'un bus toutes les 8 à 10 minutes en heures de pointe en semaine. - Particularités : Le dimanche, la ligne est prolongée pour remplacer la ligne 12 au Sud afin de relier Reims — Orgeval à Reims — Colomb. - Date de dernière mise à jour : 8 juillet 2016. | | | | | | | | |
| 4     | Dernière actualisation : — | | | | | | | | |
| 5     | Reims — Route de Witry (Reims — Épinettes les dimanches et fêtes) ⥋ Champfleury — Centre commercial de Champfleury | Reims — Route de Witry (Reims — Épinettes les dimanches et fêtes) ⥋ Champfleury — Centre commercial de Champfleury | Reims — Route de Witry (Reims — Épinettes les dimanches et fêtes) ⥋ Champfleury — Centre commercial de Champfleury | Reims — Route de Witry (Reims — Épinettes les dimanches et fêtes) ⥋ Champfleury — Centre commercial de Champfleury | Reims — Route de Witry (Reims — Épinettes les dimanches et fêtes) ⥋ Champfleury — Centre commercial de Champfleury | Reims — Route de Witry (Reims — Épinettes les dimanches et fêtes) ⥋ Champfleury — Centre commercial de Champfleury | Reims — Route de Witry (Reims — Épinettes les dimanches et fêtes) ⥋ Champfleury — Centre commercial de Champfleury | Reims — Route de Witry (Reims — Épinettes les dimanches et fêtes) ⥋ Champfleury — Centre commercial de Champfleury | Reims — Route de Witry (Reims — Épinettes les dimanches et fêtes) ⥋ Champfleury — Centre commercial de Champfleury |
| 5     | Ouverture / Fermeture 18 avril 2011 / — | Longueur — | Durée 45 min | Nb. d’arrêts 37 | Matériel Standards Articulés | Jours de fonctionnement L, Ma, Me, J, V, S, D | Jour / Soir / Nuit / Fêtes O / O / N / O | Voy. / an — | Exploitant Transdev Reims |
| 5     | Desserte : - Villes et lieux desservis : Reims (Distripôle Nord-Est, Cimetière de l'Est, Collège Rogelet, Lycée Jean Jaurès, Église Saint-André, Chambre de commerce et d'industrie de Reims et d'Épernay, Hôtel communautaire de Reims Métropole, Place Royale, Opéra, Cathédrale Notre-Dame, Palais de justice, Tribunal de grande instance, Musée des beaux-arts, Collège Université, Lycée Saint Jean-Baptiste de La Salle, Conservatoire à rayonnement régional, Lycée et collège Saint-Joseph, FRAC Champagne-Ardenne, Collège des Jésuites, Campus euro-américain, Centre des finances publiques, Rectorat de l'académie de Reims, Basilique Saint-Remi, Stade Michelet, Lycée Georges Brière, Parc Mendès-France, Parc G. Ferreira, Église Saint-François-d'Assise, Ludoval, ZAC de Murigny) et Champfleury (Centre commercial) - Station(s) de tramway desservie(s) : Opéra. | | | | | | | | |
| 5     | Autre : - Arrêts non accessibles aux UFR : — - Amplitudes horaires : La ligne fonctionne du lundi au vendredi de 5 h 35 à 21 h 15, le samedi à partir de 5 h 30 et les dimanches et fêtes à partir de 8 h 20. La ligne possède une fréquence d'un bus toutes les 8 à 10 minutes en heures de pointe en semaine. - Particularités : Les dimanches et jours fériés, la ligne est raccourcie à l'Est pour relier Reims — Épinettes à Champfleury — Centre commercial de Champfleury et les arrêts Brouette, Châlet et Gobelins ne sont pas desservis avant 15 h pour cause de marché sur l'avenue Jean Jaurès. - Date de dernière mise à jour : 26 juillet 2015. | | | | | | | | |
| 5     | Dernière actualisation : — | | | | | | | | |
| 6     | Reims — Gare Centre ⥋ Reims — Croix-Blandin (Reims — Parc des expositions les dimanches et fêtes) | Reims — Gare Centre ⥋ Reims — Croix-Blandin (Reims — Parc des expositions les dimanches et fêtes) | Reims — Gare Centre ⥋ Reims — Croix-Blandin (Reims — Parc des expositions les dimanches et fêtes) | Reims — Gare Centre ⥋ Reims — Croix-Blandin (Reims — Parc des expositions les dimanches et fêtes) | Reims — Gare Centre ⥋ Reims — Croix-Blandin (Reims — Parc des expositions les dimanches et fêtes) | Reims — Gare Centre ⥋ Reims — Croix-Blandin (Reims — Parc des expositions les dimanches et fêtes) | Reims — Gare Centre ⥋ Reims — Croix-Blandin (Reims — Parc des expositions les dimanches et fêtes) | Reims — Gare Centre ⥋ Reims — Croix-Blandin (Reims — Parc des expositions les dimanches et fêtes) | Reims — Gare Centre ⥋ Reims — Croix-Blandin (Reims — Parc des expositions les dimanches et fêtes) |
| 6     | Ouverture / Fermeture 18 avril 2011 / — | Longueur — | Durée 30 min | Nb. d’arrêts 26 | Matériel Standards Articulés | Jours de fonctionnement L, Ma, Me, J, V, S, D | Jour / Soir / Nuit / Fêtes O / N / N / O | Voy. / an — | Exploitant Transdev Reims |
| 6     | Desserte : - Villes et lieux desservis : Reims (Square Colbert, Basses promenades, Opéra, Cathédrale Notre-Dame, Palais de justice, Tribunal de grande instance, Musée des beaux-arts, Collège Université, Lycée Saint Jean-Baptiste de La Salle, Conservatoire à rayonnement régional, Lycée et collège Saint-Joseph, FRAC Champagne-Ardenne, Collège des Jésuites, Campus euro-américain, Centre des finances publiques, Rectorat de l'académie de Reims, Basilique Saint-Remi, Musée Saint-Remi, Esplanades Fléchambault et des Capucins, Collège Saint-Remi, Parc Arènes Sud, Cimetière du Sud, Zone industrielle Farman, Parc des expositions, Centre commercial Croix-Blandin, Cité de l'automobile de Reims) - Station(s) de tramway et gare(s) desservie(s) : Gare Centre et Opéra. | | | | | | | | |
| 6     | Autre : - Arrêts non accessibles aux UFR : — - Amplitudes horaires : La ligne fonctionne du lundi au samedi de 6 h 5 à 21 h 10 et les dimanches et fêtes de 8 h 40 à 21 h. La ligne possède une fréquence d'un bus toutes les 15 minutes en heures de pointe en semaine. - Particularités : Les mardis de 6 h à 15 h, les arrêts Ruisselet et Saint-Remi ne sont pas desservis pour cause de marché sur la rue Simon. Les dimanches et jours fériés, la ligne est raccourcie au Sud pour relier Reims — Gare Centre à Reims — Parc des expositions. - Date de dernière mise à jour : 8 juillet 2016. | | | | | | | | |
| 6     | Dernière actualisation : — | | | | | | | | |
| 7     | Reims — Gare Centre ⥋ Bezannes — [GareChampagneTGV\|]] | Reims — Gare Centre ⥋ Bezannes — [GareChampagneTGV\|]] | Reims — Gare Centre ⥋ Bezannes — [GareChampagneTGV\|]] | Reims — Gare Centre ⥋ Bezannes — [GareChampagneTGV\|]] | Reims — Gare Centre ⥋ Bezannes — [GareChampagneTGV\|]] | Reims — Gare Centre ⥋ Bezannes — [GareChampagneTGV\|]] | Reims — Gare Centre ⥋ Bezannes — [GareChampagneTGV\|]] | Reims — Gare Centre ⥋ Bezannes — [GareChampagneTGV\|]] | Reims — Gare Centre ⥋ Bezannes — [GareChampagneTGV\|]] |
| 7     | Ouverture / Fermeture 1er septembre / — | Longueur — | Durée 22 min | Nb. d’arrêts 21 | Matériel Standard | Jours de fonctionnement L, Ma, Me, J, V, S, D | Jour / Soir / Nuit / Fêtes O / N / N / O | Voy. / an — | Transdev Grand Reims Transdev Reims |
| 7     | Desserte : - Villes et lieux desservis : Reims (Square Colbert, Basses promenades, Parc de la Patte d'oie, Pont de Vesle, La Comédie, Pont d'Épernay, Collège et lycée Saint-Michel, NEOMA Business School, Collège François Legros, Hôpital américain de Reims, Université de Reims Champagne-Ardenne - Facultés de Médecine et de Pharmacie, Médiathèque Croix-Rouge, CHU de Reims - Site de Maison-Blanche, Institut Jean Godinot, École nationale de Police) - Station(s) de tramway et gare(s) desservie(s) : Gare Centre, Vesle, Comédie, Franchet d'Esperey, Médiathèque Croix-Rouge et Hôpital Debré. | | | | | | | | |
| 7     | Autre : - Arrêts non accessibles aux UFR : — - Amplitudes horaires : La ligne fonctionne du lundi au vendredi de 6 h 10 à 20 h 50, le samedi jusqu'à 21 h et les dimanches et fêtes de 8 h 35 à 21 h 10. La ligne possède une fréquence d'un bus toutes les 15 minutes en heures de pointe en semaine. - Bus électrique : Le bus électrique de marque Yutong a été testé en février 2017 sur cette ligne. - Date de dernière mise à jour : 26 février 2017. | | | | | | | | |
| 7     | Dernière actualisation : — | | | | | | | | |
| 8     | Bétheny — La Couturelle ⥋ Tinqueux — Champ Paveau | Bétheny — La Couturelle ⥋ Tinqueux — Champ Paveau | Bétheny — La Couturelle ⥋ Tinqueux — Champ Paveau | Bétheny — La Couturelle ⥋ Tinqueux — Champ Paveau | Bétheny — La Couturelle ⥋ Tinqueux — Champ Paveau | Bétheny — La Couturelle ⥋ Tinqueux — Champ Paveau | Bétheny — La Couturelle ⥋ Tinqueux — Champ Paveau | Bétheny — La Couturelle ⥋ Tinqueux — Champ Paveau | Bétheny — La Couturelle ⥋ Tinqueux — Champ Paveau |
| 8     | Ouverture / Fermeture 18 avril 2011 / — | Longueur — | Durée 50 min | Nb. d’arrêts 41 | Matériel Standards 1 Articulé | Jours de fonctionnement L, Ma, Me, J, V, S, D | Jour / Soir / Nuit / Fêtes O / N / N / O | Voy. / an — | Exploitant Transdev Reims |
| 8     | Desserte : - Villes et lieux desservis : Bétheny (Parc Dannstadt-Schauernheim, Mairie, Musée de la base aérienne 112 et de l'aéronautique locale, Parc Farandole, Complexe sportif Claudius Caillot, Zone d'activités La Husselle, Entrepôts du familistère des Docks rémois), Reims (Collège Maryse Bastié, Hôpital Sébastopol, Église Saint-André, Chambre de commerce et d'industrie de Reims et d'Épernay, Hôtel communautaire de Reims Métropole, Place Royale, Opéra, Cathédrale Notre-Dame, Palais de justice, Tribunal de grande instance, Basses promenades, Square Colbert, Parc de la Patte d'oie, Pont de Vesle, La Comédie, Pont d'Épernay) et Tinqueux (Zone d'activités du Moulin de l'Écaille, Collège Paulette Billa, Parc de la Croix-Cordier, Cimetière, Parc d'activités Champ Paveau) - Station(s) de tramway et gare(s) desservie(s) : Opéra, Gare Centre, Vesle et Comédie. | | | | | | | | |
| 8     | Autre : - Arrêts non accessibles aux UFR : — - Amplitudes horaires : La ligne fonctionne du lundi au samedi de 6 h 5 à 21 h 20 et les dimanches et fêtes de 8 h 30 à 21 h 15. La ligne possède une fréquence d'un bus toutes les 15 minutes en heures de pointe en semaine. - Particularités : La ligne dessert l'arrêt Croix-Cordier, quatre fois par jour : une fois le matin, deux fois le midi et une fois en fin de journée. Le service du midi est desservi en deux fois, une fois dans chaque sens. Un véhicule articulé est affecté sur les deux autres services afin d'endiguer plus facilement le flux voyageur. - Date de dernière mise à jour : 18 février 2017. | | | | | | | | |
| 8     | Dernière actualisation : — | | | | | | | | |
| 9     | Saint-Brice-Courcelles — Victoire ⥋ Cormontreuil — Blancs Monts | Saint-Brice-Courcelles — Victoire ⥋ Cormontreuil — Blancs Monts | Saint-Brice-Courcelles — Victoire ⥋ Cormontreuil — Blancs Monts | Saint-Brice-Courcelles — Victoire ⥋ Cormontreuil — Blancs Monts | Saint-Brice-Courcelles — Victoire ⥋ Cormontreuil — Blancs Monts | Saint-Brice-Courcelles — Victoire ⥋ Cormontreuil — Blancs Monts | Saint-Brice-Courcelles — Victoire ⥋ Cormontreuil — Blancs Monts | Saint-Brice-Courcelles — Victoire ⥋ Cormontreuil — Blancs Monts | Saint-Brice-Courcelles — Victoire ⥋ Cormontreuil — Blancs Monts |
| 9     | Ouverture / Fermeture 18 avril 2011 / — | Longueur — | Durée 47 min | Nb. d’arrêts 37 | Matériel Standards | Jours de fonctionnement L, Ma, Me, J, V, S, D | Jour / Soir / Nuit / Fêtes O / N / N / O | Voy. / an — | Exploitant Transdev Reims |
| 9     | Desserte : - Villes et lieux desservis : Saint-Brice-Courcelles (Mairie, Zone industrielle, Ancienne gare), Reims (Pont de Saint-Brice, Stade et gymnase Courcelles, Square Colbert, Basses promenades, Opéra, Cathédrale Notre-Dame, Palais de justice, Tribunal de grande instance, Musée des beaux-arts, Collège Université, Lycée Saint Jean-Baptiste de La Salle, Conservatoire à rayonnement régional, Lycée et collège Saint-Joseph, FRAC Champagne-Ardenne, Collège des Jésuites, Campus euro-américain, Centre des finances publiques, Rectorat de l'académie de Reims, Esplanade des Capucins, Cour d'appel, Collège Saint-Remi, Grande mosquée, Basilique Sainte-Clotilde, Collège Paul Fort) et Cormontreuil (Stades Piès, Lécrinier, M. Thil et de l'Enelle, Mairie, et Zone commerciale des Blancs Monts) - Station(s) de tramway et gare(s) desservie(s) : Gare Centre et Opéra. | | | | | | | | |
| 9     | Autre : - Arrêts non accessibles aux UFR : — - Amplitudes horaires : La ligne fonctionne du lundi au samedi de 6 h 5 à 21 h 10 et les dimanches et fêtes à partir de 8 h 15. La ligne possède une fréquence d'un bus toutes les 15 minutes en heures de pointe en semaine. - Particularités : Les dimanches de 6 h à 15 h, les arrêts Alexandre 1er, Harman et Sainte-Anne ne sont pas desservis pour cause de marché sur la rue de Louvois. - Date de dernière mise à jour : 26 juillet 2015. | | | | | | | | |
| 9     | Dernière actualisation : — | | | | | | | | |

### Lignes 11 à 18
| Ligne | Caractéristiques | Caractéristiques                                                                 | Caractéristiques                                                                 | Caractéristiques                                                                 | Caractéristiques                                                                 | Caractéristiques                                                                 | Caractéristiques                                                                 | Caractéristiques                                                                 | Caractéristiques                                                                 |
| 11    | Reims — Gare Centre ⥋ Reims — Croix du Sud | Reims — Gare Centre ⥋ Reims — Croix du Sud                                       | Reims — Gare Centre ⥋ Reims — Croix du Sud                                       | Reims — Gare Centre ⥋ Reims — Croix du Sud                                       | Reims — Gare Centre ⥋ Reims — Croix du Sud                                       | Reims — Gare Centre ⥋ Reims — Croix du Sud                                       | Reims — Gare Centre ⥋ Reims — Croix du Sud                                       | Reims — Gare Centre ⥋ Reims — Croix du Sud                                       | Reims — Gare Centre ⥋ Reims — Croix du Sud                                       |
| ----- | --- | -------------------------------------------------------------------------------- | -------------------------------------------------------------------------------- | -------------------------------------------------------------------------------- | -------------------------------------------------------------------------------- | -------------------------------------------------------------------------------- | -------------------------------------------------------------------------------- | -------------------------------------------------------------------------------- | -------------------------------------------------------------------------------- |
| 11    | Ouverture / Fermeture 18 avril 2011 / 2 septembre 2024 | Longueur —                                                                       | Durée 63 min                                                                     | Nb. d’arrêts 45                                                                  | Matériel Standards Articulés                                                     | Jours de fonctionnement L, Ma, Me, J, V, S, D                                    | Jour / Soir / Nuit / Fêtes O / N / N / O                                         | Voy. / an —                                                                      | Exploitant Transdev Reims                                                        |
| 11    | Desserte : - Villes et lieux desservis : Reims (Square Colbert (Reims), Hautes promenades, Porte de Mars, Square de la Porte de Mars, Halles centrales, Cimetière du Nord, Monument aux héros de l'Armée noire, Chapelle Foujita, Église Sainte Jeanne d'Arc, Hôpital Sébastopol, Cimetière de l'Est, Centre commercial Carrefour Reims-Cernay, Parc Jean Moulin, Lycée professionnel Europe, Parc de l'Europe, Piscine Thiolettes, Archives départementales de la Marne, IUT de Reims, Université de Reims Champagne-Ardenne - Faculté des Sciences, Parc de Champagne, Basilique Saint-Remi, Musée Saint-Remi, Esplanades Fléchambault et des Capucins, Collège Saint-Remi, Grande mosquée, Collège et lycée Sacré-Cœur, Planétarium, NEOMA Business School, Parc Saint-John Perse, Université de Reims Champagne-Ardenne - Facultés de Lettres et Sciences humaines, Hippodrome de la Champagne, Halle des sports, Patinoire Jacques Barot, Collège et lycée Irène Joliot-Curie, Parc de la Roselière, Centre de maintenance du tramway, Parc Raoul Dufy) - Station(s) de tramway et gare(s) desservie(s) : Gare Centre, Franchet d'Esperey, Saint-John Perse, Campus Croix-Rouge, Kennedy et Léon Blum. |                                                                                  |                                                                                  |                                                                                  |                                                                                  |                                                                                  |                                                                                  |                                                                                  |                                                                                  |
| 11    | Autre : - Arrêts non accessibles aux UFR : — - Amplitudes horaires : La ligne fonctionne du lundi au vendredi de 6 h à 21 h 20, le samedi de 6 h 5 à 21 h 15 et les dimanches de 8 h 10 à 21 h 10. La ligne possède une fréquence d'un bus toutes les 15 minutes en heures de pointe en semaine. - Date de dernière mise à jour : 4 septembre 2015. |                                                                                  |                                                                                  |                                                                                  |                                                                                  |                                                                                  |                                                                                  |                                                                                  |                                                                                  |
| 11    | Dernière actualisation : — |                                                                                  |                                                                                  |                                                                                  |                                                                                  |                                                                                  |                                                                                  |                                                                                  |                                                                                  |
| 12    | Bezannes — Gare Champagne TGV ⥋ Cormontreuil — Centre commercial de Cormontreuil | Bezannes — Gare Champagne TGV ⥋ Cormontreuil — Centre commercial de Cormontreuil | Bezannes — Gare Champagne TGV ⥋ Cormontreuil — Centre commercial de Cormontreuil | Bezannes — Gare Champagne TGV ⥋ Cormontreuil — Centre commercial de Cormontreuil | Bezannes — Gare Champagne TGV ⥋ Cormontreuil — Centre commercial de Cormontreuil | Bezannes — Gare Champagne TGV ⥋ Cormontreuil — Centre commercial de Cormontreuil | Bezannes — Gare Champagne TGV ⥋ Cormontreuil — Centre commercial de Cormontreuil | Bezannes — Gare Champagne TGV ⥋ Cormontreuil — Centre commercial de Cormontreuil | Bezannes — Gare Champagne TGV ⥋ Cormontreuil — Centre commercial de Cormontreuil |
| 12    | Ouverture / Fermeture 18 avril 2011 / 2 septembre 2024 | Longueur —                                                                       | Durée 26 min                                                                     | Nb. d’arrêts 23                                                                  | Matériel Standards                                                               | Jours de fonctionnement L, Ma, Me, J, V, S                                       | Jour / Soir / Nuit / Fêtes O / N / N / N                                         | Voy. / an —                                                                      | Exploitant Transdev Reims                                                        |
| 12    | Desserte : - Villes et lieux desservis : Bezannes (Parc d'affaires Reims-Bezannes, CFA Commerce et Distribution, Daily Golf Reims-Bezannes) Reims (ZAC de Murigny, Collège Georges Braque, Institut Jean Godinot, CHU de Reims - Site de Maison-Blanche, Stade Michelet, Collège Paul Fort) et Cormontreuil (Stades Piès, Lécrinier, M. Thil et de l'Enelle, Centre commercial Cora) - Station(s) de tramway et gare(s) desservie(s) : Gare de Champagne-Ardenne TGV et Hôpital Debré. |                                                                                  |                                                                                  |                                                                                  |                                                                                  |                                                                                  |                                                                                  |                                                                                  |                                                                                  |
| 12    | Autre : - Arrêts non accessibles aux UFR : — - Amplitudes horaires : La ligne fonctionne du lundi au vendredi de 6 h 25 à 20 h 25 et le samedi de 6 h 30 à 20 h 15. La ligne possède une fréquence d'un bus toutes les 20 à 40 minutes en heures de pointe en semaine. - Particularités : Les dimanches et fêtes, le tronçon entre Hôpital Debré et Colomb est desservi par la ligne 4 qui est alors prolongée. - Date de dernière mise à jour : 26 juillet 2015. |                                                                                  |                                                                                  |                                                                                  |                                                                                  |                                                                                  |                                                                                  |                                                                                  |                                                                                  |
| 12    | Dernière actualisation : — |                                                                                  |                                                                                  |                                                                                  |                                                                                  |                                                                                  |                                                                                  |                                                                                  |                                                                                  |
| 13    | Bezannes — Bezannes Renault ⥋ Saint-Brice-Courcelles — Mairie | Bezannes — Bezannes Renault ⥋ Saint-Brice-Courcelles — Mairie                    | Bezannes — Bezannes Renault ⥋ Saint-Brice-Courcelles — Mairie                    | Bezannes — Bezannes Renault ⥋ Saint-Brice-Courcelles — Mairie                    | Bezannes — Bezannes Renault ⥋ Saint-Brice-Courcelles — Mairie                    | Bezannes — Bezannes Renault ⥋ Saint-Brice-Courcelles — Mairie                    | Bezannes — Bezannes Renault ⥋ Saint-Brice-Courcelles — Mairie                    | Bezannes — Bezannes Renault ⥋ Saint-Brice-Courcelles — Mairie                    | Bezannes — Bezannes Renault ⥋ Saint-Brice-Courcelles — Mairie                    |
| 13    | Ouverture / Fermeture 18 avril 2011 / — | Longueur —                                                                       | Durée 33 min                                                                     | Nb. d’arrêts 31                                                                  | Matériel Standards - Midis                                                       | Jours de fonctionnement L, Ma, Me, J, V, S                                       | Jour / Soir / Nuit / Fêtes O / N / N / N                                         | Voy. / an —                                                                      | Exploitant Courriers de l'Aube                                                   |
| 13    | Desserte : - Villes et lieux desservis : Bezannes (Parc d'affaires Reims-Bezannes, Pôle artisanal, Mairie, Centre de maintenance du tramway), Reims (Parc de la Roselière, Collège et lycée Irène Joliot-Curie, Patinoire Jacques Barot, Halle des sports, Hippodrome de la Champagne, Université de Reims Champagne-Ardenne - Facultés de Lettres et Sciences humaines, NEOMA Business School, Cimetière de l'Ouest), Tinqueux (Zone d'activités du Moulin de l'Écaille, Collège Paulette Billa, Mairie, Centre commercial Carrefour, Mont Saint-Pierre) et Saint-Brice-Courcelles (Mairie) - Station(s) de tramway et gare(s) desservie(s) : Gare de Champagne-Ardenne TGV, Kennedy et Campus Croix-Rouge. |                                                                                  |                                                                                  |                                                                                  |                                                                                  |                                                                                  |                                                                                  |                                                                                  |                                                                                  |
| 13    | Autre : - Arrêts non accessibles aux UFR : — - Amplitudes horaires : La ligne fonctionne du lundi au samedi de 7 h 10 à 19 h 50. La ligne possède une fréquence d'un bus toutes les 20 à 40 minutes en heures de pointe en semaine. - Date de dernière mise à jour : 26 septembre 2018. |                                                                                  |                                                                                  |                                                                                  |                                                                                  |                                                                                  |                                                                                  |                                                                                  |                                                                                  |
| 13    | Dernière actualisation : — |                                                                                  |                                                                                  |                                                                                  |                                                                                  |                                                                                  |                                                                                  |                                                                                  |                                                                                  |
| 14    | Reims — La Neuvillette Mairie ⥋ Reims — Sébastopol | Reims — La Neuvillette Mairie ⥋ Reims — Sébastopol                               | Reims — La Neuvillette Mairie ⥋ Reims — Sébastopol                               | Reims — La Neuvillette Mairie ⥋ Reims — Sébastopol                               | Reims — La Neuvillette Mairie ⥋ Reims — Sébastopol                               | Reims — La Neuvillette Mairie ⥋ Reims — Sébastopol                               | Reims — La Neuvillette Mairie ⥋ Reims — Sébastopol                               | Reims — La Neuvillette Mairie ⥋ Reims — Sébastopol                               | Reims — La Neuvillette Mairie ⥋ Reims — Sébastopol                               |
| 14    | Ouverture / Fermeture 18 avril 2011 / 2 septembre 2024 | Longueur —                                                                       | Durée 36 min                                                                     | Nb. d’arrêts 30                                                                  | Matériel Standards - Midis                                                       | Jours de fonctionnement L, Ma, Me, J, V, S                                       | Jour / Soir / Nuit / Fêtes O / N / N / N                                         | Voy. / an —                                                                      | Exploitant Courriers de l'Aube                                                   |
| 14    | Desserte : - Villes et lieux desservis : Reims (Mairie de La Neuvillette, École, Place de la Liberté, Stade et collège Trois Fontaines, Église Saint-Joseph, Lycée Gustave-Eiffel de Reims, Square J. Marcel Mourlane, Centre commercial Cora, Terrain de loisirs Orgeval, Mairie annexe, Hôpital Sébastopol) et Bétheny (Complexe sportif Louis Blériot, Mairie, Musée de la base aérienne 112 et de l'aéronautique locale, Église Saint-Sébastien, Zone industrielle de La Potière, Cimetière) - Station(s) de tramway desservie(s) : Belges, Jean Macé et Neufchâtel. |                                                                                  |                                                                                  |                                                                                  |                                                                                  |                                                                                  |                                                                                  |                                                                                  |                                                                                  |
| 14    | Autre : - Arrêts non accessibles aux UFR : — - Amplitudes horaires : La ligne fonctionne du lundi au samedi de 6 h 30 à 20 h 25. La ligne possède une fréquence d'un bus toutes les 20 à 40 minutes en heures de pointe en semaine. - Date de dernière mise à jour : 26 septembre 2018. |                                                                                  |                                                                                  |                                                                                  |                                                                                  |                                                                                  |                                                                                  |                                                                                  |                                                                                  |
| 14    | Dernière actualisation : — |                                                                                  |                                                                                  |                                                                                  |                                                                                  |                                                                                  |                                                                                  |                                                                                  |                                                                                  |
| 15    | Reims — Méliès ⥋ Cormontreuil — Coubertin | Reims — Méliès ⥋ Cormontreuil — Coubertin                                        | Reims — Méliès ⥋ Cormontreuil — Coubertin                                        | Reims — Méliès ⥋ Cormontreuil — Coubertin                                        | Reims — Méliès ⥋ Cormontreuil — Coubertin                                        | Reims — Méliès ⥋ Cormontreuil — Coubertin                                        | Reims — Méliès ⥋ Cormontreuil — Coubertin                                        | Reims — Méliès ⥋ Cormontreuil — Coubertin                                        | Reims — Méliès ⥋ Cormontreuil — Coubertin                                        |
| 15    | Ouverture / Fermeture 18 avril 2011 / 2 septembre 2024 | Longueur —                                                                       | Durée 12 min                                                                     | Nb. d’arrêts 11                                                                  | Matériel Standards                                                               | Jours de fonctionnement L, Ma, Me, J, V                                          | Jour / Soir / Nuit / Fêtes O / N / N / N                                         | Voy. / an —                                                                      | Exploitant Courriers de l'Aube                                                   |
| 15    | Desserte : - Villes et lieux desservis : Reims (Parc G. Ferreira, Église Saint-François-d'Assises, Ludoval) et Cormontreuil (Collège Pierre de Coubertin) |                                                                                  |                                                                                  |                                                                                  |                                                                                  |                                                                                  |                                                                                  |                                                                                  |                                                                                  |
| 15    | Autre : - Arrêts non accessibles aux UFR : — - Amplitudes horaires : La ligne fonctionne du lundi au vendredi en période scolaire uniquement, à raison de 3 à 4 allers et 2 à 4 retours par jour, suivant le jour de la semaine. - Particularités : La ligne ne fonctionne pas durant les vacances scolaires. - Date de dernière mise à jour : 8 juillet 2016. |                                                                                  |                                                                                  |                                                                                  |                                                                                  |                                                                                  |                                                                                  |                                                                                  |                                                                                  |
| 15    | Dernière actualisation : — |                                                                                  |                                                                                  |                                                                                  |                                                                                  |                                                                                  |                                                                                  |                                                                                  |                                                                                  |
| 16    | Prunay — Mairie ⥋ Reims — Opéra - Cathédrale | Prunay — Mairie ⥋ Reims — Opéra - Cathédrale                                     | Prunay — Mairie ⥋ Reims — Opéra - Cathédrale                                     | Prunay — Mairie ⥋ Reims — Opéra - Cathédrale                                     | Prunay — Mairie ⥋ Reims — Opéra - Cathédrale                                     | Prunay — Mairie ⥋ Reims — Opéra - Cathédrale                                     | Prunay — Mairie ⥋ Reims — Opéra - Cathédrale                                     | Prunay — Mairie ⥋ Reims — Opéra - Cathédrale                                     | Prunay — Mairie ⥋ Reims — Opéra - Cathédrale                                     |
| 16    | Ouverture / Fermeture 6 juillet 2015 / 2 septembre 2024 | Longueur —                                                                       | Durée 35 min                                                                     | Nb. d’arrêts 19                                                                  | Matériel Autocar                                                                 | Jours de fonctionnement L, Ma, Me, J, V, S                                       | Jour / Soir / Nuit / Fêtes O / N / N / N                                         | Voy. / an —                                                                      | Exploitant Courriers de l'Aube                                                   |
| 16    | Desserte : - Villes et lieux desservis : Prunay (Mairie), Sillery (Zones d'activités Sillery I et II, Sucrerie, Mairie), Taissy (Gendarmerie, Mairie, Centre de conférences, Stade, Parc d'activités), Cormontreuil et Reims (Lycée Marc Chagall ( desservi en période scolaire uniquement),Lycée et collège Saint-Joseph, Conservatoire à rayonnement régional, Lycée Saint Jean-Baptiste de La Salle, Collège Université, Musée des beaux-arts, Tribunal de grande instance, Palais de justice, Cathédrale Notre-Dame, Opéra) - Station(s) de tramway et gare(s) desservie(s) : Gare de Prunay (à distance) et Opéra. |                                                                                  |                                                                                  |                                                                                  |                                                                                  |                                                                                  |                                                                                  |                                                                                  |                                                                                  |
| 16    | Autre : - Arrêts non accessibles aux UFR : — - Amplitudes horaires : La ligne fonctionne du lundi au vendredi de 6 h 57 à 20 h 30 et le samedi de 7 h à 20 h 30. La ligne possède une fréquence d'un bus toutes les 45 minutes en heures de pointe et 90 minutes en heures creuses en semaine. - Particularités : La ligne a un trajet express empruntant l'autoroute A344, plus communément appelée traversée urbaine de Reims, entre Reims et Cormontreuil. Le premier départ de Prunay Mairie du lundi au vendredi est doublé, deux bus partent à la même heure afin d'endiguer le flux de voyageurs. - Date de dernière mise à jour : 26 septembre 2018. |                                                                                  |                                                                                  |                                                                                  |                                                                                  |                                                                                  |                                                                                  |                                                                                  |                                                                                  |
| 16    | Dernière actualisation : — |                                                                                  |                                                                                  |                                                                                  |                                                                                  |                                                                                  |                                                                                  |                                                                                  |                                                                                  |
| 17    | Reims — Z.I. Pompelle ⥋ Reims — Saint-Timothée | Reims — Z.I. Pompelle ⥋ Reims — Saint-Timothée                                   | Reims — Z.I. Pompelle ⥋ Reims — Saint-Timothée                                   | Reims — Z.I. Pompelle ⥋ Reims — Saint-Timothée                                   | Reims — Z.I. Pompelle ⥋ Reims — Saint-Timothée                                   | Reims — Z.I. Pompelle ⥋ Reims — Saint-Timothée                                   | Reims — Z.I. Pompelle ⥋ Reims — Saint-Timothée                                   | Reims — Z.I. Pompelle ⥋ Reims — Saint-Timothée                                   | Reims — Z.I. Pompelle ⥋ Reims — Saint-Timothée                                   |
| 17    | Ouverture / Fermeture 18 avril 2011 / 1er janvier 2024 | Longueur —                                                                       | Durée 22 min                                                                     | Nb. d’arrêts 25                                                                  | Matériel Standards - Midis                                                       | Jours de fonctionnement L, Ma, Me, J, V                                          | Jour / Soir / Nuit / Fêtes O / N / N / N                                         | Voy. / an —                                                                      | Exploitant Courriers de l'Aube                                                   |
| 17    | Desserte : - Villes et lieux desservis : Reims (Zone industrielle Farman, Zone industrielle de La Pompelle) et Saint-Léonard (Zone industrielle de La Pompelle) |                                                                                  |                                                                                  |                                                                                  |                                                                                  |                                                                                  |                                                                                  |                                                                                  |                                                                                  |
| 17    | Autre : - Arrêts non accessibles aux UFR : — - Amplitudes horaires : La ligne fonctionne du lundi au vendredi de 6 h 50 à 19 h. La ligne possède une fréquence d'un bus toutes les 20 à 40 minutes en heures de pointe en semaine. - Particularités : NC - Date de dernière mise à jour : 6 août 2016. |                                                                                  |                                                                                  |                                                                                  |                                                                                  |                                                                                  |                                                                                  |                                                                                  |                                                                                  |
| 17    | Dernière actualisation : — |                                                                                  |                                                                                  |                                                                                  |                                                                                  |                                                                                  |                                                                                  |                                                                                  |                                                                                  |
| 18    | Saint-Brice-Courcelles — Gare ⥋ Reims — Trois Fontaines | Saint-Brice-Courcelles — Gare ⥋ Reims — Trois Fontaines                          | Saint-Brice-Courcelles — Gare ⥋ Reims — Trois Fontaines                          | Saint-Brice-Courcelles — Gare ⥋ Reims — Trois Fontaines                          | Saint-Brice-Courcelles — Gare ⥋ Reims — Trois Fontaines                          | Saint-Brice-Courcelles — Gare ⥋ Reims — Trois Fontaines                          | Saint-Brice-Courcelles — Gare ⥋ Reims — Trois Fontaines                          | Saint-Brice-Courcelles — Gare ⥋ Reims — Trois Fontaines                          | Saint-Brice-Courcelles — Gare ⥋ Reims — Trois Fontaines                          |
| 18    | Ouverture / Fermeture 18 avril 2011 / 2 septembre 2024 | Longueur —                                                                       | Durée 20 min                                                                     | Nb. d’arrêts 12                                                                  | Matériel Standards                                                               | Jours de fonctionnement L, Ma, Me, J, V                                          | Jour / Soir / Nuit / Fêtes O / N / N / N                                         | Voy. / an —                                                                      | Exploitant Courriers de l'Aube                                                   |
| 18    | Desserte : - Villes et lieux desservis : Saint-Brice-Courcelles (Mairie, Parc Georges Brassens, Zone industrielle, Ancienne gare) et Reims (Collège Trois Fontaines) |                                                                                  |                                                                                  |                                                                                  |                                                                                  |                                                                                  |                                                                                  |                                                                                  |                                                                                  |
| 18    | Autre : - Arrêts non accessibles aux UFR : — - Amplitudes horaires : La ligne fonctionne du lundi au vendredi en période scolaire uniquement, à raison de trois allers le matin dans le sens Saint-Brice-Courcelles — Gare vers Reims — Trois Fontaines, et deux à trois retours (suivant le jour de la semaine) le midi ou l'après-midi dans l'autre sens. - Particularités : La ligne ne fonctionne pas durant les vacances scolaires. Le trajet est direct sur la commune de Reims. Dans le sens Saint-Brice-Courcelles — Gare vers Reims — Trois Fontaines, la ligne est assurée suivant deux itinéraires distincts. - Date de dernière mise à jour : 4 septembre 2015. |                                                                                  |                                                                                  |                                                                                  |                                                                                  |                                                                                  |                                                                                  |                                                                                  |                                                                                  |
| 18    | Dernière actualisation : — |                                                                                  |                                                                                  |                                                                                  |                                                                                  |                                                                                  |                                                                                  |                                                                                  |                                                                                  |

### Navette de centre-ville
| Ligne | Caractéristiques | Caractéristiques                                            | Caractéristiques                                            | Caractéristiques                                            | Caractéristiques                                            | Caractéristiques                                            | Caractéristiques                                            | Caractéristiques                                            | Caractéristiques                                            |
| C     | CityBus | CityBus                                                     | CityBus                                                     | CityBus                                                     | CityBus                                                     | CityBus                                                     | CityBus                                                     | CityBus                                                     | CityBus                                                     |
| C     | (Circulaire) Reims — Gare Centre ⥋ via l'hyper centre-ville | (Circulaire) Reims — Gare Centre ⥋ via l'hyper centre-ville | (Circulaire) Reims — Gare Centre ⥋ via l'hyper centre-ville | (Circulaire) Reims — Gare Centre ⥋ via l'hyper centre-ville | (Circulaire) Reims — Gare Centre ⥋ via l'hyper centre-ville | (Circulaire) Reims — Gare Centre ⥋ via l'hyper centre-ville | (Circulaire) Reims — Gare Centre ⥋ via l'hyper centre-ville | (Circulaire) Reims — Gare Centre ⥋ via l'hyper centre-ville | (Circulaire) Reims — Gare Centre ⥋ via l'hyper centre-ville |
| ----- | --- | ----------------------------------------------------------- | ----------------------------------------------------------- | ----------------------------------------------------------- | ----------------------------------------------------------- | ----------------------------------------------------------- | ----------------------------------------------------------- | ----------------------------------------------------------- | ----------------------------------------------------------- |
| C     | Ouverture / Fermeture 6 juillet 2015 / — | Longueur —                                                  | Durée 17 min                                                | Nb. d’arrêts 17                                             | Matériel Minibus                                            | Jours de fonctionnement L, Ma, Me, J, V, S                  | Jour / Soir / Nuit / Fêtes O / N / N / N                    | Voy. / an —                                                 | Exploitant Transdev Reims                                   |
| C     | Desserte : - Villes et lieux desservis : Gare Centre Reims Square Colbert, Basses promenades, Place Drouet-d'Erlon, Opéra, Cathédrale Notre-Dame, Palais de justice, Tribunal de grande instance, lycée Libergier, Synagogue de Reims, Basilique St-Rémi, Sciences Po, Bibliothèque Carnégie, Place Royale, Sous-Préfecture, Place du Forum, Musée-hôtel Le Vergeur, Hôtel de ville, Halles centrales, Porte de Mars, Square de la Porte de Mars, Hautes promenades - Station(s) de tramway et gare(s) desservie(s) : Gare Centre, Opéra et Boulingrin |                                                             |                                                             |                                                             |                                                             |                                                             |                                                             |                                                             |                                                             |
| C     | Autre : - Arrêts non accessibles aux UFR : — - Amplitudes horaires : La ligne fonctionne du lundi au samedi de 9 h à 19 h. La ligne possède une fréquence d'un bus toutes les 20 minutes toute la journée. - Particularités : La ligne forme une boucle parcourue en sens anti-horaire uniquement. Au début de l'exploitation de la ligne, la montée se faisait sur simple signe au conducteur, et la descente à l'emplacement de logos distants de 100 mètres dessinés sur les trottoirs. À la restructuration-extension de la ligne en février 2016, il a été décidé que celle-ci ne s'arrêterait plus que sur les pastilles matérialisées au sol. - Date de dernière mise à jour : 17 février 2017. |                                                             |                                                             |                                                             |                                                             |                                                             |                                                             |                                                             |                                                             |
| C     | Dernière actualisation : — |                                                             |                                                             |                                                             |                                                             |                                                             |                                                             |                                                             |                                                             |

### Lignes nocturnes
À partir de 21 h et jusqu'à la fin du service, le réseau CITURA a un fonctionnement réduit. Le réseau s'articule autour des deux lignes de tramway dont le trajet reste inchangé, des lignes de soirée 30 et 40 et de la ligne de nuit N ou « Noctambus ».
Ce réseau remplace depuis le 6 juillet 2015 l'ancien réseau composé, en plus du tramway, des 5 lignes de bus fortes (1 à 5) dont le trajet est modifié pour la plupart et de trois lignes complémentaires (7, 9 et 13) assurant la desserte de certaines communes en reprenant les numéros des lignes de jour, mais avec un trajet plus ou moins modifié selon les lignes.
| Ligne | Caractéristiques | Caractéristiques                                                                                               | Caractéristiques                                                                                               | Caractéristiques                                                                                               | Caractéristiques                                                                                               | Caractéristiques                                                                                               | Caractéristiques                                                                                               | Caractéristiques                                                                                               | Caractéristiques                                                                                               |
| 30    | Thillois — Millésime ⥋ Reims — Moulin de la Housse | Thillois — Millésime ⥋ Reims — Moulin de la Housse                                                             | Thillois — Millésime ⥋ Reims — Moulin de la Housse                                                             | Thillois — Millésime ⥋ Reims — Moulin de la Housse                                                             | Thillois — Millésime ⥋ Reims — Moulin de la Housse                                                             | Thillois — Millésime ⥋ Reims — Moulin de la Housse                                                             | Thillois — Millésime ⥋ Reims — Moulin de la Housse                                                             | Thillois — Millésime ⥋ Reims — Moulin de la Housse                                                             | Thillois — Millésime ⥋ Reims — Moulin de la Housse                                                             |
| ----- | --- | --- | --- | --- | --- | --- | --- | --- | --- |
| 30    | Ouverture / Fermeture 6 juillet 2015 / 2 septembre 2024 | Longueur — | Durée 36 min                                                                                                   | Nb. d’arrêts 36                                                                                                | Matériel Standards - Midis                                                                                     | Jours de fonctionnement L, Ma, Me, J, V, S, D                                                                  | Jour / Soir / Nuit / Fêtes N / O / N / O                                                                       | Voy. / an — | Exploitant Courriers de l'Aube                                                                                 |
| 30    | Desserte : - Villes et lieux desservis : Thillois (ZAC de Thillois, Parc d'activités du Millésime, Cinéma Gaumont-Pathé), Tinqueux (Collège Paulette Billa, Mairie, Stade et parc de la Muire) et Reims (Pont d'Épernay, La Comédie, Pont de Vesle, Parc de la Patte d'oie, Square Colbert, Basses promenades, Cathédrale Notre-Dame, Opéra, Palais de justice, Tribunal de grande instance, Place Royale, Hôtel communautaire de Reims Métropole, Chambre de commerce et d'industrie de Reims et d'Épernay, Église Saint-André, Collège Robert Schuman, Lycée professionnel Europe, Parc de l'Europe, Piscine Thiolettes, Archives départementales de la Marne, IUT de Reims, Université de Reims Champagne-Ardenne - Faculté des Sciences) - Station(s) de tramway et gare(s) desservie(s) : Comédie, Vesle, Gare Centre et Opéra. | | | | | | | | |
| 30    | Autre : - Arrêts non accessibles aux UFR : — - Amplitudes horaires : La ligne fonctionne tous les jours de 20 h 50 à 23 h 40 et les jeudis, vendredis et samedis hors jours fériés jusqu'à 0 h 35. La ligne possède une fréquence d'un bus toutes les 30 minutes toute la soirée. - Date de dernière mise à jour : 8 juillet 2016. | | | | | | | | |
| 30    | Dernière actualisation : — | | | | | | | | |
| 40    | Reims — Épinettes ⥋ Reims — Maison-Blanche / Reims — Val de Murigny (en alternance à raison d'un bus sur deux) | Reims — Épinettes ⥋ Reims — Maison-Blanche / Reims — Val de Murigny (en alternance à raison d'un bus sur deux) | Reims — Épinettes ⥋ Reims — Maison-Blanche / Reims — Val de Murigny (en alternance à raison d'un bus sur deux) | Reims — Épinettes ⥋ Reims — Maison-Blanche / Reims — Val de Murigny (en alternance à raison d'un bus sur deux) | Reims — Épinettes ⥋ Reims — Maison-Blanche / Reims — Val de Murigny (en alternance à raison d'un bus sur deux) | Reims — Épinettes ⥋ Reims — Maison-Blanche / Reims — Val de Murigny (en alternance à raison d'un bus sur deux) | Reims — Épinettes ⥋ Reims — Maison-Blanche / Reims — Val de Murigny (en alternance à raison d'un bus sur deux) | Reims — Épinettes ⥋ Reims — Maison-Blanche / Reims — Val de Murigny (en alternance à raison d'un bus sur deux) | Reims — Épinettes ⥋ Reims — Maison-Blanche / Reims — Val de Murigny (en alternance à raison d'un bus sur deux) |
| 40    | Ouverture / Fermeture 6 juillet 2015 / 2 septembre 2024 | Longueur — | Durée 39 / 52 min                                                                                              | Nb. d’arrêts 37 / 40                                                                                           | Matériel Standards - Midis                                                                                     | Jours de fonctionnement L, Ma, Me, J, V, S, D                                                                  | Jour / Soir / Nuit / Fêtes N / O / N / O                                                                       | Voy. / an — | Exploitant Courriers de l'Aube                                                                                 |
| 40    | Desserte : - Villes et lieux desservis : Reims (Distripôle Nord-Est, Cimetière de l'Est, Collège Rogelet, Lycée Jean Jaurès, Église Saint-André, Chambre de commerce et d'industrie de Reims et d'Épernay, Hôtel communautaire de Reims Métropole, Place Royale, Opéra, Cathédrale Notre-Dame, Palais de justice, Tribunal de grande instance, Musée des beaux-arts, Collège Université, Lycée Saint Jean-Baptiste de La Salle, Conservatoire à rayonnement régional, Lycée et collège Saint-Joseph, FRAC Champagne-Ardenne, Collège des Jésuites, Campus euro-américain, Centre des finances publiques, Rectorat de l'académie de Reims, Basilique Saint-Remi, Basilique Saint-Remi, Musée Saint-Remi, Esplanades Fléchambault et des Capucins, Collège Saint-Remi, Grande mosquée, Stade Michelet, Lycée Georges Brière, Parc Mendès-France, Parc G. Ferreira, Église Saint-François-d'Assises, Ludoval, Institut Jean Godinot, CHU de Reims - Site de Maison-Blanche, Médiathèque Croix-Rouge, Université de Reims Champagne-Ardenne - Facultés de Médecine et de Pharmacie, Hôpital américain de Reims) - Station(s) de tramway et gare(s) desservie(s) : Opéra, Gare de Reims-Maison-Blanche à l'arrêt Machet, Hôpital Debré et Médiathèque Croix-Rouge. | | | | | | | | |
| 40    | Autre : - Arrêts non accessibles aux UFR : — - Amplitudes horaires : La ligne fonctionne tous les jours de 20 h 45 à 23 h 40 et les jeudis, vendredis et samedis hors jours fériés jusqu'à 0 h 40. La ligne possède une fréquence d'un bus toutes les 30 minutes toute la soirée. - Particularités : La partie Sud de la ligne est constituée de deux branches desservies à raison d'un bus sur deux. - Date de dernière mise à jour : 14 août 2016. | | | | | | | | |
| 40    | Dernière actualisation : — | | | | | | | | |
| N     | Noctambus | Noctambus | Noctambus | Noctambus | Noctambus | Noctambus | Noctambus | Noctambus | Noctambus |
| N     | Reims — Moulin de la Housse ⥋ Reims — Campus Croix-Rouge | | | | | | | | |
| N     | Ouverture / Fermeture 6 juillet 2015 / 1er janvier 2024 | Longueur — | Durée 25 min                                                                                                   | Nb. d’arrêts 26                                                                                                | Matériel Standards                                                                                             | Jours de fonctionnement J, V, S                                                                                | Jour / Soir / Nuit / Fêtes N / O / O / N                                                                       | Voy. / an — | Exploitant Courriers de l'Aube                                                                                 |
| N     | Desserte : - Villes et lieux desservis : Reims (Université de Reims Champagne-Ardenne - Faculté des Sciences, IUT de Reims, Couvent des Cordeliers, Place Jamot, Église Saint-André, Hôpital Sébastopol, Collège Maryse Bastié, La Cartonnerie, Lycée Franklin-Roosevelt, Musée de la Reddition, Halles centrales, Porte de Mars, Square de la Porte de Mars, Hautes promenades, Square Colbert, Basses promenades, Parc de la Patte d'oie, Pont de Vesle, La Comédie, Pont d'Épernay, Collège et lycée Saint-Michel, NEOMA Business School, Parc Saint-John Perse, Université de Reims Champagne-Ardenne - Facultés de Lettres et Sciences humaines, - Station(s) de tramway et gare(s) desservie(s) : Boulingrin, Gare Centre, Vesle, Comédie, Franchet d'Esperey, Saint-John Perse et Campus Croix-Rouge. | | | | | | | | |
| N     | Autre : - Arrêts non accessibles aux UFR : — - Amplitudes horaires : La ligne fonctionne les jeudis, vendredis, samedis et veilles de jours fériés de 22 h 55 à 6 h 25 le lendemain. La ligne possède une fréquence d'un bus toutes les 66 minutes toute la nuit. - Particularités : Un agent de sécurité d'une société externe accompagne le conducteur à bord du véhicule pour des raisons de sécurité. - Date de dernière mise à jour : 11 septembre 2015. | | | | | | | | |
| N     | Dernière actualisation : — | | | | | | | | |

### Transport à la demande
| Ligne | Caractéristiques | Caractéristiques                                                                                       | Caractéristiques                                                                                       | Caractéristiques                                                                                       | Caractéristiques                                                                                       | Caractéristiques                                                                                       | Caractéristiques                                                                                       | Caractéristiques                                                                                       | Caractéristiques                                                                                       |
| TAD   | TAD Sud-Ouest | TAD Sud-Ouest                                                                                          | TAD Sud-Ouest                                                                                          | TAD Sud-Ouest                                                                                          | TAD Sud-Ouest                                                                                          | TAD Sud-Ouest                                                                                          | TAD Sud-Ouest                                                                                          | TAD Sud-Ouest                                                                                          | TAD Sud-Ouest                                                                                          |
| TAD   | Bezannes, Reims, Cormontreuil ⥋ Desserte des communes de Villers-aux-Nœuds, Champfleury et Trois-Puits | Bezannes, Reims, Cormontreuil ⥋ Desserte des communes de Villers-aux-Nœuds, Champfleury et Trois-Puits | Bezannes, Reims, Cormontreuil ⥋ Desserte des communes de Villers-aux-Nœuds, Champfleury et Trois-Puits | Bezannes, Reims, Cormontreuil ⥋ Desserte des communes de Villers-aux-Nœuds, Champfleury et Trois-Puits | Bezannes, Reims, Cormontreuil ⥋ Desserte des communes de Villers-aux-Nœuds, Champfleury et Trois-Puits | Bezannes, Reims, Cormontreuil ⥋ Desserte des communes de Villers-aux-Nœuds, Champfleury et Trois-Puits | Bezannes, Reims, Cormontreuil ⥋ Desserte des communes de Villers-aux-Nœuds, Champfleury et Trois-Puits | Bezannes, Reims, Cormontreuil ⥋ Desserte des communes de Villers-aux-Nœuds, Champfleury et Trois-Puits | Bezannes, Reims, Cormontreuil ⥋ Desserte des communes de Villers-aux-Nœuds, Champfleury et Trois-Puits |
| ----- | --- | --- | --- | --- | --- | --- | --- | --- | --- |
| TAD   | Ouverture / Fermeture 2 septembre 2013 / — | Longueur —                                                                                             | Durée —                                                                                                | Nb. d’arrêts 5                                                                                         | Matériel Minibus                                                                                       | Jours de fonctionnement L, Ma, Me, J, V, S                                                             | Jour / Soir / Nuit / Fêtes O / N / N / N                                                               | Voy. / an —                                                                                            | Exploitant J.Ferraz Limousines                                                                         |
| TAD   | Desserte : - Villes et lieux desservis : Bezannes, Reims, Cormontreuil, Villers-aux-Nœuds (Mairie), Champfleury (Mairie) et Trois-Puits (Mairie) - Arrêts de rabattement : Gare Champagne TGV, Hôpital Debré et Cormontreuil - Louvois (Pour Trois-Puits uniquement). - Station(s) et gare(s) desservie(s) : Gare de Champagne-Ardenne TGV et Hôpital Debré. | | | | | | | | |
| TAD   | Autre : - Arrêts non accessibles aux UFR : — - Amplitudes horaires : Le service fonctionne du lundi au samedi de 7 h à 20 h. - Particularités : Le service nécessite une réservation par téléphone. - Date de dernière mise à jour : 8 juillet 2016. | | | | | | | | |
| TAD   | Dernière actualisation : — | | | | | | | | |
| TAD   | TAD Sud-Est | TAD Sud-Est                                                                                            | TAD Sud-Est                                                                                            | TAD Sud-Est                                                                                            | TAD Sud-Est                                                                                            | TAD Sud-Est                                                                                            | TAD Sud-Est                                                                                            | TAD Sud-Est                                                                                            | TAD Sud-Est                                                                                            |
| TAD   | Reims, Cormontreuil ⥋ Desserte des communes de Saint-Léonard et Puisieulx | | | | | | | | |
| TAD   | Ouverture / Fermeture 2 septembre 2013 / — | Longueur —                                                                                             | Durée —                                                                                                | Nb. d’arrêts 6                                                                                         | Matériel Minibus                                                                                       | Jours de fonctionnement L, Ma, Me, J, V, S                                                             | Jour / Soir / Nuit / Fêtes O / N / N / N                                                               | Voy. / an —                                                                                            | Exploitant J.Ferraz Limousines                                                                         |
| TAD   | Desserte : - Villes et lieux desservis : Reims, Cormontreuil, Saint-Léonard (Mairie) et Puisieulx (Mairie) - Arrêts de rabattement : Cormontreuil - Louvois, Opéra, Sabine et Chemin de Léonard. - Station(s) et gare(s) desservie(s) : Opéra. | | | | | | | | |
| TAD   | Autre : - Arrêts non accessibles aux UFR : — - Amplitudes horaires : Le service fonctionne du lundi au samedi de 7 h à 20 h. - Particularités : Le service nécessite une réservation par téléphone. - Date de dernière mise à jour : 9 juillet 2016. | | | | | | | | |
| TAD   | Dernière actualisation : — | | | | | | | | |
| TAD   | TAD Z.A.C. Neuvillette | TAD Z.A.C. Neuvillette                                                                                 | TAD Z.A.C. Neuvillette                                                                                 | TAD Z.A.C. Neuvillette                                                                                 | TAD Z.A.C. Neuvillette                                                                                 | TAD Z.A.C. Neuvillette                                                                                 | TAD Z.A.C. Neuvillette                                                                                 | TAD Z.A.C. Neuvillette                                                                                 | TAD Z.A.C. Neuvillette                                                                                 |
| TAD   | Reims — Belges ⥋ Desserte de la Z.A.C. de La Neuvillette | | | | | | | | |
| TAD   | Ouverture / Fermeture 6 juillet 2015 / — | Longueur —                                                                                             | Durée —                                                                                                | Nb. d’arrêts 7                                                                                         | Matériel Minibus                                                                                       | Jours de fonctionnement L, Ma, Me, J, V, S                                                             | Jour / Soir / Nuit / Fêtes O / N / N / N                                                               | Voy. / an —                                                                                            | Exploitant Transdev Reims                                                                              |
| TAD   | Desserte : - Villes et lieux desservis : Reims (Cimetière de La Neuvillette, Actipôle de La Neuvillette, Z.A.C. de La Neuvillette, Stade de La Neuvillette) - Station(s) et gare(s) desservie(s) : Belges. | | | | | | | | |
| TAD   | Autre : - Arrêts non accessibles aux UFR : — - Amplitudes horaires : Le service fonctionne du lundi au samedi de 7 h à 20 h. - Particularités : Le service nécessite une réservation par téléphone. - Date de dernière mise à jour : 8 juillet 2016. | | | | | | | | |
| TAD   | Dernière actualisation : — | | | | | | | | |
| TAD   | TAD Z.I. Colbert | TAD Z.I. Colbert                                                                                       | TAD Z.I. Colbert                                                                                       | TAD Z.I. Colbert                                                                                       | TAD Z.I. Colbert                                                                                       | TAD Z.I. Colbert                                                                                       | TAD Z.I. Colbert                                                                                       | TAD Z.I. Colbert                                                                                       | TAD Z.I. Colbert                                                                                       |
| TAD   | Reims — Belges ⥋ Desserte de la Z.I. Colbert | | | | | | | | |
| TAD   | Ouverture / Fermeture 6 juillet 2015 / — | Longueur —                                                                                             | Durée —                                                                                                | Nb. d’arrêts 10                                                                                        | Matériel Minibus                                                                                       | Jours de fonctionnement L, Ma, Me, J, V, S                                                             | Jour / Soir / Nuit / Fêtes O / N / N / N                                                               | Voy. / an —                                                                                            | Exploitant Transdev Reims                                                                              |
| TAD   | Desserte : - Villes et lieux desservis : Reims (Z.I. Colbert) et Saint-Brice-Courcelles (Z.I. Colbert, Z.I. La Malle, Station d'épuration) - Station(s) et gare(s) desservie(s) : Belges. | | | | | | | | |
| TAD   | Autre : - Arrêts non accessibles aux UFR : — - Amplitudes horaires : Le service fonctionne du lundi au samedi de 7 h à 20 h. - Particularités : Le service nécessite une réservation par téléphone. - Date de dernière mise à jour : 9 juillet 2016. | | | | | | | | |
| TAD   | Dernière actualisation : — | | | | | | | | |
| TAD   | TAD Est | TAD Est                                                                                                | TAD Est                                                                                                | TAD Est                                                                                                | TAD Est                                                                                                | TAD Est                                                                                                | TAD Est                                                                                                | TAD Est                                                                                                | TAD Est                                                                                                |
| TAD   | Reims ⥋ Desserte de la commune de Cernay-lès-Reims | | | | | | | | |
| TAD   | Ouverture / Fermeture 2 septembre 2013 / — | Longueur —                                                                                             | Durée —                                                                                                | Nb. d’arrêts 8                                                                                         | Matériel Minibus                                                                                       | Jours de fonctionnement L, Ma, Me, J, V, S                                                             | Jour / Soir / Nuit / Fêtes O / N / N / N                                                               | Voy. / an —                                                                                            | Exploitant Transdev Reims                                                                              |
| TAD   | Desserte : - Villes et lieux desservis : Reims (Route de Cernay) et Cernay-lès-Reims (Mairie, MAS Odile Madelin) - Arrêts de rabattement : Royale, Blériot et Faculté des Sciences. - Station(s) et gare(s) desservie(s) : | | | | | | | | |
| TAD   | Autre : - Arrêts non accessibles aux UFR : — - Amplitudes horaires : Le service fonctionne du lundi au samedi de 7 h à 20 h. - Particularités : Le service nécessite une réservation par téléphone. - Date de dernière mise à jour : 8 juillet 2016. | | | | | | | | |
| TAD   | Dernière actualisation : — | | | | | | | | |

### Lignes à usage restreint
Ces lignes non commerciales, réservées à certains utilisateurs, n'apparaissent sur aucune documentation destinée aux voyageurs. Il en est de même sur les plans disponibles sur cette page.
| Ligne | Caractéristiques | Caractéristiques                                                            | Caractéristiques                                                            | Caractéristiques                                                            | Caractéristiques                                                            | Caractéristiques                                                            | Caractéristiques                                                            | Caractéristiques                                                            | Caractéristiques                                                            |
| -     | Navette Huet | Navette Huet                                                                | Navette Huet                                                                | Navette Huet                                                                | Navette Huet                                                                | Navette Huet                                                                | Navette Huet                                                                | Navette Huet                                                                | Navette Huet                                                                |
| -     | Reims — Dépôt Colbert ↔ Reims — Opéra-Cathédrale ⥋ (Reims — Saint-Timothée) | Reims — Dépôt Colbert ↔ Reims — Opéra-Cathédrale ⥋ (Reims — Saint-Timothée) | Reims — Dépôt Colbert ↔ Reims — Opéra-Cathédrale ⥋ (Reims — Saint-Timothée) | Reims — Dépôt Colbert ↔ Reims — Opéra-Cathédrale ⥋ (Reims — Saint-Timothée) | Reims — Dépôt Colbert ↔ Reims — Opéra-Cathédrale ⥋ (Reims — Saint-Timothée) | Reims — Dépôt Colbert ↔ Reims — Opéra-Cathédrale ⥋ (Reims — Saint-Timothée) | Reims — Dépôt Colbert ↔ Reims — Opéra-Cathédrale ⥋ (Reims — Saint-Timothée) | Reims — Dépôt Colbert ↔ Reims — Opéra-Cathédrale ⥋ (Reims — Saint-Timothée) | Reims — Dépôt Colbert ↔ Reims — Opéra-Cathédrale ⥋ (Reims — Saint-Timothée) |
| ----- | --- | --------------------------------------------------------------------------- | --------------------------------------------------------------------------- | --------------------------------------------------------------------------- | --------------------------------------------------------------------------- | --------------------------------------------------------------------------- | --------------------------------------------------------------------------- | --------------------------------------------------------------------------- | --------------------------------------------------------------------------- |
| -     | Ouverture / Fermeture 18 avril 2011 / — | Longueur —                                                                  | Durée —                                                                     | Nb. d’arrêts ?                                                              | Matériel Réserve                                                            | Jours de fonctionnement L, Ma, Me, J, V, S                                  | Jour / Soir / Nuit / Fêtes O / N / N / N                                    | Voy. / an —                                                                 | Exploitant Transdev Reims                                                   |
| -     | Desserte : - Communes : Reims - Principaux arrêts desservis : Gare centre / Opéra-Cathédrale |                                                                             |                                                                             |                                                                             |                                                                             |                                                                             |                                                                             |                                                                             |                                                                             |
| -     | Autre : - Ligne réservée au personnel de Transdev Reims. |                                                                             |                                                                             |                                                                             |                                                                             |                                                                             |                                                                             |                                                                             |                                                                             |
| -     | Dernière actualisation : — |                                                                             |                                                                             |                                                                             |                                                                             |                                                                             |                                                                             |                                                                             |                                                                             |
| -     | Scolaire Églantines | Scolaire Églantines                                                         | Scolaire Églantines                                                         | Scolaire Églantines                                                         | Scolaire Églantines                                                         | Scolaire Églantines                                                         | Scolaire Églantines                                                         | Scolaire Églantines                                                         | Scolaire Églantines                                                         |
| -     | Reims — Collège Sacré Cœur ↔ Reims — Collège François Legros ⥋ Reims — Stade des Églantines |                                                                             |                                                                             |                                                                             |                                                                             |                                                                             |                                                                             |                                                                             |                                                                             |
| -     | Ouverture / Fermeture 18 avril 2011 / — | Longueur —                                                                  | Durée —                                                                     | Nb. d’arrêts 3                                                              | Matériel Autocar                                                            | Jours de fonctionnement L, J, V                                             | Jour / Soir / Nuit / Fêtes O / N / N / N                                    | Voy. / an —                                                                 | Exploitant Courriers de l'Aube                                              |
| -     | Desserte : - Communes : Reims |                                                                             |                                                                             |                                                                             |                                                                             |                                                                             |                                                                             |                                                                             |                                                                             |
| -     | Autre : - Ligne réservée aux élèves des collèges Sacré Cœur et François Legros en préformation au Stade de Reims pour leurs déplacements vers le stade des Églantines. Un seul aller simple en milieu d'après-midi. - Ligne précédemment exploitée à l'aide d'un standard qui allait ensuite renforcer la ligne 14. Depuis 2015, elle est exploitée uniquement avec un car des Courriers de l'Aube. |                                                                             |                                                                             |                                                                             |                                                                             |                                                                             |                                                                             |                                                                             |                                                                             |
| -     | Dernière actualisation : — |                                                                             |                                                                             |                                                                             |                                                                             |                                                                             |                                                                             |                                                                             |                                                                             |

### Pôles de correspondance
Toutes les lignes se rencontrent en un ou plusieurs des pôles majeurs de correspondance suivants :
- Belges : Tramway A et B ; lignes de bus 3 et 22 et TAD ZI Belges-Neuvilette/Port Colbert, TAD de Nuit. Présence d'un Parc relais à proximité. (Bus de substitution Sub en cas de non fonctionnement du Tramway).
- Gare Centre : Tramway A et B ; lignes de bus 1, 2, 3, 4, 6, 7, 8, 9, C et 20 et TAD de Nuit. Correspondance avec les TGV et les TER. Présence de la Maison des mobilités. (Bus de substitution Sub en cas de non fonctionnement du Tramway).
- Opéra : Tramway A et B via Cathédrale : Lignes de bus 2, 3, 4, 5, 6, 9 et C, ligne du périurbain E5 et TAD de Nuit. Via St Symphorien : Lignes du périurbain E2, E3 et E4. Correspondance avec la gare routière.
- Comédie : Tramway A et B ; lignes de bus 1, 7 et 8 et TAD de Nuit. (Bus de substitution Sub en cas de non fonctionnement du Tramway).
- Franchet d'Esperey : Tramway A et B ; ligne de bus 7 et 10 et TAD de Nuit. Correspondance avec les TER. (Bus de substitution Sub en cas de non fonctionnement du Tramway).
- Hôpital Debré : Tramway A ; lignes de bus 4, 7, 10 et 21 et via CHU Debré TAD de Nuit. Présence d'un Parc relais à proximité. (Bus de substitution Sub en cas de non fonctionnement du Tramway).
- St Timothée : Lignes de bus 4, 5 non à jour.
- Royale : Lignes de bus 3, 5, 6 non à jour.
- Gare Champagne TGV : Tramway B et Ligne de bus 7 et ligne du périurbain R, ligne de covoiturage 1 et TAD Sud-Ouest. Correspondance avec les TGV et les TER. (Bus de substitution Sub en cas de non fonctionnement du Tramway).
- Campus Croix-Rouge : Tramway A et B et les lignes 13 Non à jour

### Parc relais

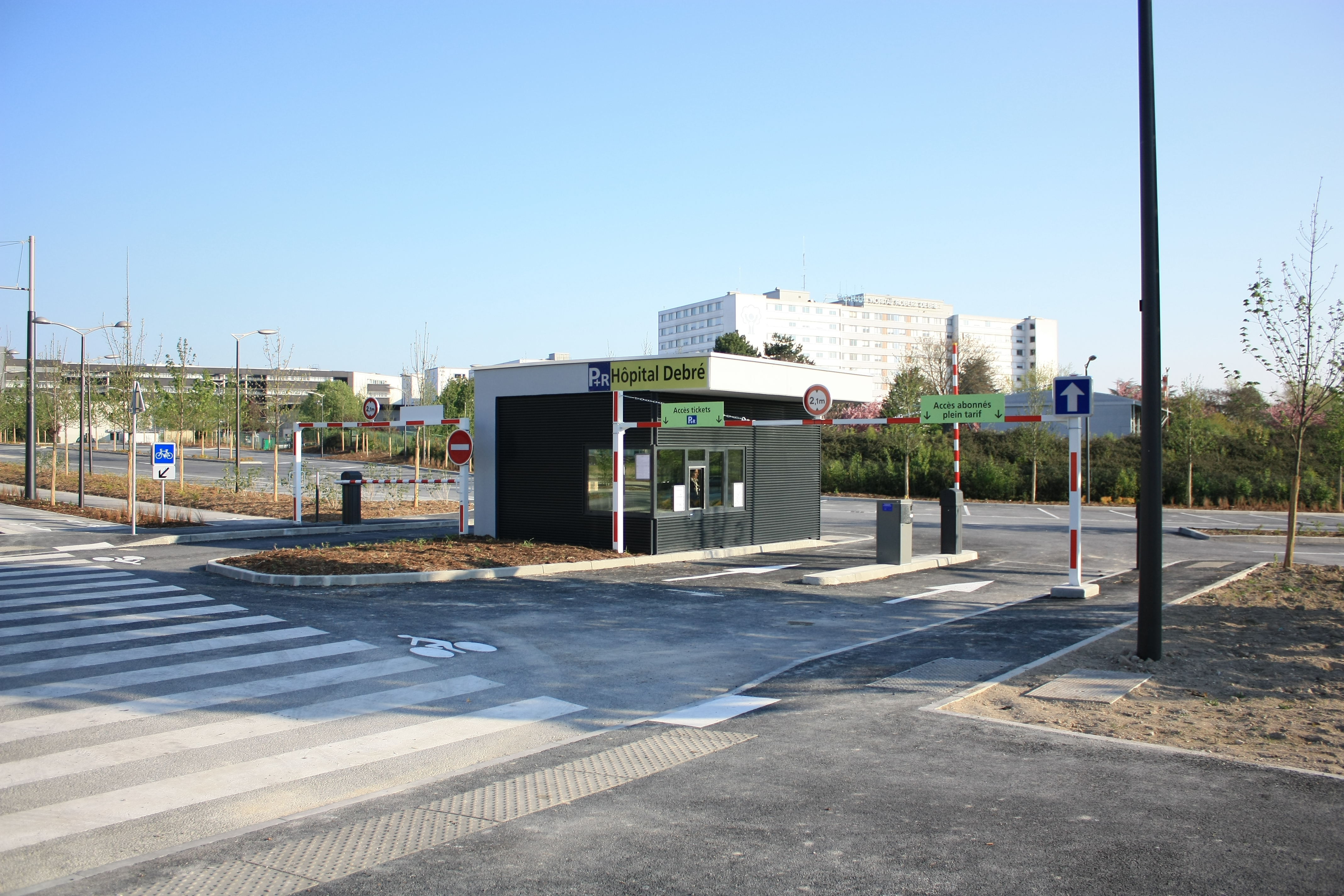
Parc Relais Hôpital

Autre élément important du réseau Grand Reims Mobilités, les parcs relais ou P+R sont au nombre de trois et sont situés aux stations de tramway du même nom :
- Parc relais Neufchâtel : Capacité de 189 places, extensible à 266.
- Parc relais Belges : Capacité de 97 places réservé aux abonnés.
- Parc relais Hôpital Debré : Capacité de 152 places.

Les parcs relais sont gratuits pour les abonnés annuels plein tarif. Les P+R de Neufchâtel et de Hôpital Debré, ainsi que les stations de tramway, sont équipés de Véloparcs permettant de garer son vélo, ces derniers étant autorisés aux heures creuses à l'intérieur des rames. Les parcs relais sont ouverts et gardiennés du lundi au samedi de 7h30 à 20 heures. En dehors de ces horaires et le dimanche, leur accès est libre.

### Sous-traitance
Depuis janvier 2008, le concessionnaire MARS (Mobilité d'Agglomérations Rémoises) sous-traite l'exploitation du réseau bus-Tram à Transdev Reims. Elle-même fait sous-traiter certaines lignes par des sociétés extérieures.
Dès janvier 2008, la société Champagne Mobilités (groupe RATP Dev, anciennement Transdev Champagne) exploite déjà les lignes industrielles Y et Z. Entre 2000 et 2008, ce fut le groupe Courriers Mosellans qui exploitait ces lignes avec des Mercedes O520 Cito, vêtus d'une robe blanche. Ces véhicules ont été repris en 2008 par Champagne Mobilités. Entre 2008 et 2011, Champagne Mobilités reprendra également des RVI R312 ex-Nancy et quelques R312 ex-TUR pour exploiter ces lignes à la réforme des Cito.
D'avril 2011 à juin 2016, Champagne Mobilités (groupe RATP Dev) était l'un des deux sous-traitants du réseau Citura. Champagne Mobilité exploitait alors les anciennes lignes 16, 17 mais aussi les anciennes lignes de nuit, 7, 9 et 13. À la restructuration du réseau en juillet 2015, la société a exploité les lignes 14, 18 et la ligne de soirée 40. En juin 2016, Champagne Mobilités s'est vu retirer la sous-traitance des lignes 14, 18 et 40 au profit du sous-traitant du groupe Transdev, c'est-à-dire Courrier de l'Aube.
Les Courriers de l'Aube (groupe Transdev dont le siège social se situe à Troyes) ont obtenu la sous-traitance des 13 et 14 en avril 2011, ainsi que le service spécial scolaire des Églantines. À la restructuration du réseau en juillet 2015, Les Courriers de l'Aube exploitent désormais les lignes 13, 15, 16, 17, la ligne de soirée 30 et la ligne de nuit Noctambus. Puis en juin 2016, Courriers de l'Aube exploite également les lignes 14, 18 et 40.
La société de voiture de transport avec chauffeur J.Ferraz Limousines exploite, depuis la mise en place du réseau 2015, les services de transport à la demande (TAD) du Sud, Sud-Est et Est (le samedi) de Reims.

## Exploitation
En Janvier 2025 le parc bus du réseau Grand Reims Mobilités  se compose de 6 minibus pour le tad, 4 minibus et 1 minicar pour les navettes conducteurs, 2 minibus électriques pour la ligne Citybus, 6 midibus, 95 standards, 34 articulés et 14 cars. soit au total 162 véhicules,
Le réseau tramway exploite 18 rames de tramway.

### Tramways
Livrée entre mars 2010 et février 2011, cette série de 18 véhicules Alstom Citadis 302 circule sur les lignes A et B. Ces rames sont compatibles avec l'APS.
Ces véhicules ont 4 doubles portes et 2 portes simples de chaque côté et sont équipés de girouettes à diodes monochromes de marque Hanover Displays.
Ils ont été directement livrés dans les nouvelles couleurs CITURA, à raison d'une variante pour deux rames (sauf la variante « Citron » pour une seule rame et « Neutre pelliculable » pour trois rames).

La palette de couleurs
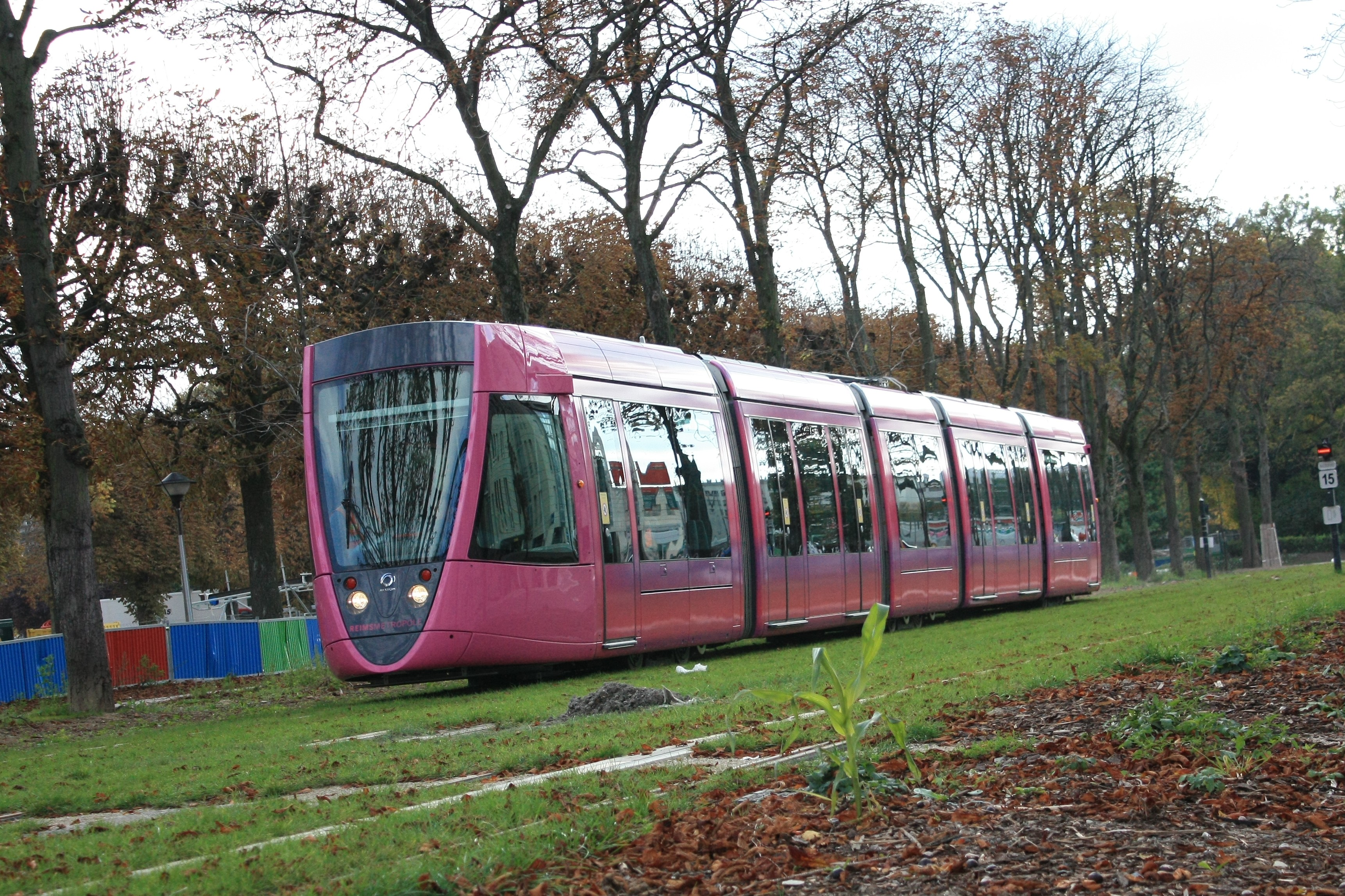
Fuchsia
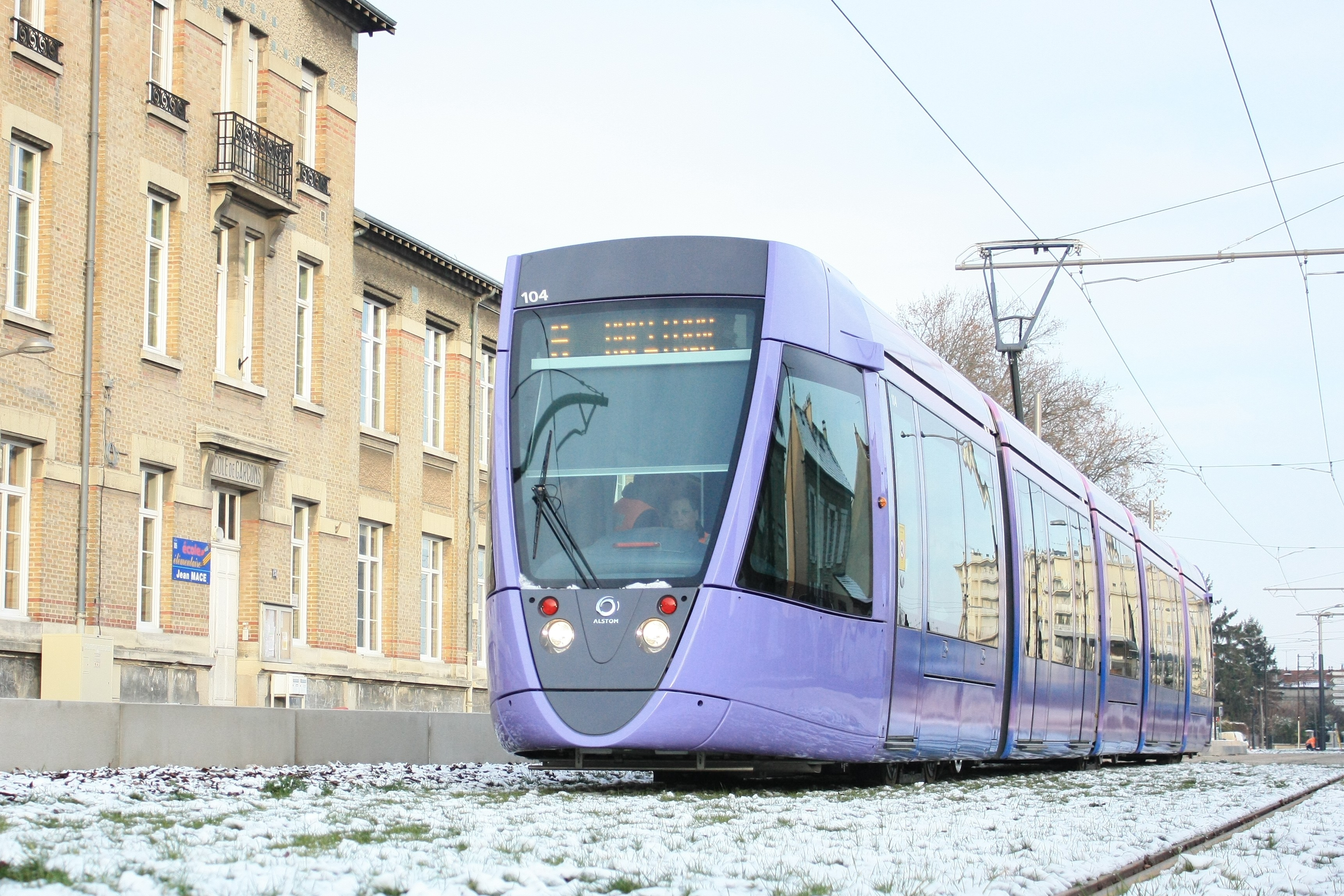
Lavande
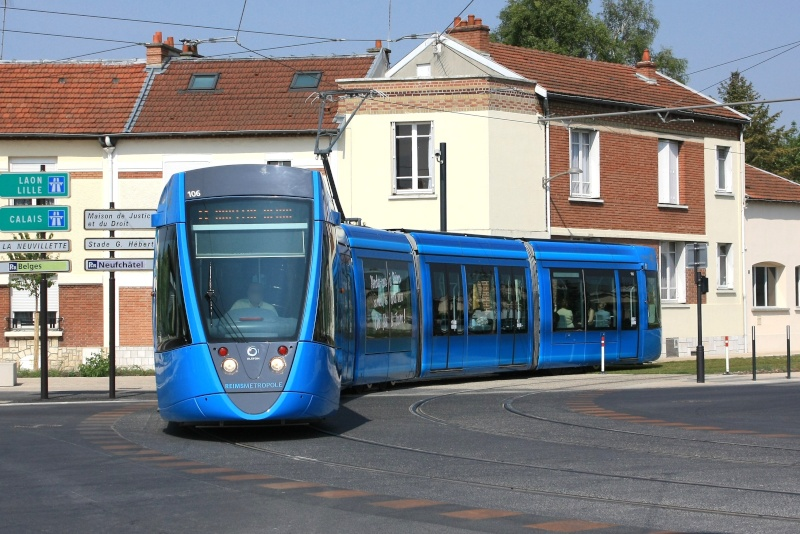
Azur
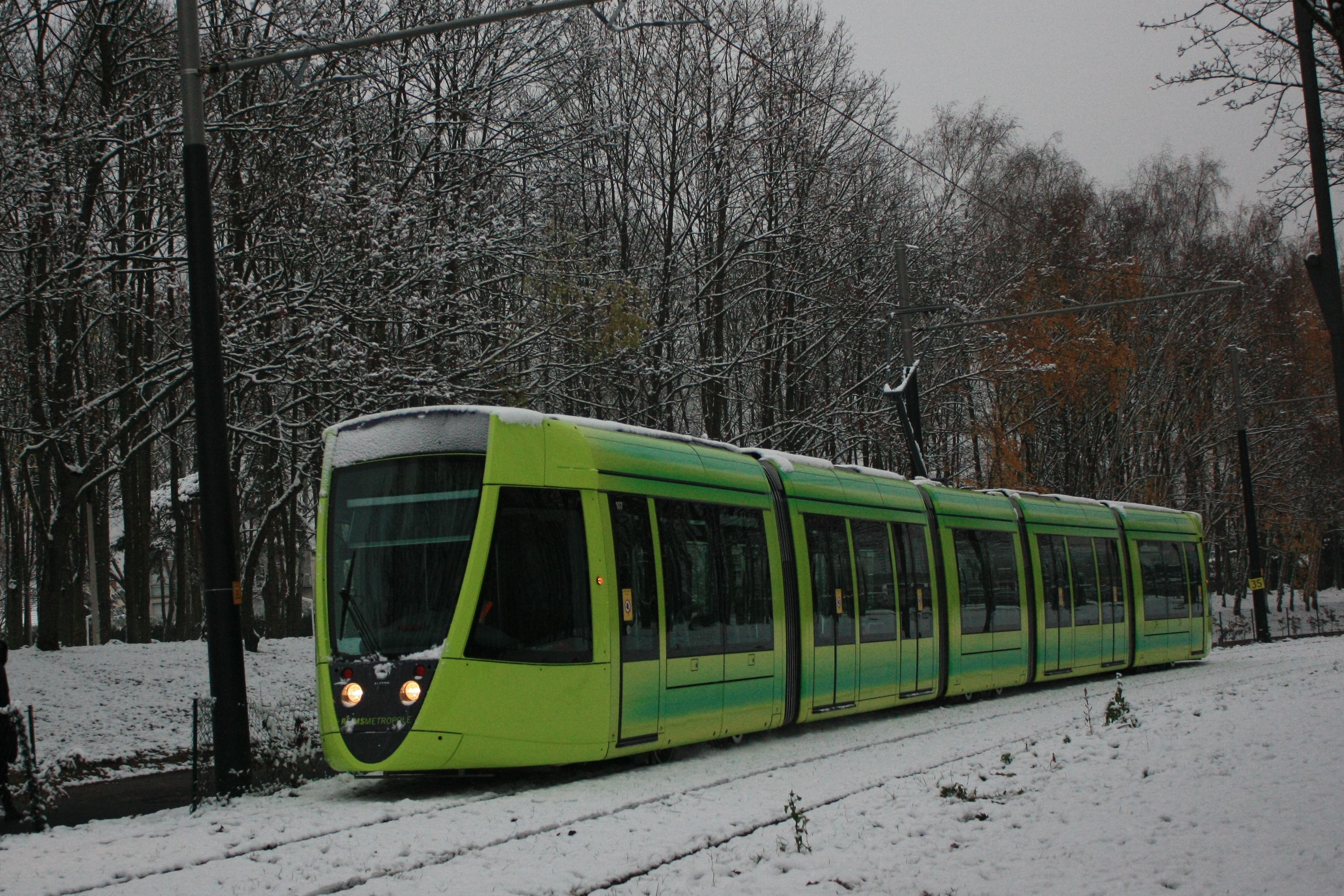
Pistache
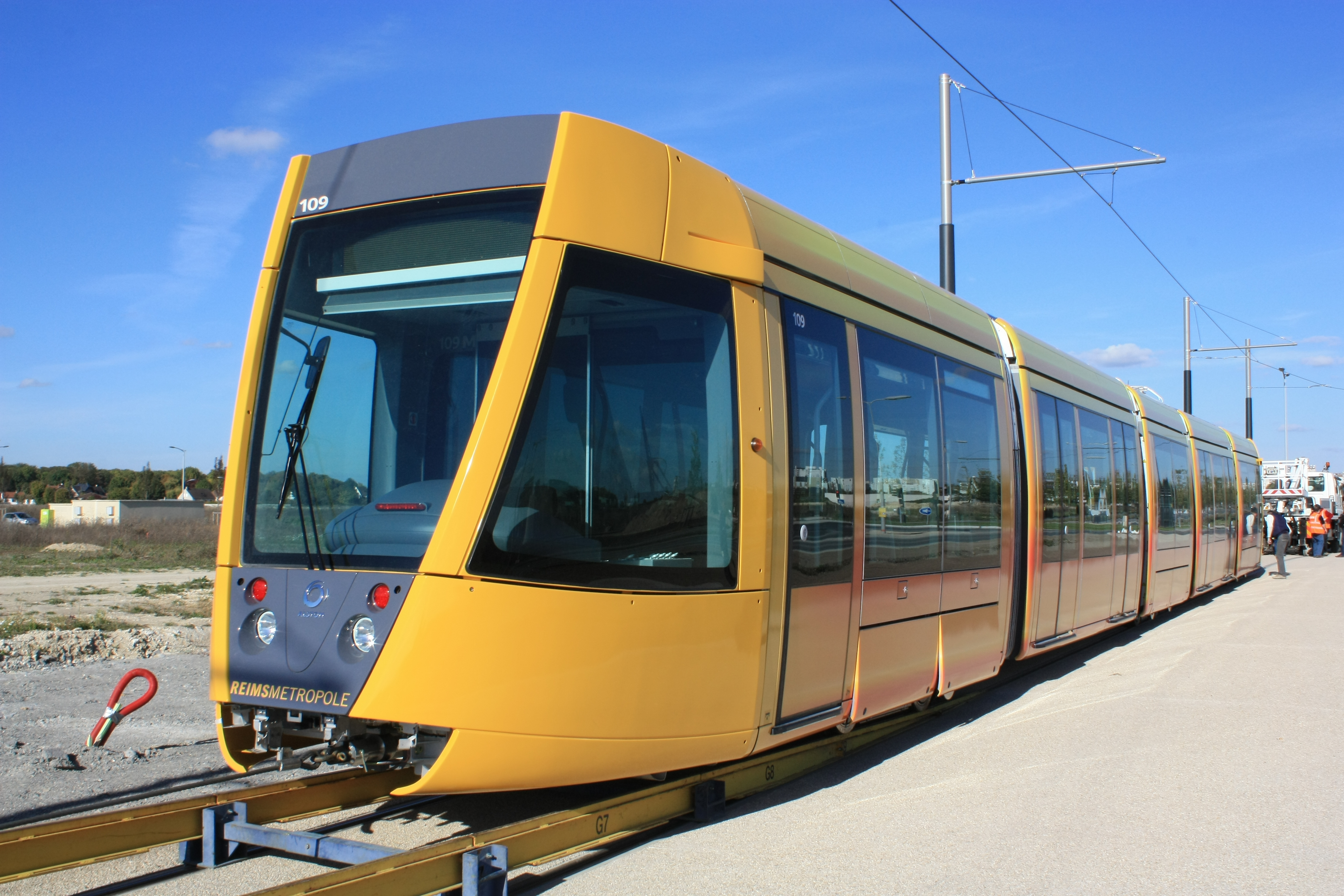
Mandarine

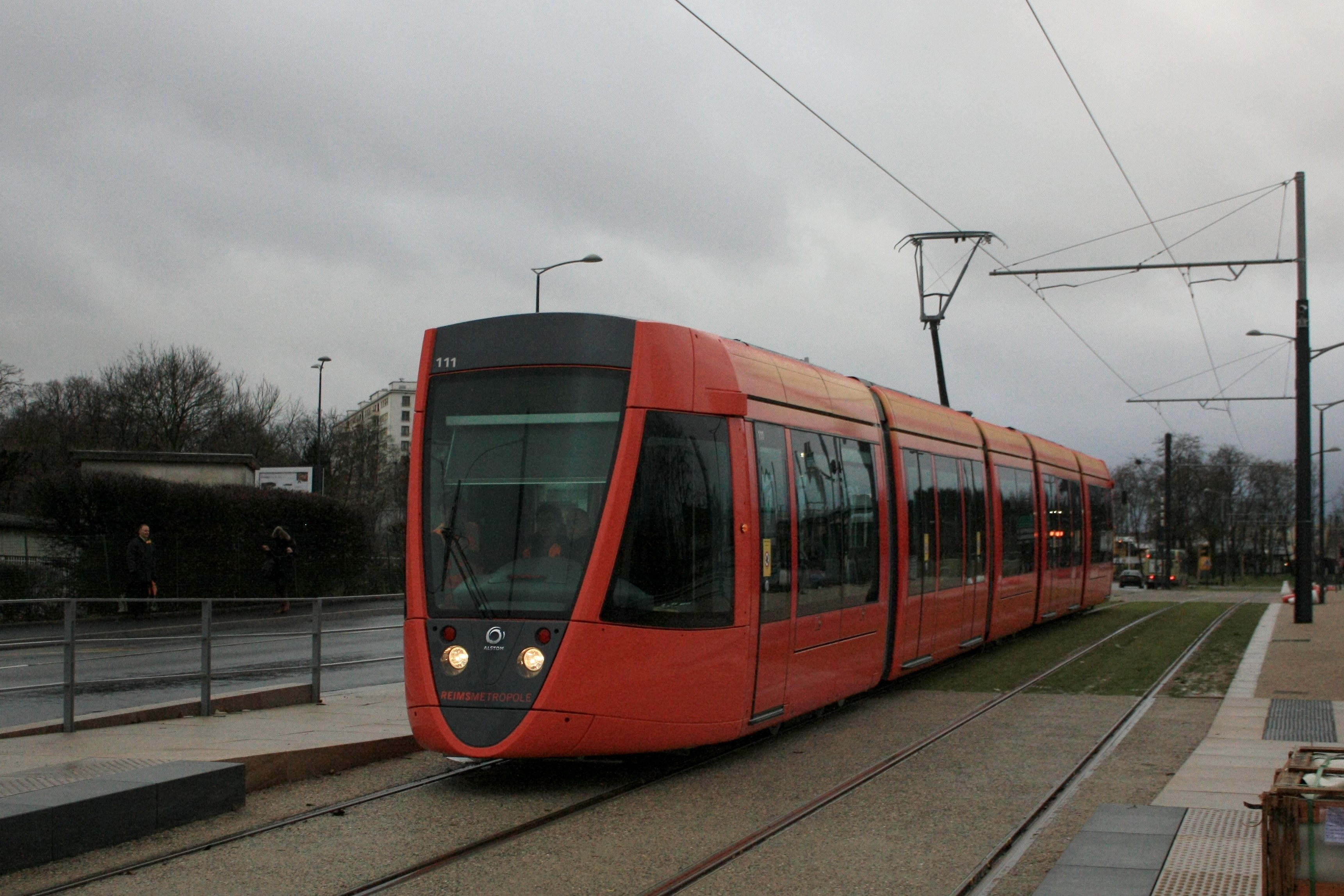
Écarlate
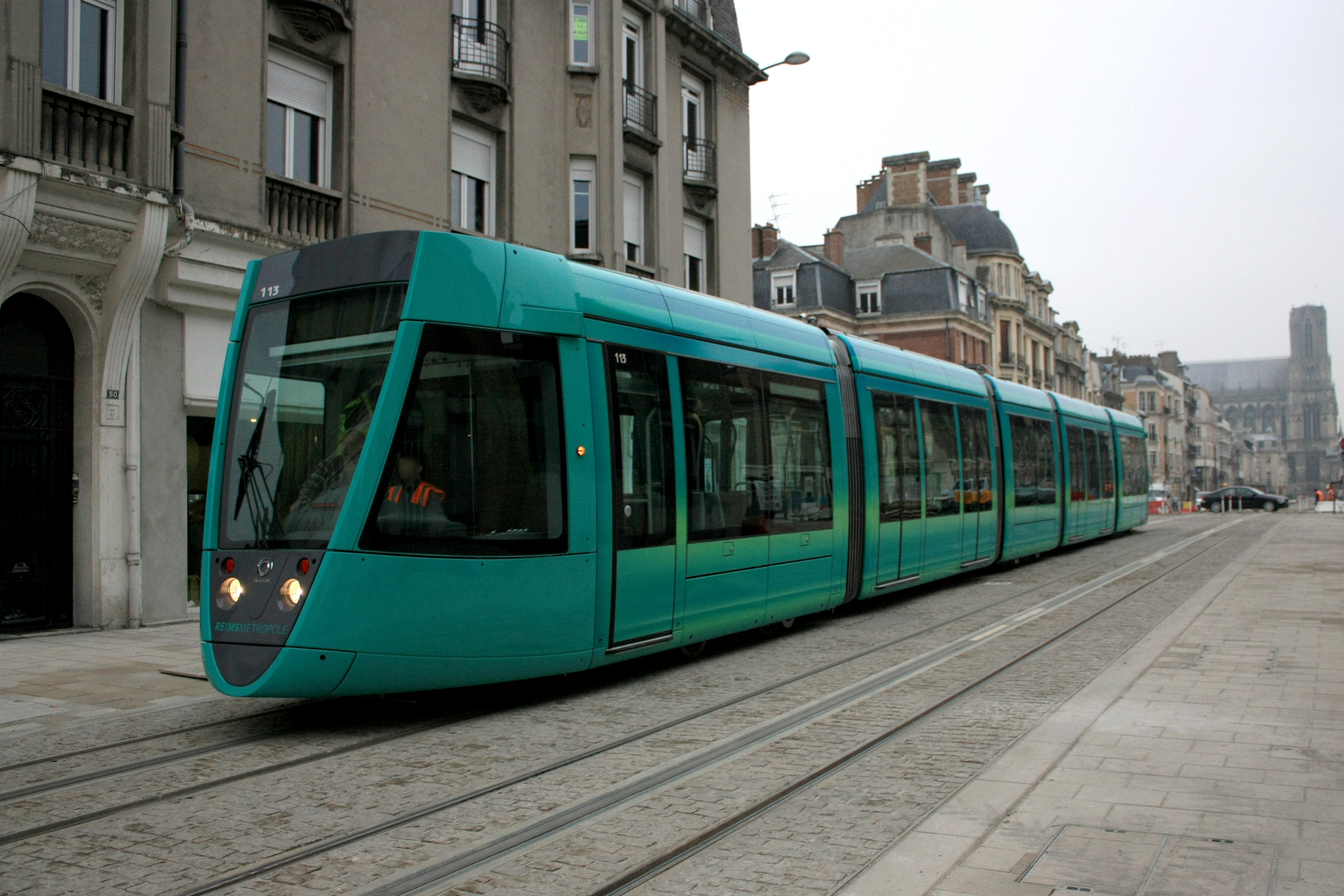
Turquoise
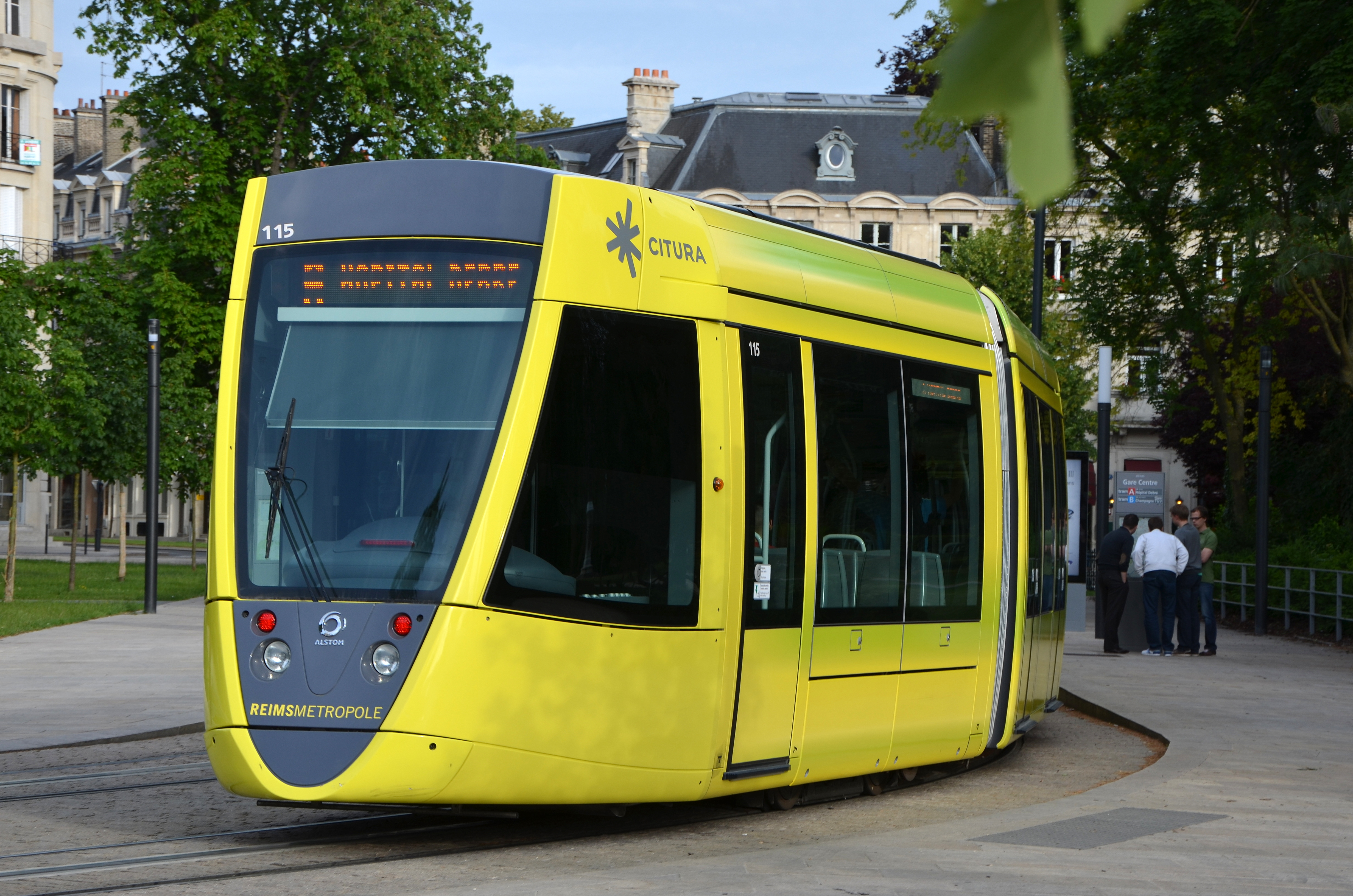
Citron
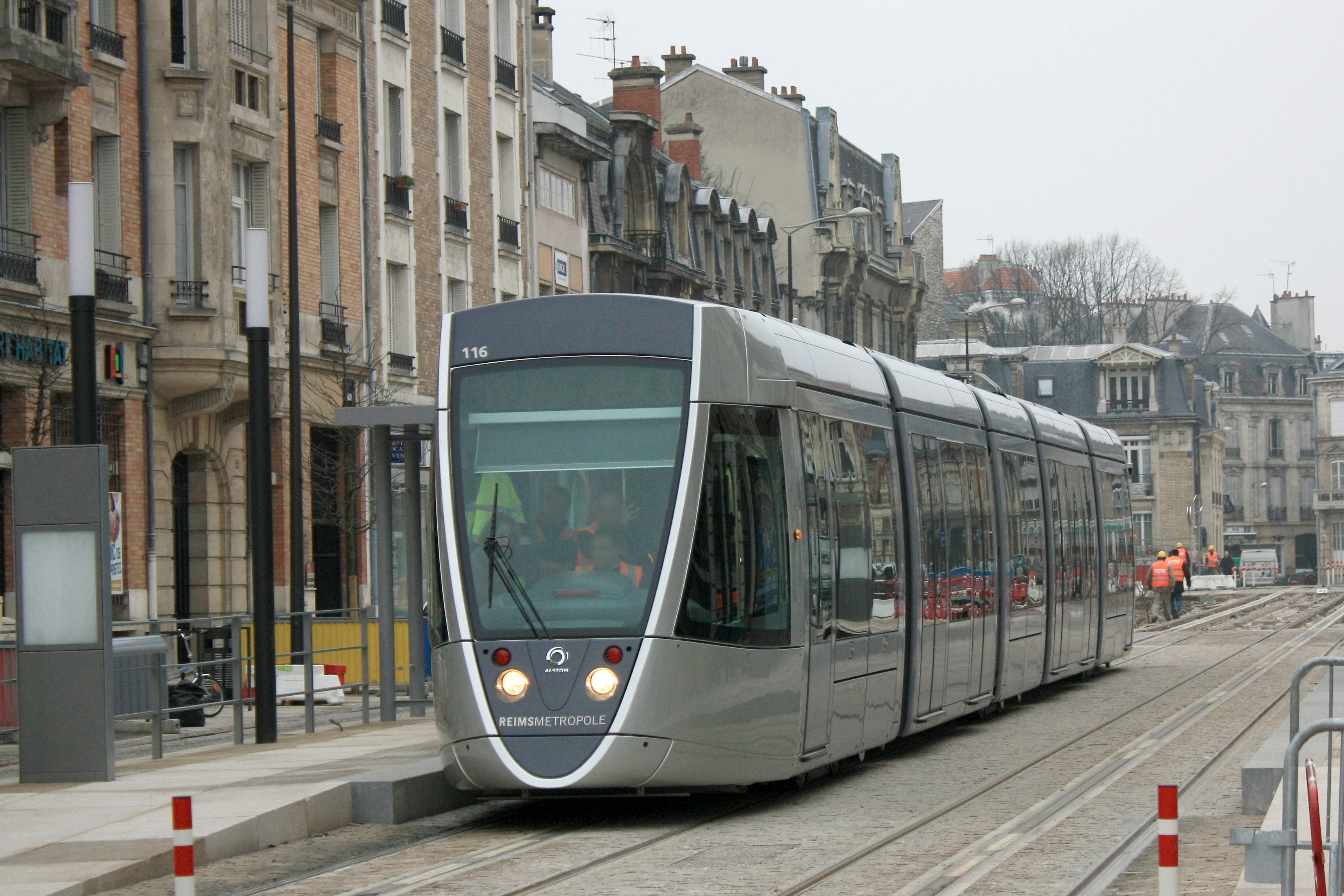
Gris
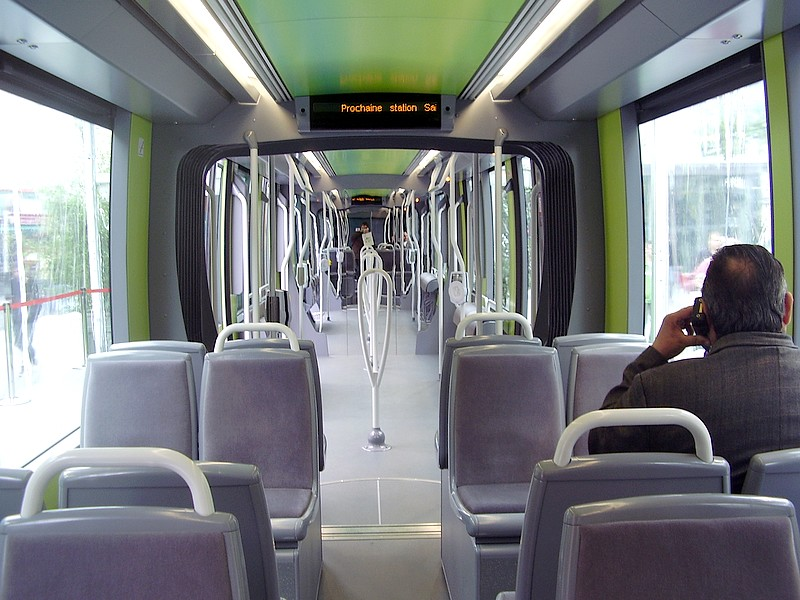
L'intérieur (Maquette pistache)

### Standards
Le parc de véhicules standards du réseau est composé de véhicules de 12 mètres, fonctionnant tous au gazole. Tous les modèles depuis 2009 sont accessibles.
La livrée varie en fonction des séries et des véhicules.
En février 2017, un véhicule électrique Yutong E12 LF est testé sur la ligne 7 du réseau. Construit par le constructeur chinois Yutong et commercialisé par la société Dietrich Carebus Group en France, ce bus standard de 12 mètres fonctionne entièrement à l’électrique sans recharge en ligne. La capacité du véhicule est d’environ 90 passagers et son autonomie est de 250 à 350 km. Aucune commande n'a suivi cet essai. En novembre de la même année, un Iveco Urbanway 12 GNV est testé sur le réseau. La Citura a depuis mis en service en 2022 et 2023 16 autobus MAN Lion's City 12 hybride au gaz.

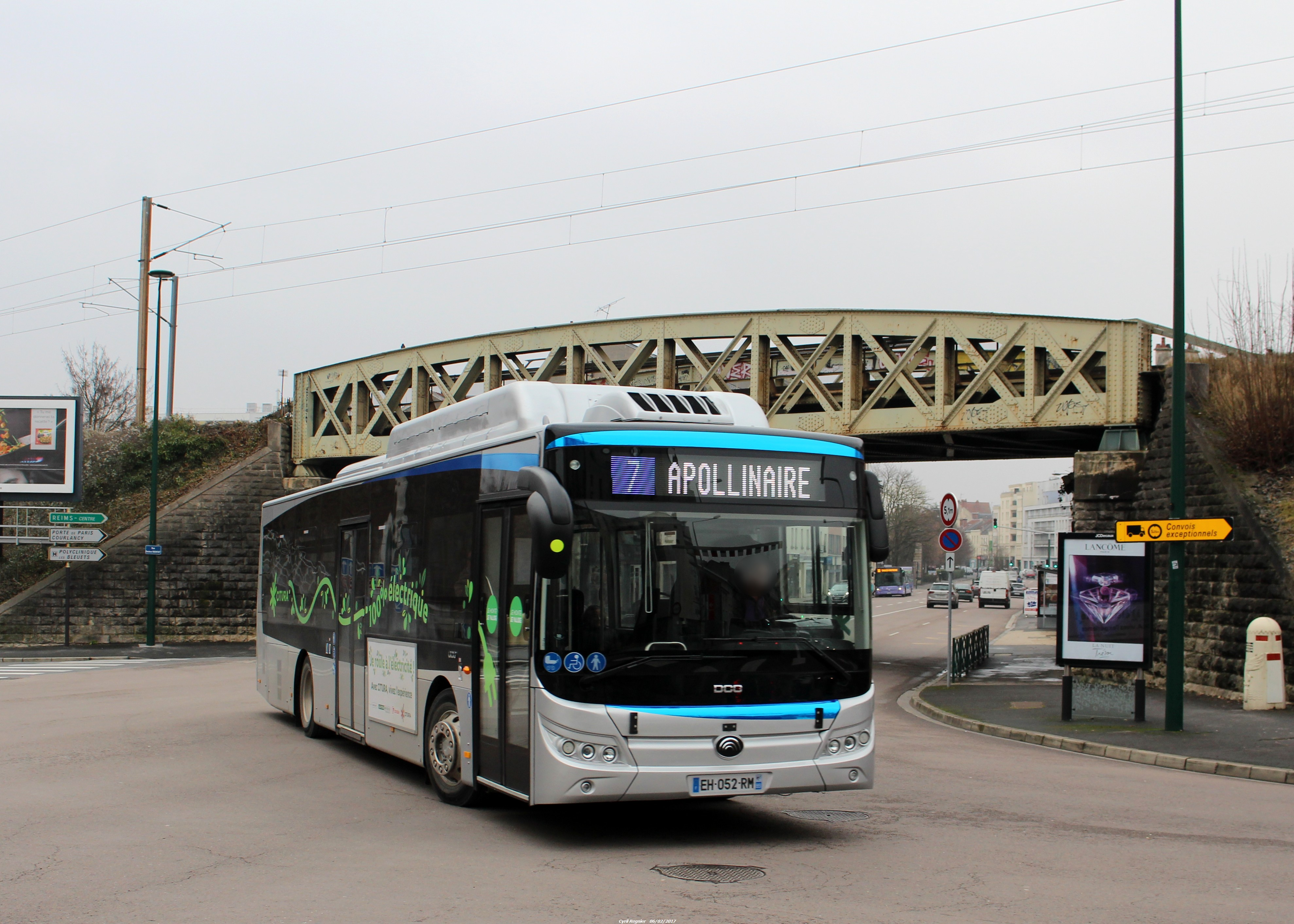
Le véhicule électrique en test sur la ligne 7, ici à "Pont d'Epernay"

| Constructeur    | Modèle                                  | Livrée                                                      | Accessibilité                        | Nombre |  | Numérotation               |  | Lignes d'affectation                                                      | Années de livraison |
| --------------- | --------------------------------------- | ----------------------------------------------------------- | ------------------------------------ | ------ |  | -------------------------- |  | ------------------------------------------------------------------------- | ------------------- |
| Irisbus         | Irisbus Citelis 12                      | Grand Reims Mobilité Mandarine                              | Non                                  | 4      |  | nos 275, 276, 279 et 280,  |  | 3, 5, 6, 7, 8, 9, 10, 13, S3 & S4                                         | 2007                |
| Heuliez Bus     | Heuliez GX 327                          | CITURA Turquoise, Écarlate, Lavande ou neutre pelliculable  | Accessible aux personnes handicapées | 40     |  | nos 301 à 337 & 601 à 603, |  | 1, 2, 3, 4, 5, 6, 7, 8, 9, 11, 12,13, 14, 15, 17, 18, 30, 40, & Noctambus | 2009 à 2011 et 2013 |
| Heuliez Bus     | Heuliez GX 337                          | CITURA Turquoise, Citron & Lavande                          | Accessible aux personnes handicapées | 15     |  | nos 338 à 352,             |  | 1, 2, 3, 4, 5, 6, 7, 8, 9, 11 & 12.                                       | 2014 et 2018/2019   |
| MAN Truck & Bus | MAN Lion's City 12 Efficient Hybrid CNG | Grand Reims Mobilité Mandarine, Citron, Turquoise & Blanche | Accessible aux personnes handicapées | 29     |  | nos 201 à 229,             |  | 1, 2, 3, 4, 5, 6, 7, 8, 9, 11 & 12.                                       | 2022 et 2023        |
| Iveco Bus       | Iveco Bus Urbanway 12 GNV               | Grand Reims Mobilité Blanche                                | Accessible aux personnes handicapées | 8      |  | nos 230 à 237              |  | 1, 2, 3, 4, 5, 6, 7, 8, 9 & 10.                                           | 2024                |

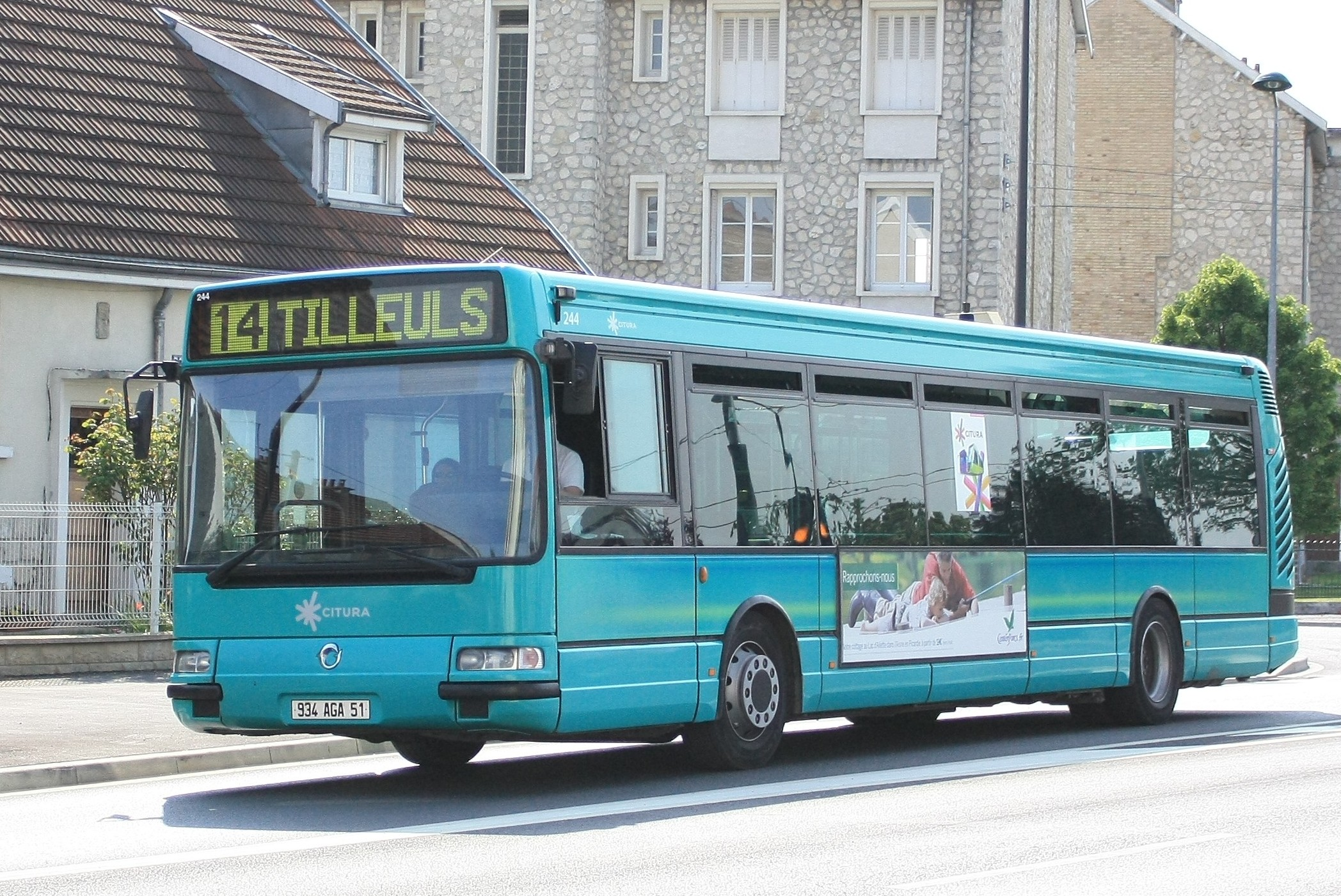
Nouvelle livrée « Turquoise »
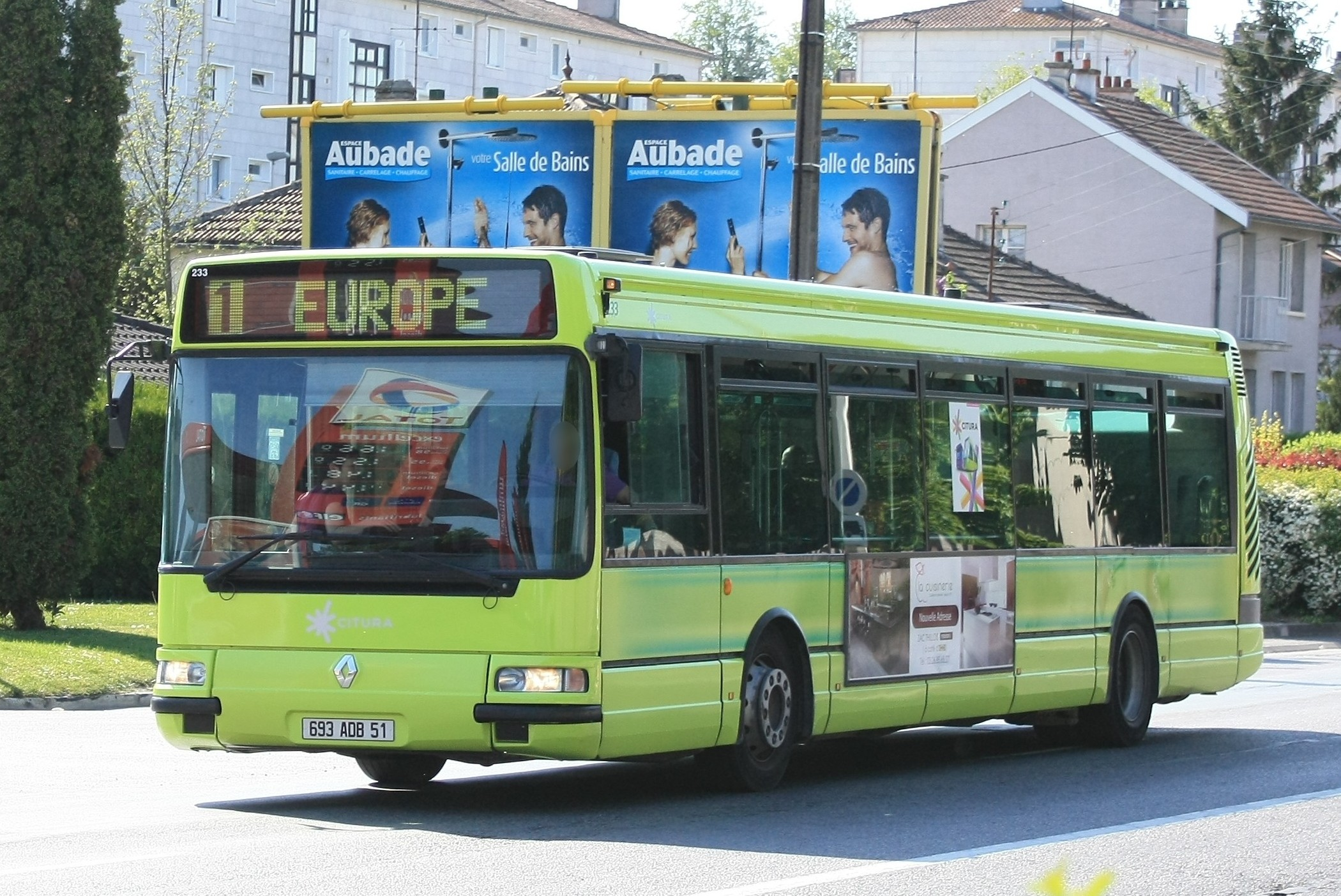
Nouvelle livrée « Pistache »
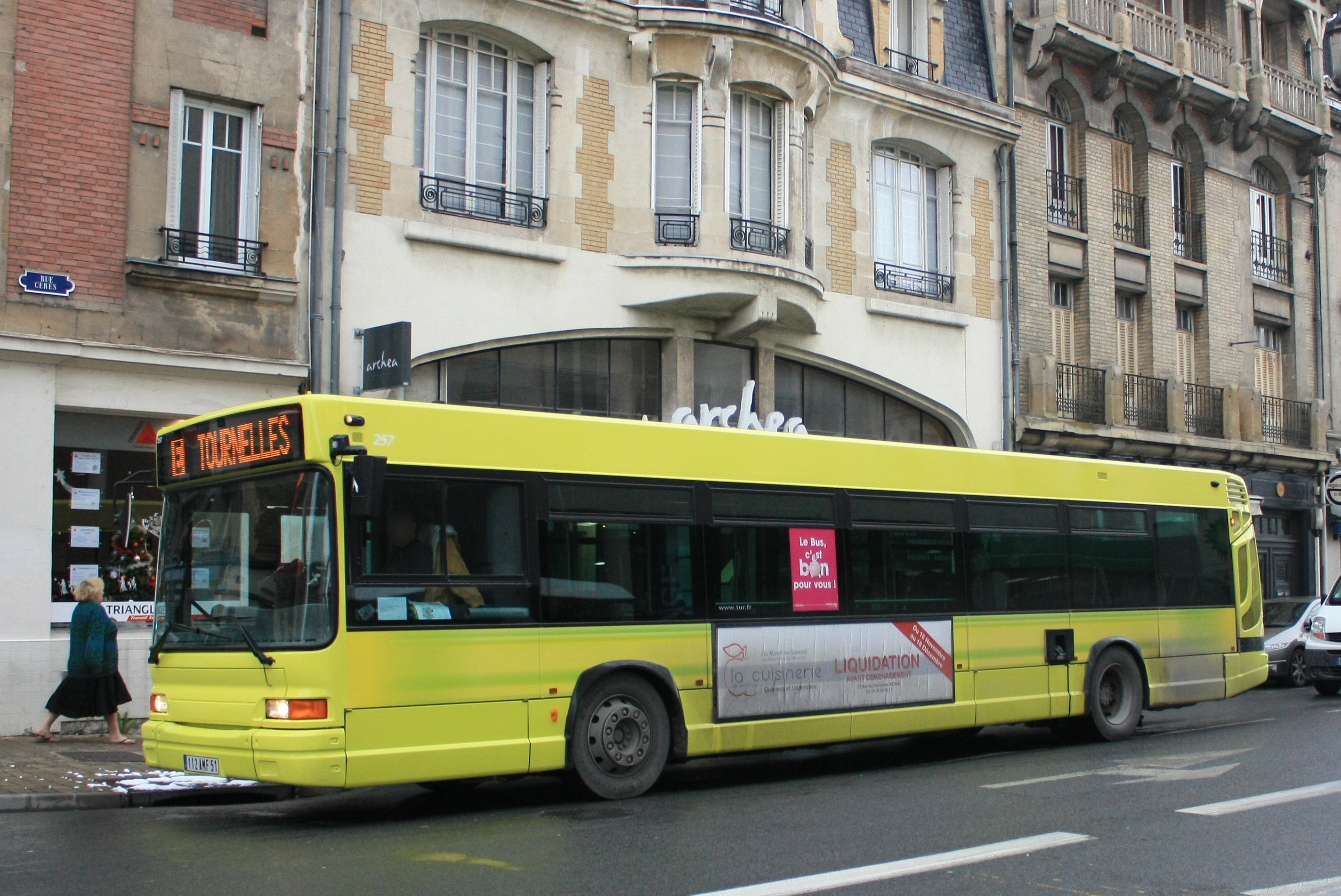
Nouvelle livrée « Citron »
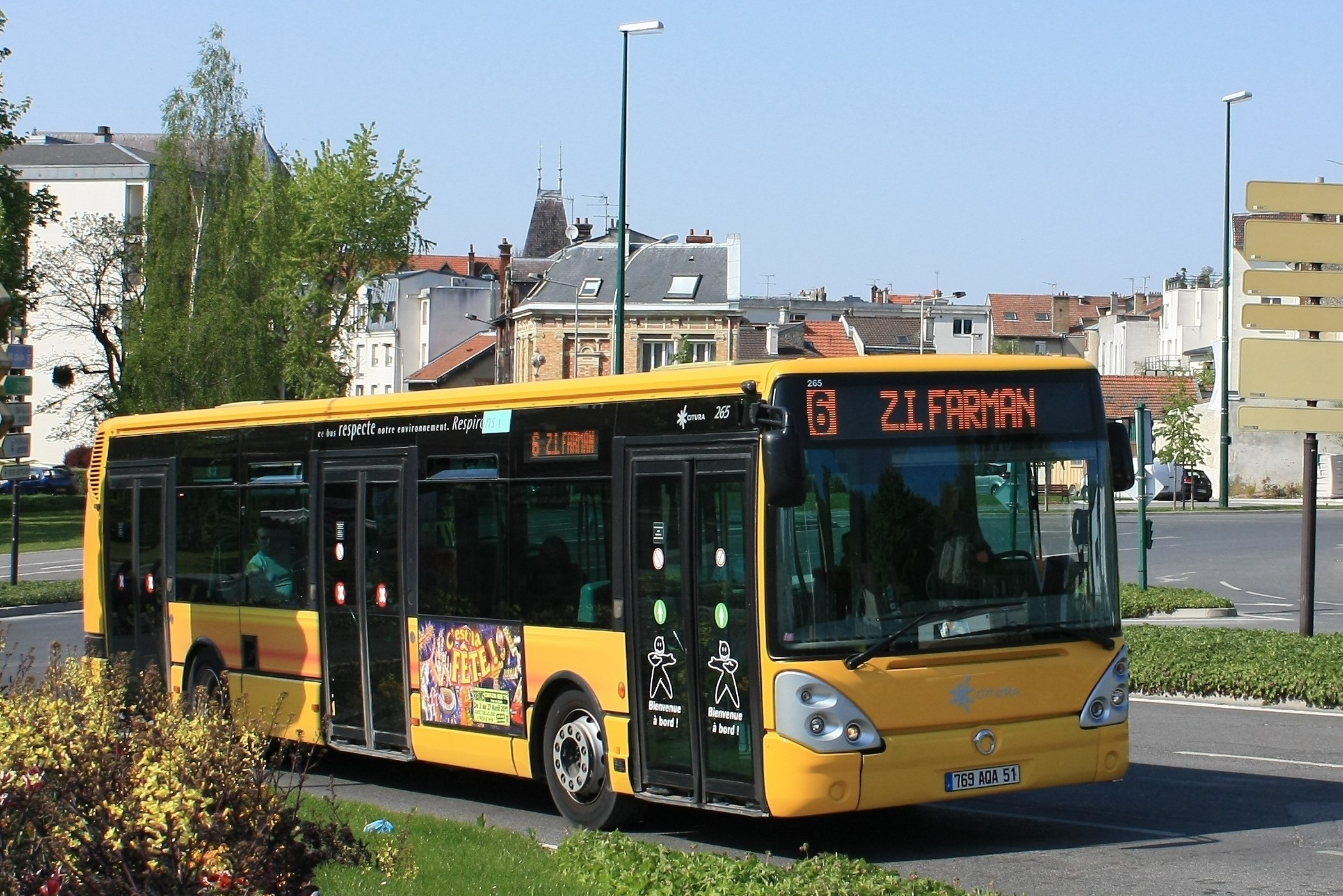
Nouvelle livrée « Mandarine »
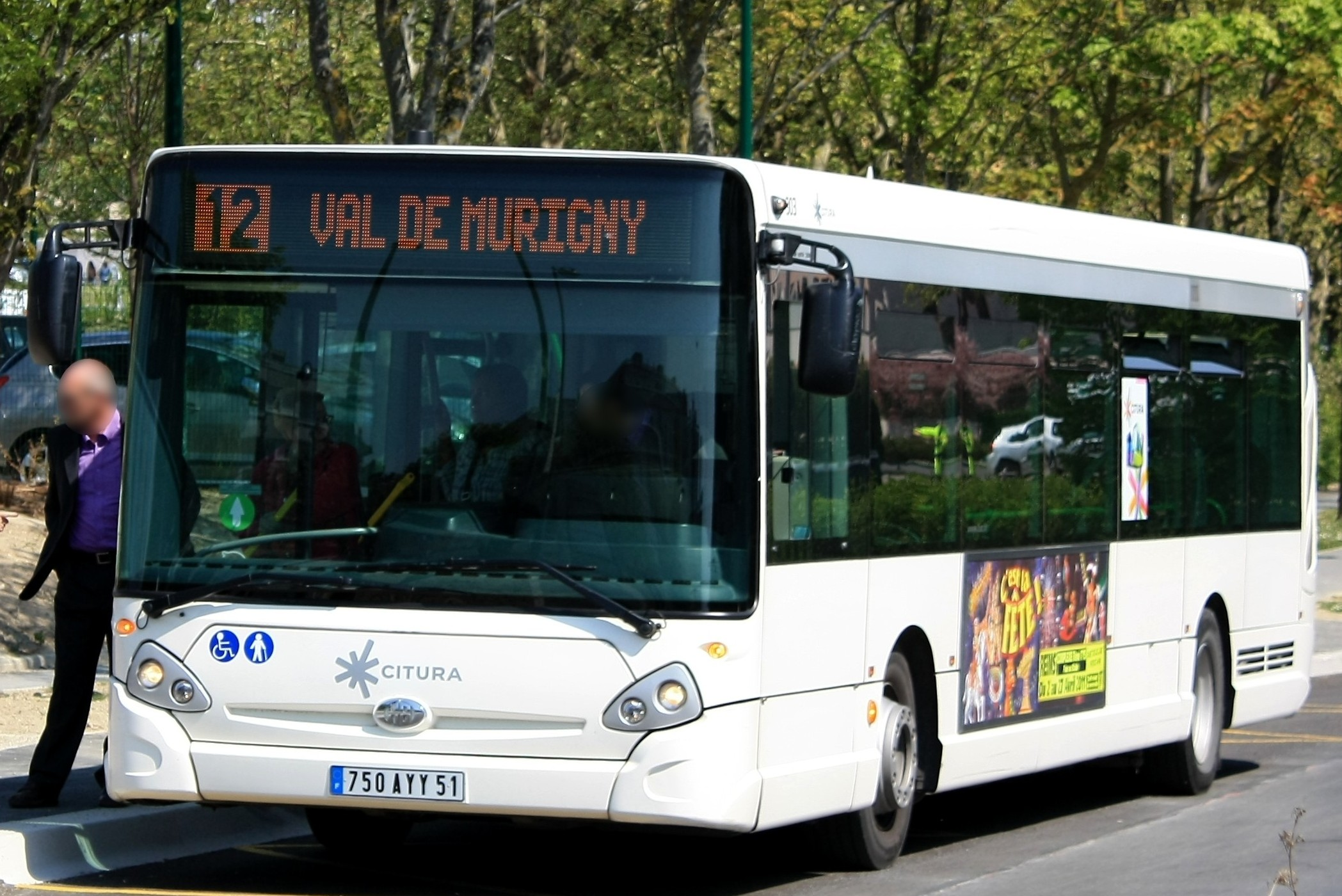
Nouvelle livrée « Neutre pelliculable »
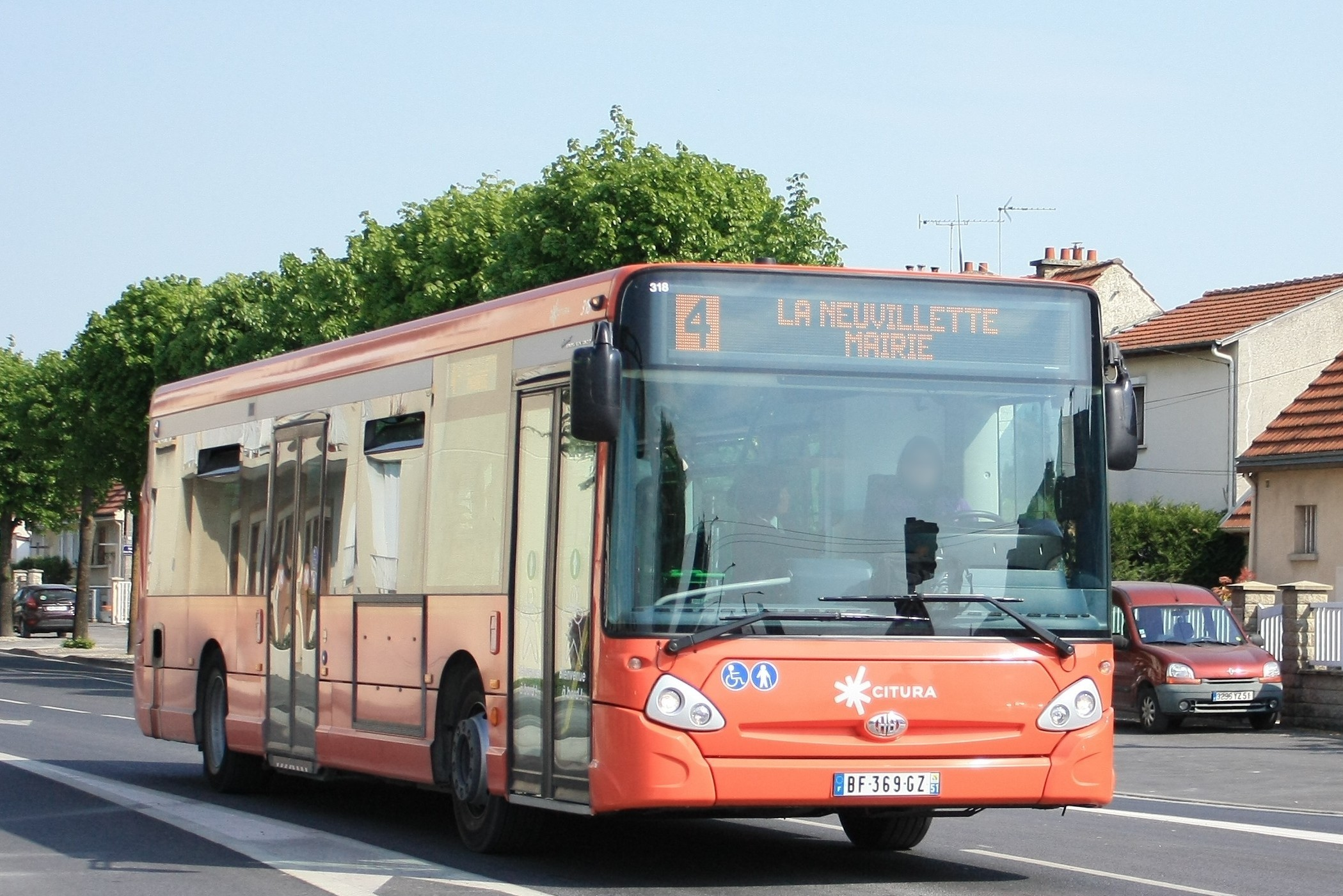
Nouvelle livrée « Écarlate »
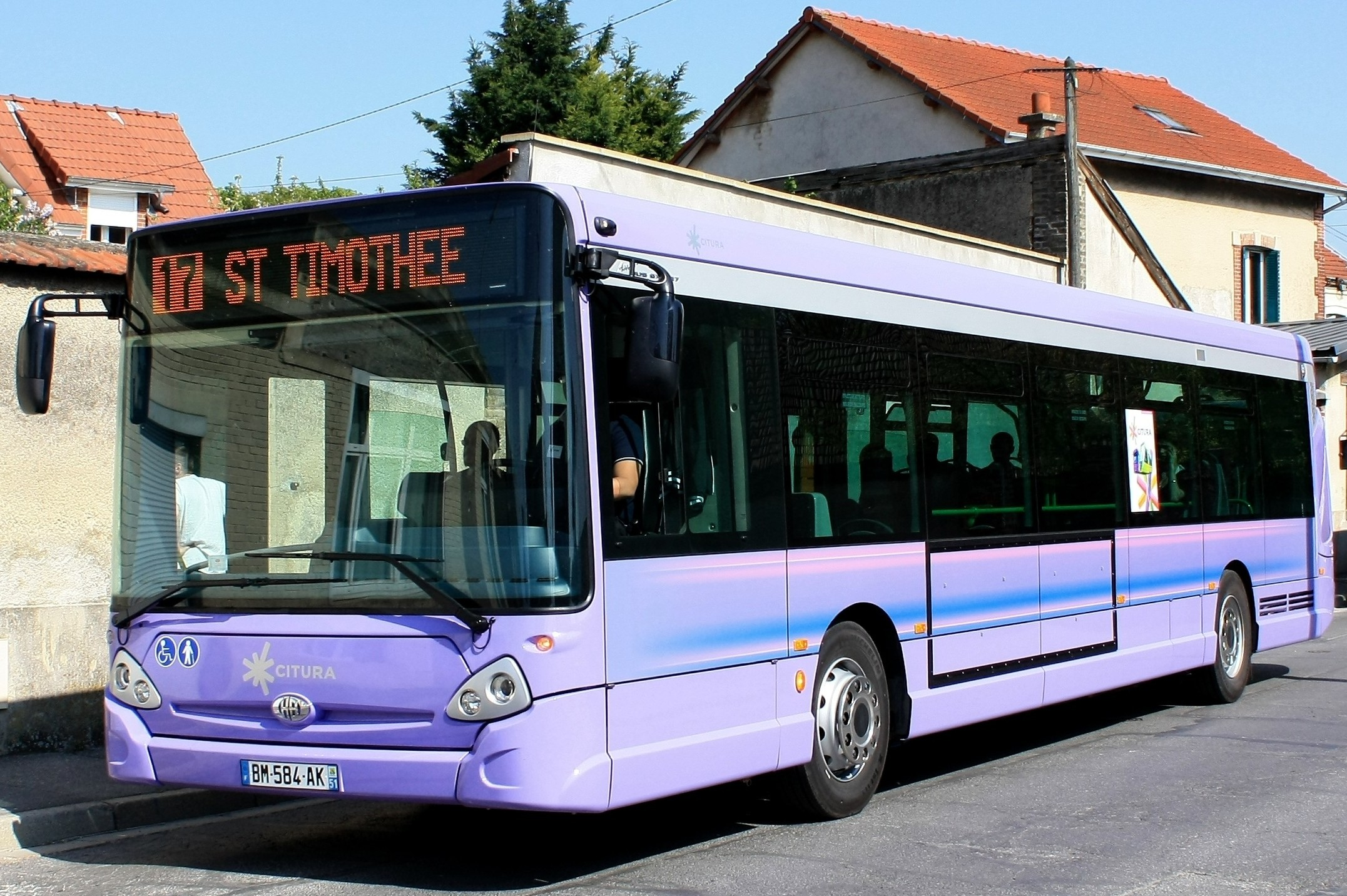
Nouvelle livrée « Lavande »

### Autocars
Trois véhicules d'occasion ont été livrés en juin 2015 pour le sous-traitant Les Courriers de l'Aube pour assurer l'exploitation de la nouvelle ligne périurbaine 16. Ces trois véhicules, longs de 12,8 mètres, possèdent deux portes uniquement et ont eu un logo Citura de couleur apposé sur l'avant, l'arrière et les flancs du véhicule.
Deux nouveaux Iveco Bus Crossway Line ont été mis en service en janvier 2017 pour remplacer deux des trois anciens cars acquis par Courrier de l'Aube. Seul le N°1000 et le 1002 restera en réserve.

Les deux nouveaux véhicules ont les numéros de parc 850 et 851. Ils possèdent la livrée Lavande, et sont équipés du SAE et des valideurs. Ces Crossway sont équipés du moteur Iveco Tector 7 E32 (Source TC infos)
En 2021 un iveco Crossway est venu dans le parc depuis les courriers de l'aube N°849 qui a déjà fait d'autre service chez le sous traitant.
En 2024 à la suite du nouveau réseau, des iveco crossway low entry sont introduits afin de réaliser les lignes Express de E1 à E7 seulement sur les plus fréquentés , 5 autres Iveco Bus Crossway High Value équipés du moteur Iveco Cursor 9 F2C d'occasion ont été mis en service sur le réseau pour les lignes E3,E4,E5,S3 et S4 . (Source TC infos ) En Janvier 2025 un autocar  Setra S416 NF Ü d'occasion  a été mis en service sur les lignes  E3 et E5 uniquement . (Source TC infos) 
| Constructeur | Modèle                        | Livrée                                          | Accessibilité | Nombre | Numérotation                                            | Lignes d'affectation             | Années de livraison                    | Moteur                                   |
| ------------ | ----------------------------- | ----------------------------------------------- | ------------- | ------ | ------------------------------------------------------- | -------------------------------- | -------------------------------------- | ---------------------------------------- |
| Iveco Bus    | Iveco Bus Crossway Line       | Grand Reims Mobilités Lavande (Source TC infos) | Oui           | 2      | nos 850 à 851                                           | E3,E4,E5,S3,S4 (Source TC infos) | 2017 et 2021                           | Iveco Tector 7 E32(Source TC infos)      |
| Iveco Bus    | Iveco Bus Crossway High Value | Grand Reims Mobilités Blanche (Source TC infos) | Oui           | 5      | 28835,28235,1119,38 241 ,1000 (Source TC Infos)         | E3,E4,E5,S3,S4 (Source TC infos) | 2020,2015 et 2016(Source Transbus.org) | Iveco Cursor 9 F2C (Source TC infos)     |
| Iveco Bus    | Iveco Bus Crossway LE Line    | Grand Reims Mobilités Blanche                   | Oui           | 5      | 114779,114780,114781,114782 et 114783 (Source TC infos) | E3,E4, E5.(Source TC infos)      | 2024 (Source TC infos)                 | Iveco Cursor 9 F2C (Source TC infos)     |
| Setra        | Setra S416 NF Ü               | Grand Reims Mobilités Blanche (Source TC infos) | Oui           | 1      | 15413 (Source TC infos                                  | E3 et E5 (Source TC infos)       | 2010 (Source TC infos)                 | Mercedes-Benz OM457hLA (Source TC infos) |

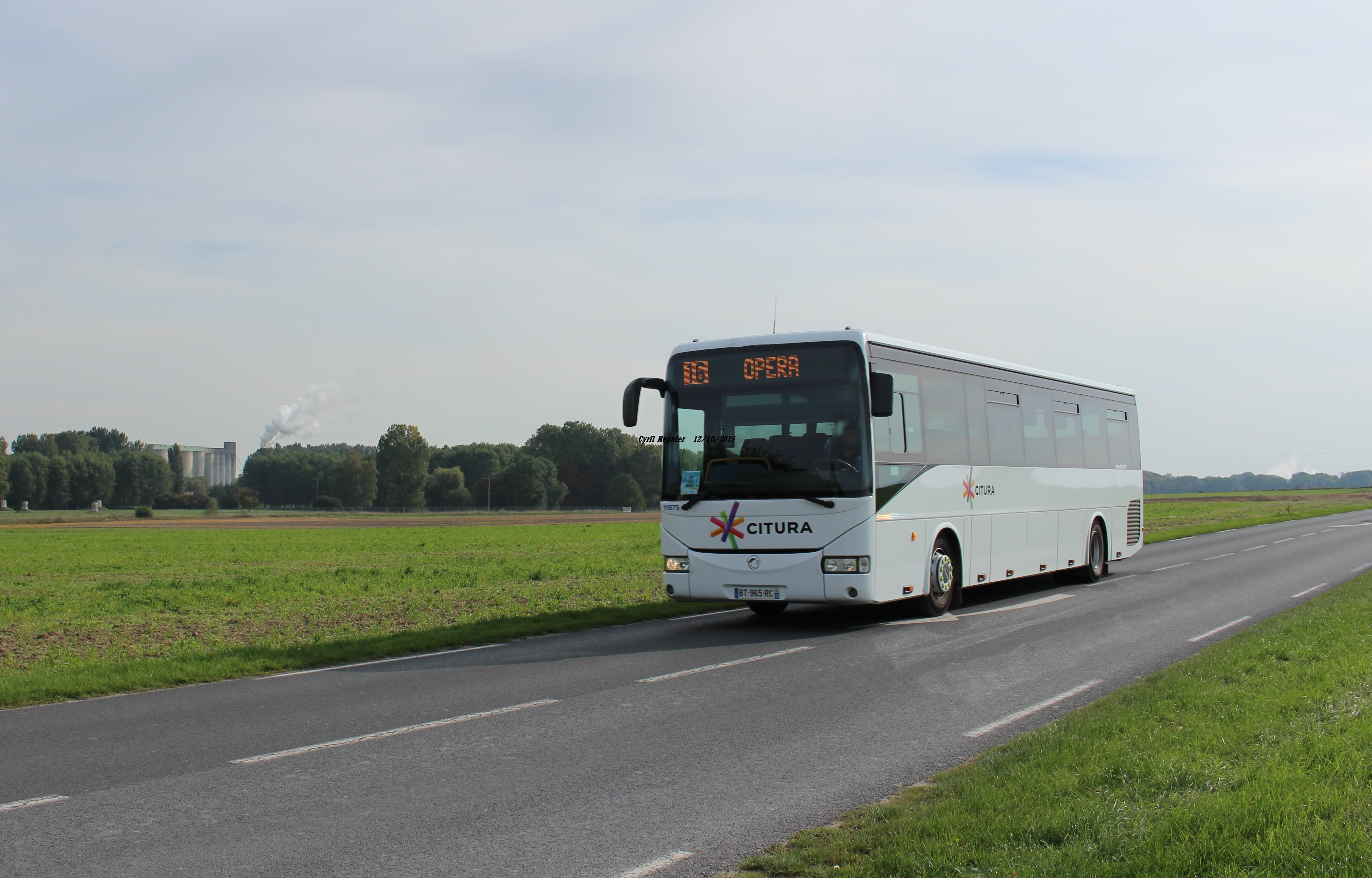
Un des anciens véhicules affecté sur la ligne 16
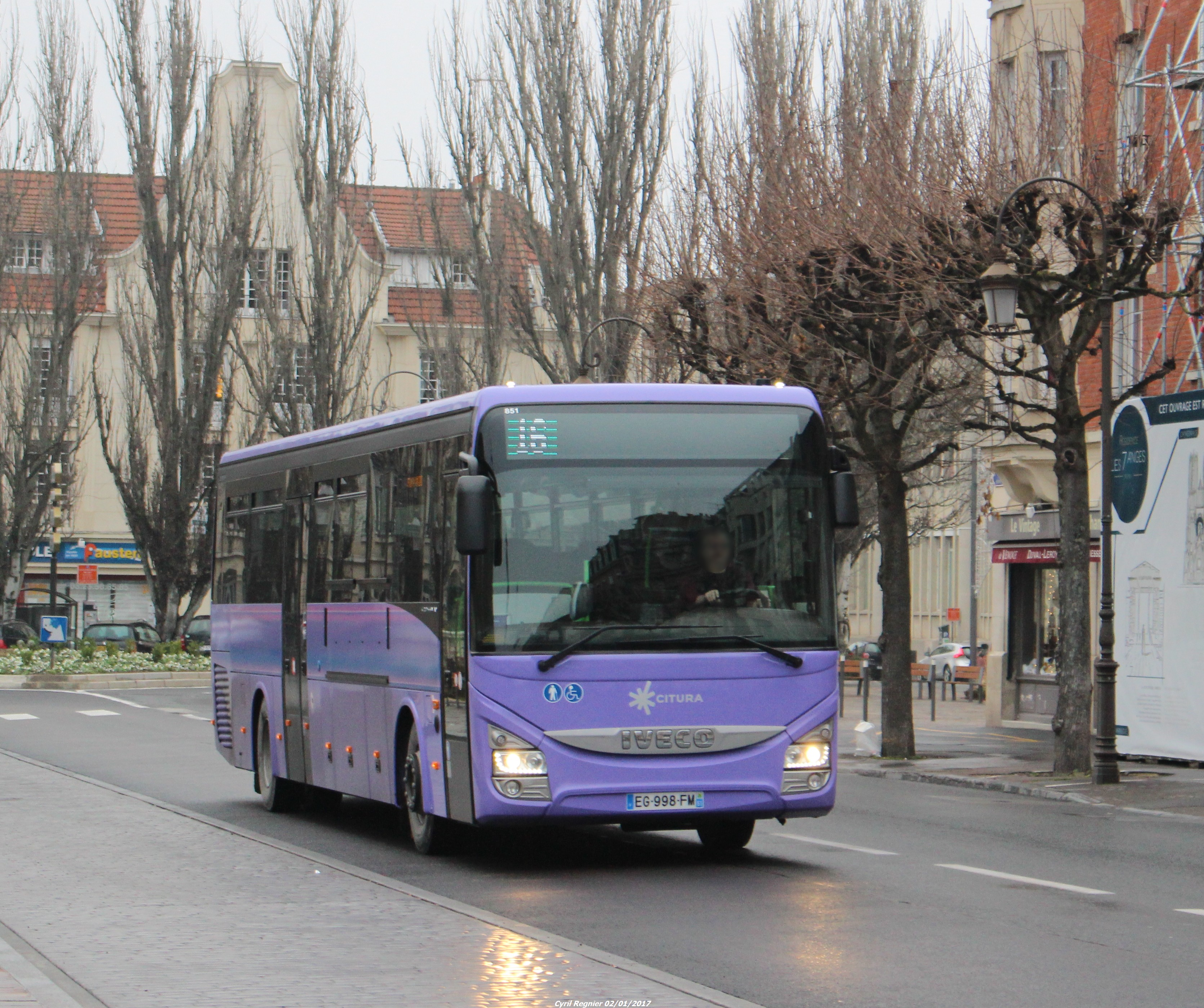
Un des nouveaux véhicules sur la ligne 16, en livrée "lavande"

### Articulés
Le parc articulés du réseau est composé de véhicules Heuliez Bus, Irisbus. Transdev Reims dispose depuis fin 2019 de deux véhicules Iveco Bus Urbanway au gaz naturel, premiers autobus circulant au GNV. Ils ont été rejoints à l'automne 2022 et début 2023 par huit MAN Lion's City 18 hybrides au gaz, de couleur bleu puis citron.
| Constructeur    | Modèle                                  | Livrée                         | Accessibilité                        | Nombre | Numérotation             | Lignes d'affectation     | Années de livraison |
| --------------- | --------------------------------------- | ------------------------------ | ------------------------------------ | ------ | ------------------------ | ------------------------ | ------------------- |
| Irisbus         | Irisbus Citelis 18                      | CITURA Citron                  | Non                                  | 5      | nos 825 à 829            | 1, 2, 3, 5, 6, 8 & 11.   | 2006 à 2007         |
| Heuliez Bus     | Heuliez GX 427                          | CITURA Écarlate                | Accessible aux personnes handicapées | 6      | N°901 à 906              | 1, 2, 3, 5, 6, 8 et 11.  | 2009 et 2012        |
| Heuliez Bus     | Heuliez GX 437                          | CITURA Écarlate, Citron & Azur | Accessible aux personnes handicapées | 12     | nos 907 à 918            | 1, 2, 3, 5, 6, 8 & 11    | 2015 à 2018         |
| Iveco Bus       | Iveco Bus Urbanway 18 GNC               | CITURA Azur                    | Accessible aux personnes handicapées | 4      | N°700 à 701 et 710 à 712 | 1, 2, 3, 4, 5, 6, 8 & 11 | 2019 et 2024        |
| MAN Truck & Bus | MAN Lion's City 18 Efficient Hybrid CNG | CITURA Azur, Citron            | Accessible aux personnes handicapées | 8      | nos 702 à 709            | 1, 2, 3, 4, 5, 6, 8 & 11 | 2022 et 2023        |

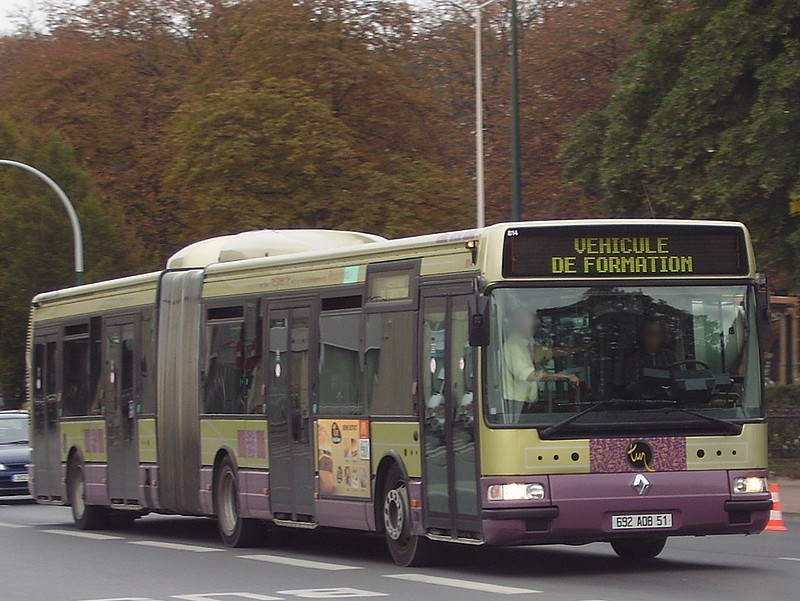
Ancienne livrée « Champagne »
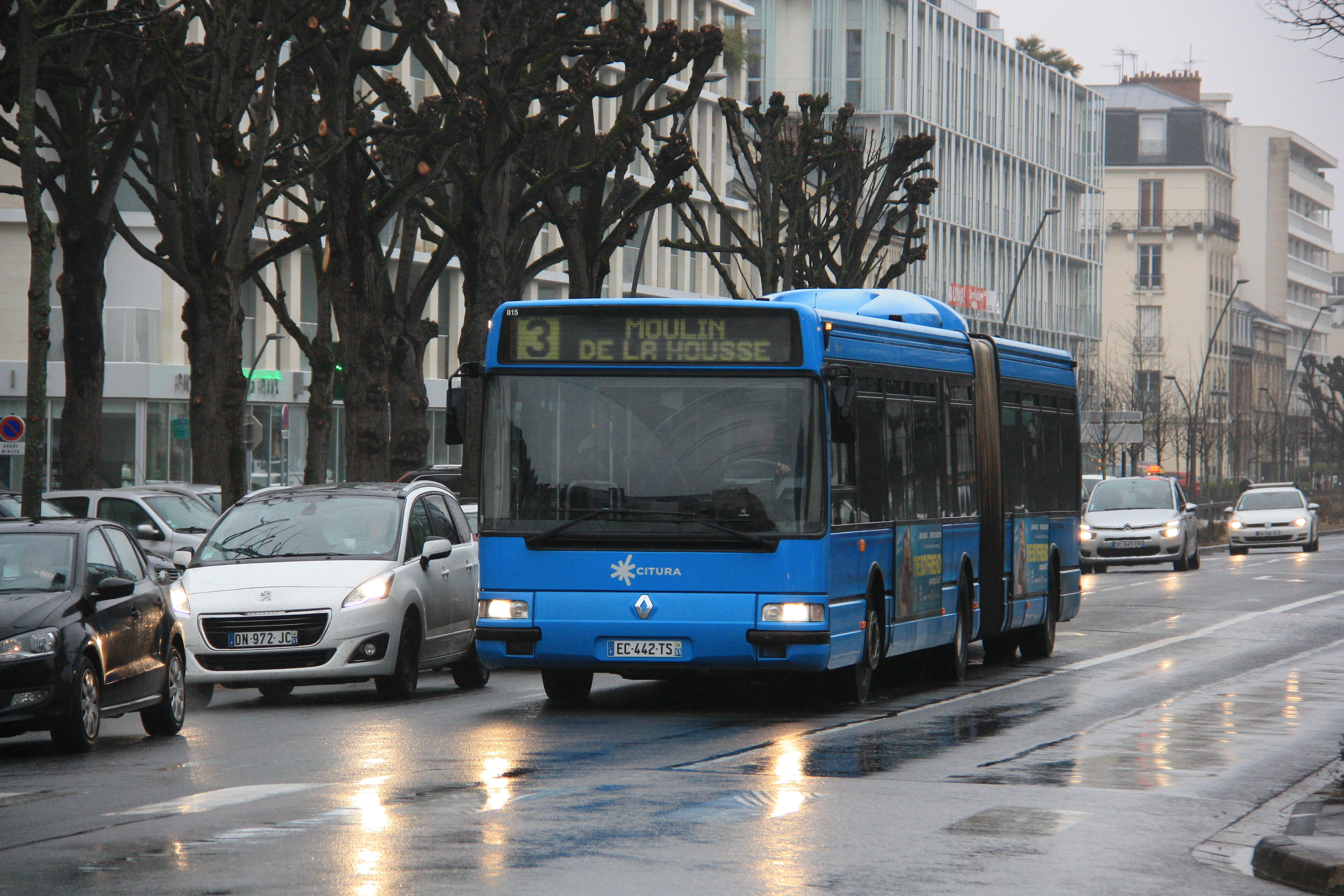
Nouvelle livrée « Azur »
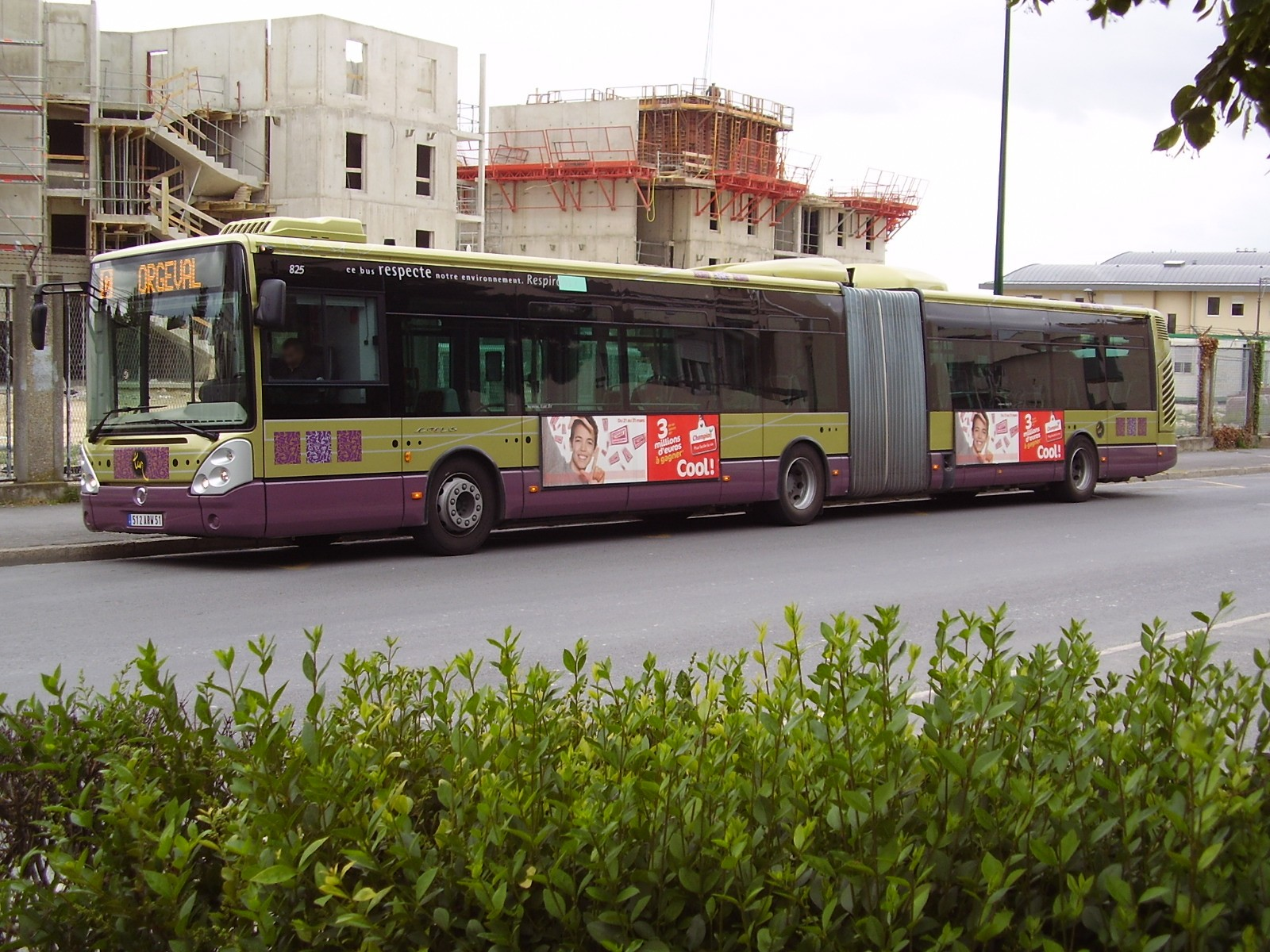
Ancienne livrée « Champagne »
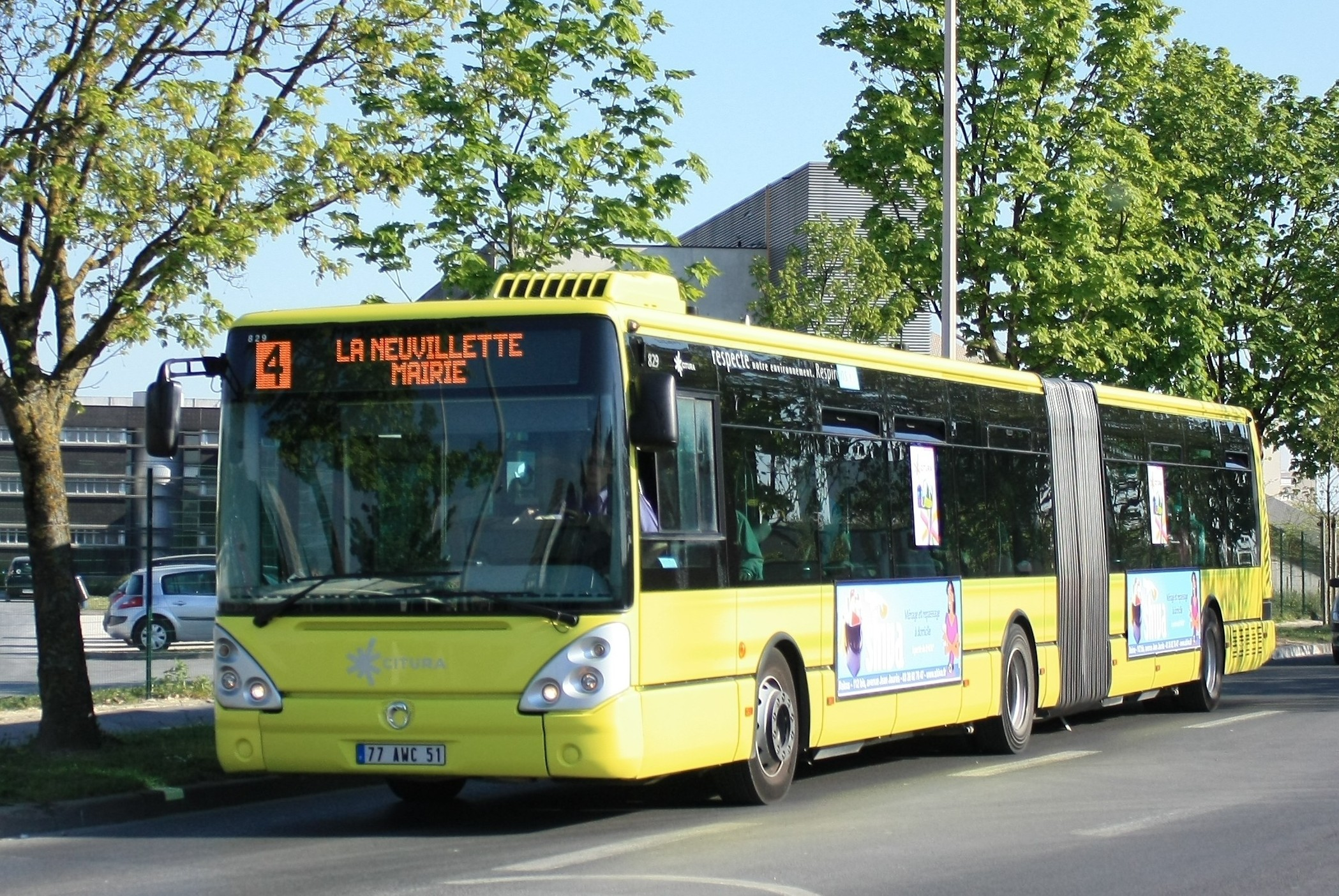
Nouvelle livrée « Citron »
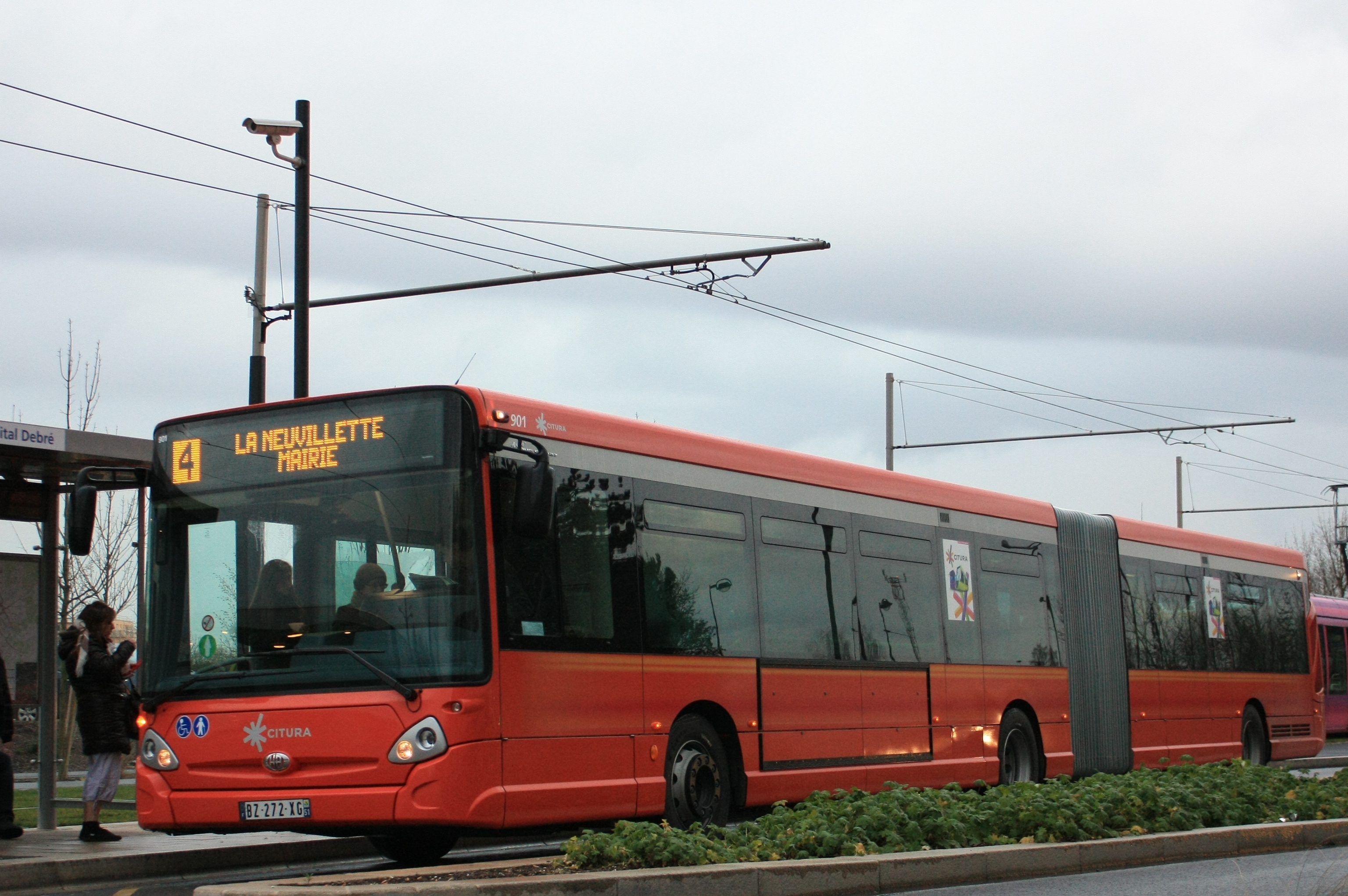
Nouvelle livrée « Écarlate »
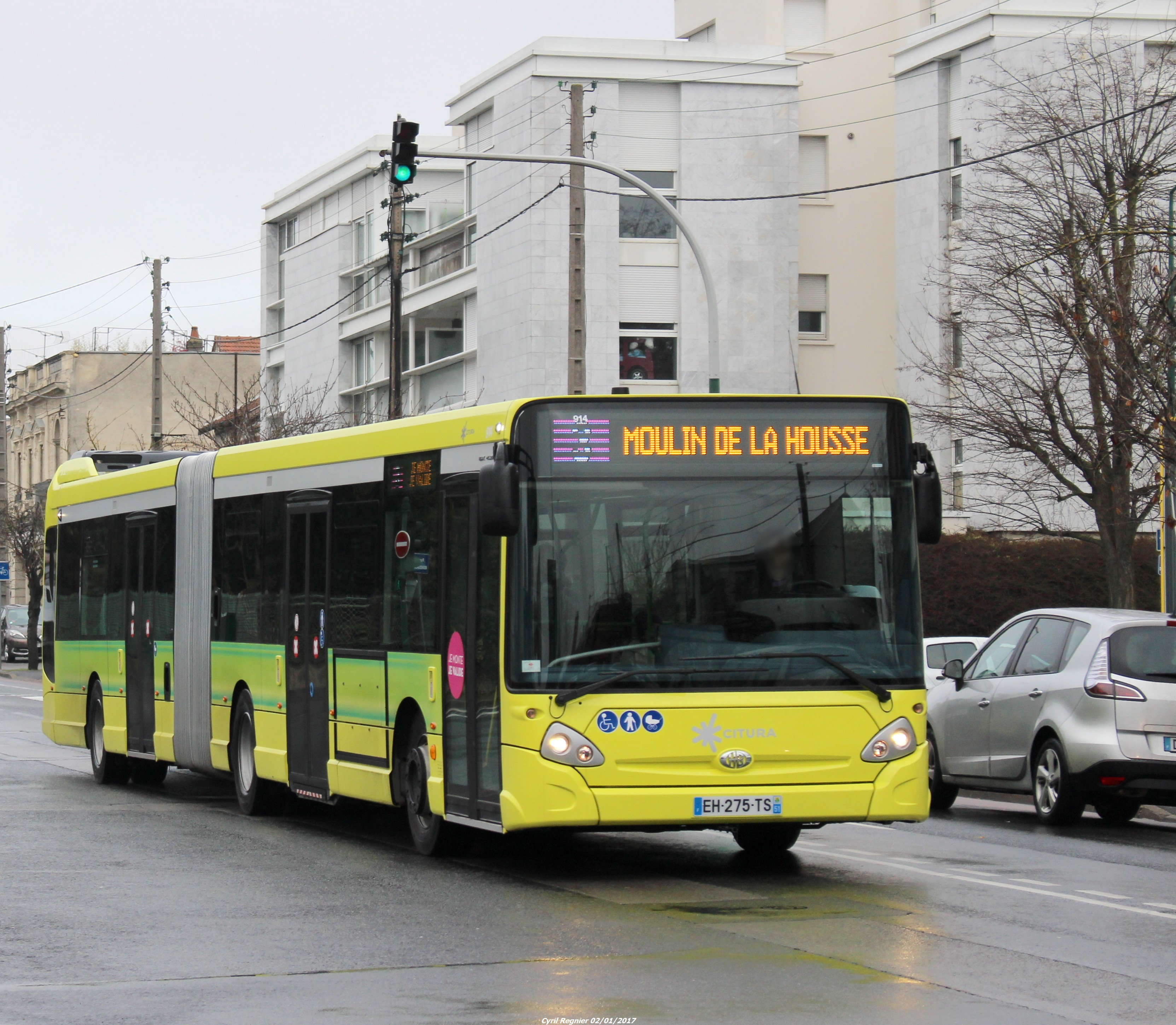
Le 914 sous sa robe "Citron"
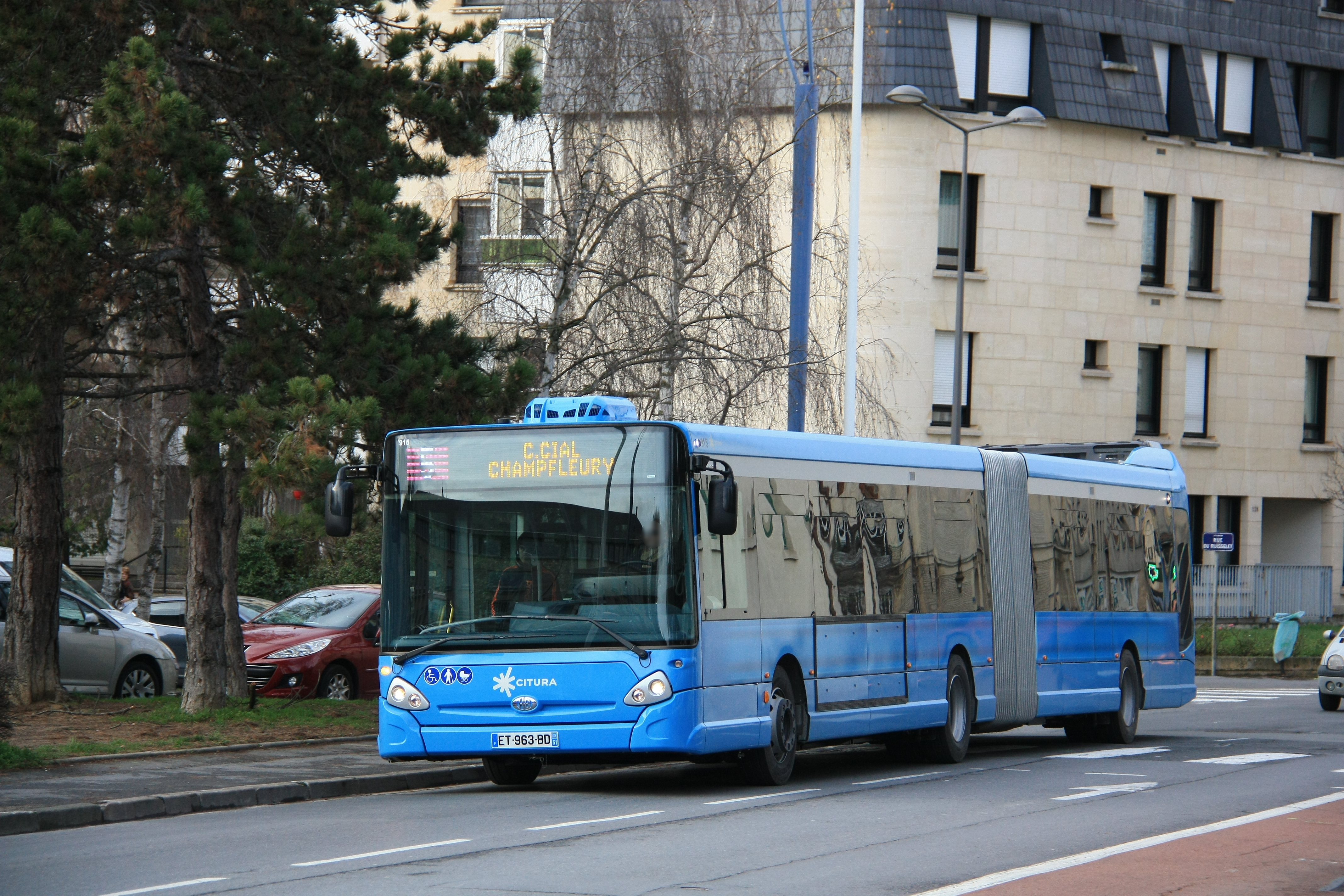
Le 915 sous sa robe "Azur"

### Midibus
Livrés entre décembre 2014 et 2018, ces véhicules de plus faible gabarit et capacité sont affectés aux lignes 14,17,30 & 40.
| Constructeur | Modèle           | Livrée         | Accessibilité                        | Nombre | Numérotation   | Lignes d'affectation | Années de livraison |
| ------------ | ---------------- | -------------- | ------------------------------------ | ------ | -------------- | -------------------- | ------------------- |
| Heuliez Bus  | Heuliez GX 127   | CITURA Fuchsia | Accessible aux personnes handicapées | 2      | nos 534 à 535  | 13,14,17, 30 & 40    | 2014                |
| Heuliez Bus  | Heuliez GX 137 L | CITURA Fuchsia | Accessible aux personnes handicapées | 6      | nos 536 à 541, | 7,13,14,17, 30 & 40  | 2014 & 2018         |

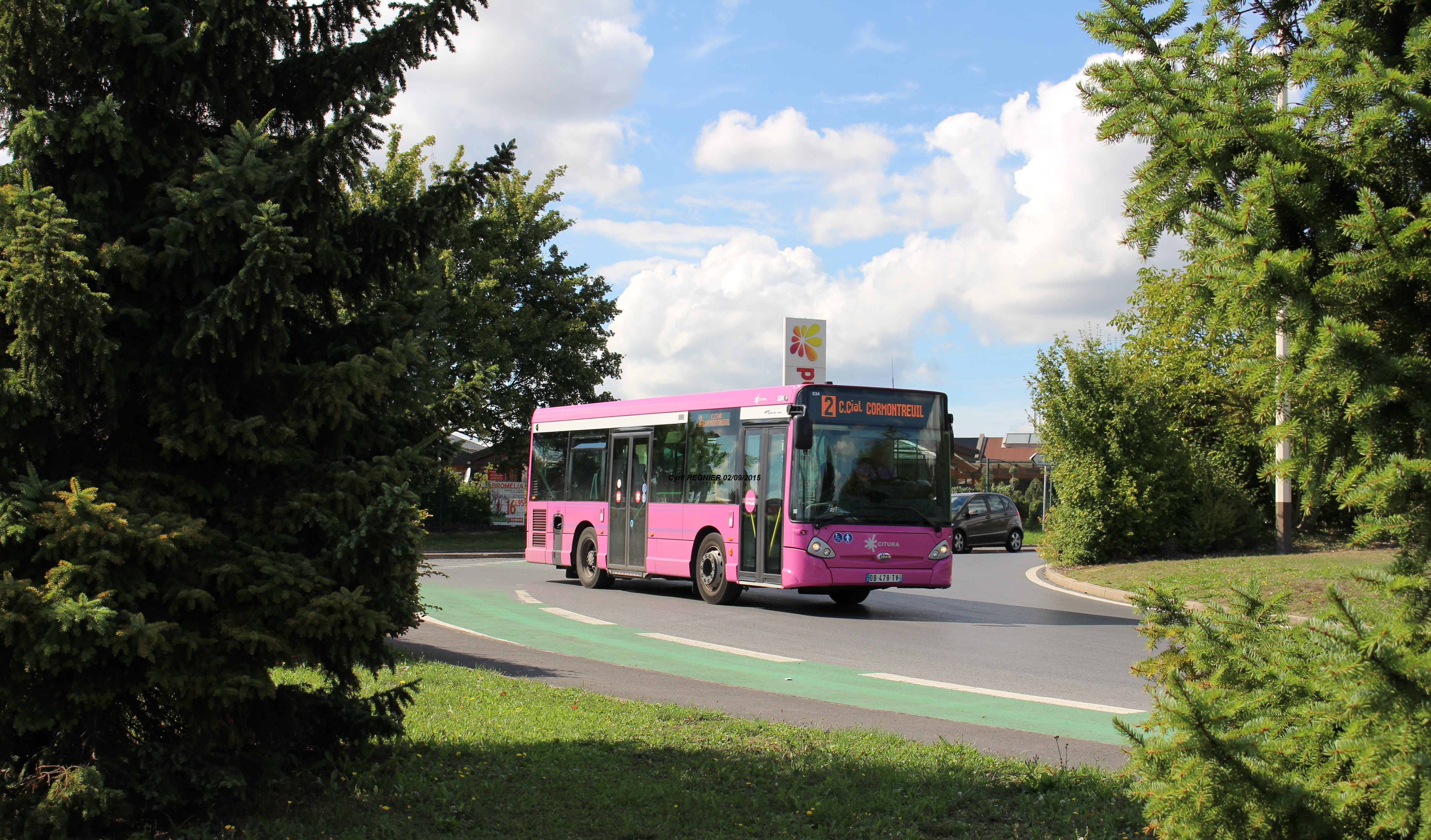
Véhicule N°534 affecté sur la ligne 2.
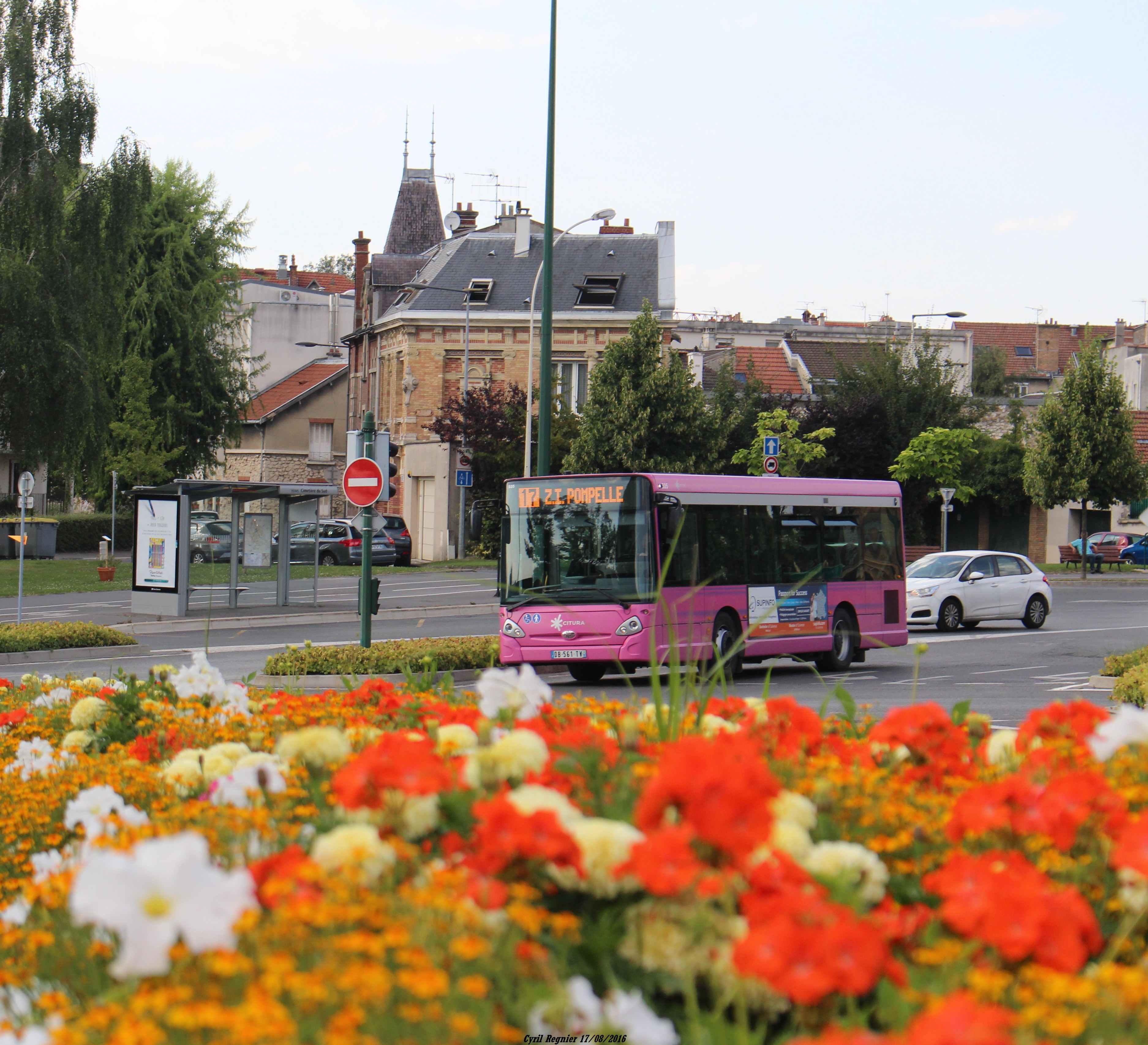
Véhicule N°535 affecté sur la ligne 17.
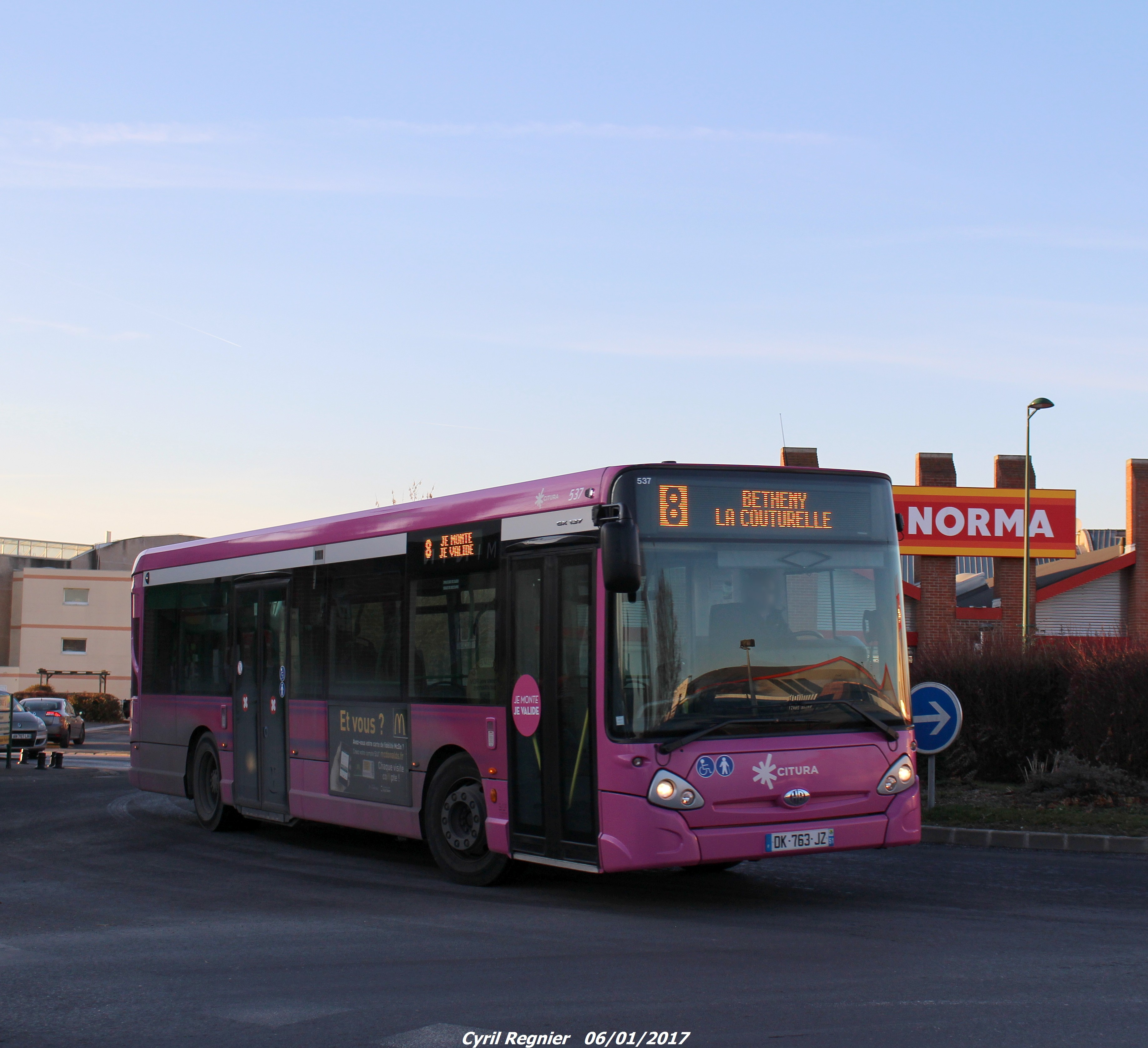
Véhicule N°537 affecté sur la ligne 8.

### Minibus
Les minibus du réseau de Reims sont affectés aux lignes de transport à la demande ou à la ligne Citybus.
à la rentrée 2024 des Mercedes sprinter sont affectés sur les lignes express les moins importantes 
| Constructeur | Modèle            | Livrée                  | Accessibilité                        | Nombre | Numérotation  | Lignes d'affectation                                             | Années de livraison |
| ------------ | ----------------- | ----------------------- | ------------------------------------ | ------ | ------------- | ---------------------------------------------------------------- | ------------------- |
| Renault      | Renault Master    | CITURA neutre avec logo | Non                                  | 8      | nos 404 à 411 | Transport à la demande et navette interne personnel de conduite. | 2015 & 2018         |
| Durisotti    | Durisotti Novibus | CITURA Pistache         | Non                                  | 3      | nos 400 à 402 | Transport à la demande                                           | 2015                |
| Bolloré      | Bluebus 6         | Citybus                 | Accessible aux personnes handicapées | 2      | nos 88 à 89   | Citybus                                                          | 2015                |

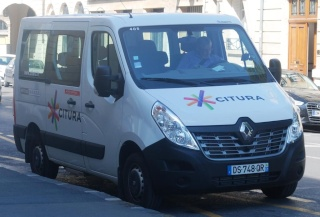
le véhicule 404 ici en attente sur la ligne TAD Cernay
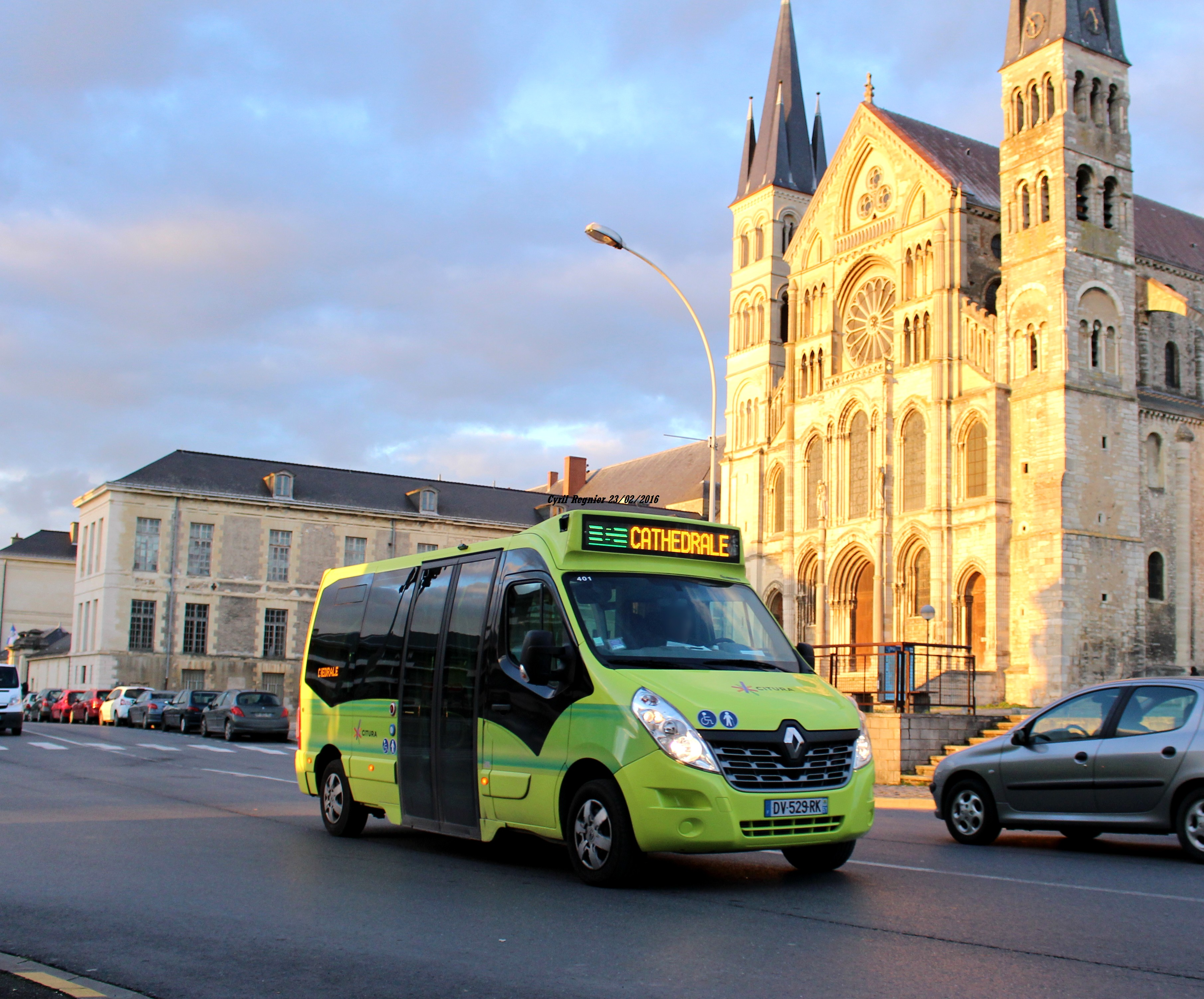
Le 401 devant la basilique Saint-Rémi
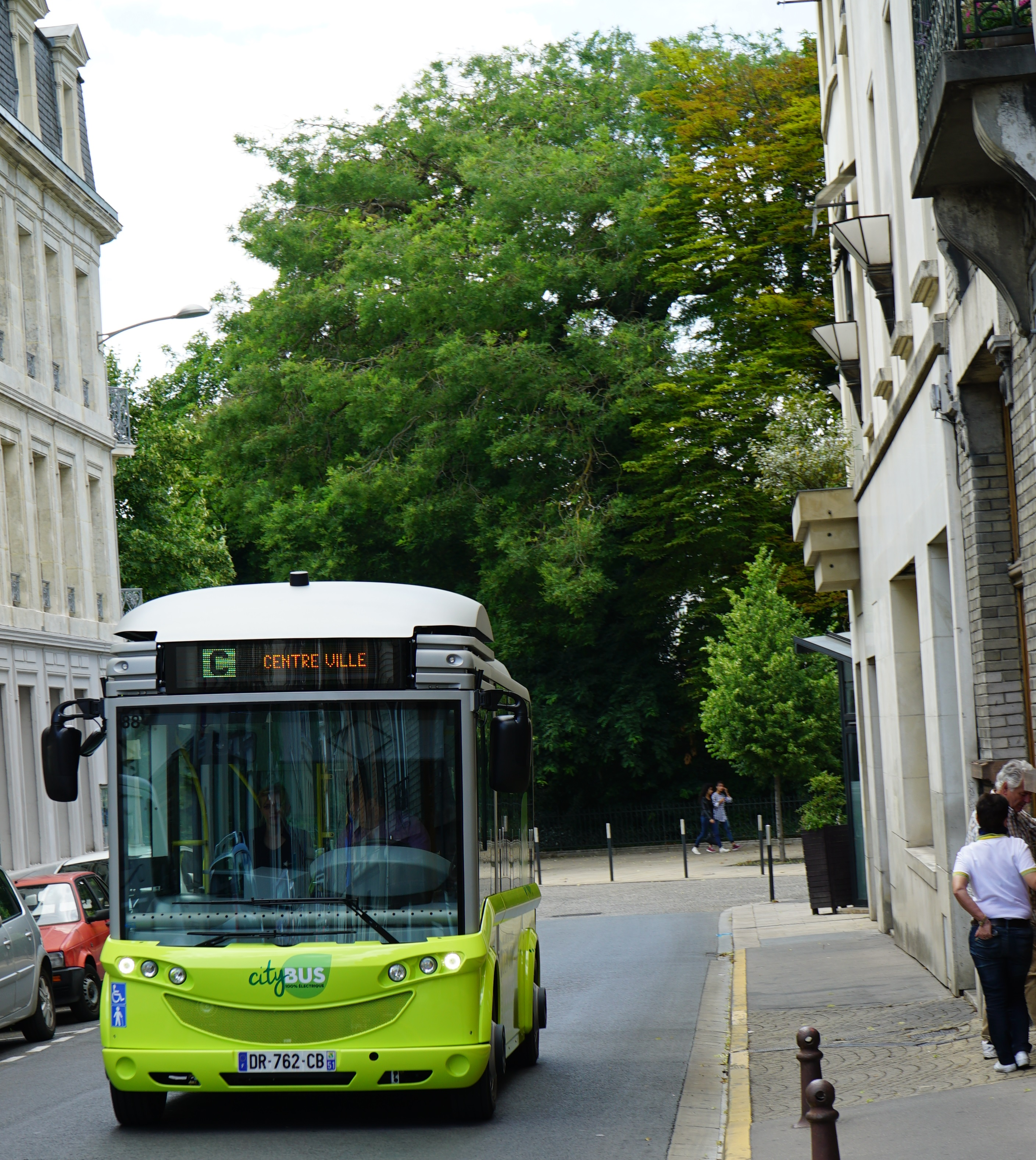
BlueBus.
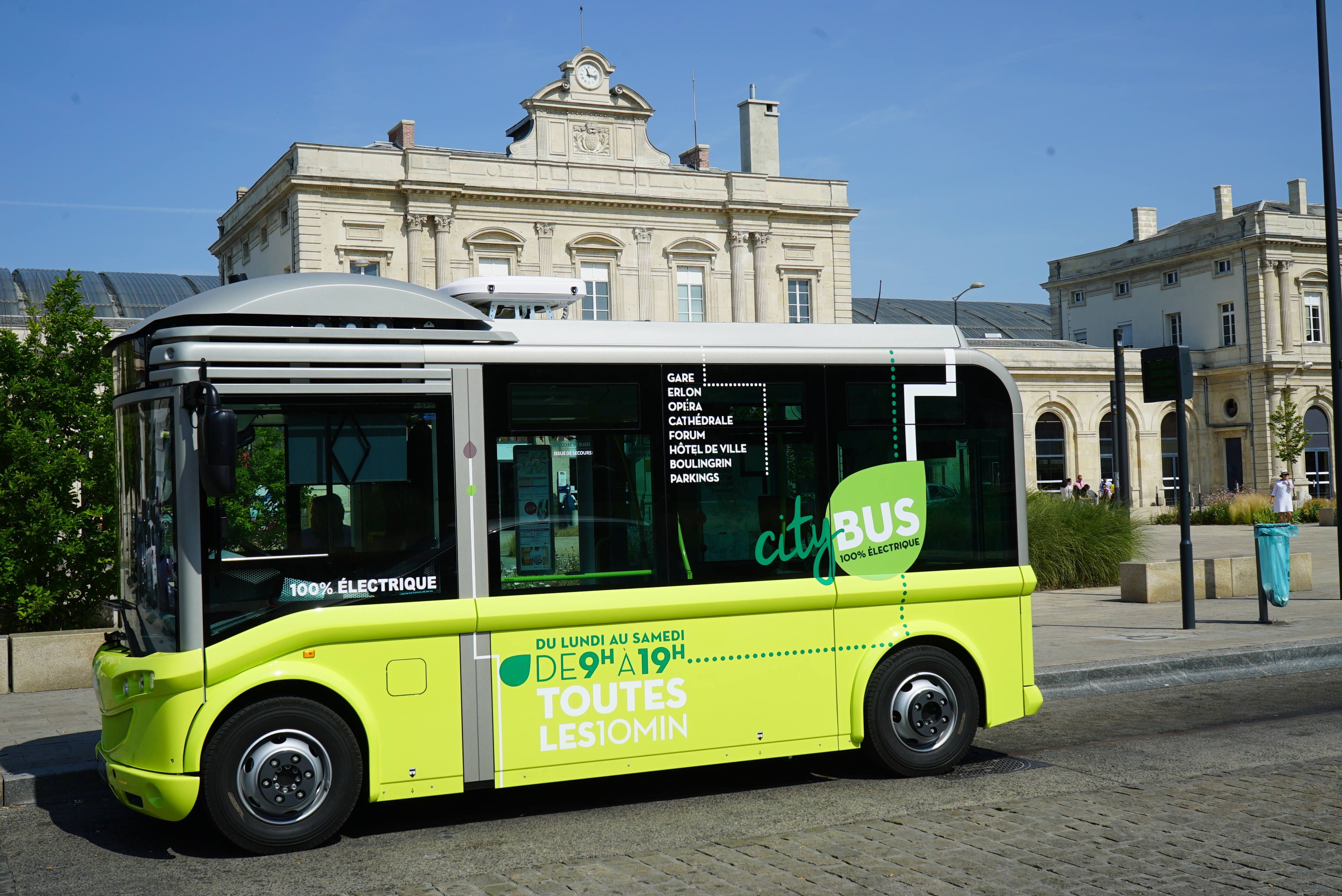
À son terminus à Gare Centre.

### Anciens véhicules
(avril 2020).
Les véhicules précédents, réformés à partir de la première moitié des années 1990 étaient des Heuliez O305G et des Saviem/Renault SC10U et R. Cette réforme s'est achevée vers 2003, des bus d'ancienne génération continuant à circuler sur des services scolaires notamment pendant plusieurs années. Il y eut également trois Gruau MG36 en circulation. Depuis la création du réseau des autobus, en 1932, on a pu voir circuler les véhicules suivants : Renault Scemia Y.P.A.C. (1932 - 1939), Bernard D.B.4 (1939 - 1952), Berliet PCK (1947 - 1958), M.G.T. 4 HL (1951 - 1955), Renault R4231 (1951 - 1973), S.A.V.I.E.M. SC2 (1962 - 1977), S105 (1964 - 1983), S50 (1973 - 1977).

#### GX 117
Livrée en octobre 2001, la série de bus Heuliez GX 117 est composée de 3 véhicules. Ils circulent à l'origine sur les lignes à faible fréquentation du réseau. Ces véhicules ont 2 portes et sont équipés de girouettes à pastille de marque Hanover Displays. Leur moteur Iveco respecte les normes Euro 3[réf. nécessaire]. Le 533 a été réformé en novembre 2010 à la suite d'une casse moteur, tandis que le reste de la série l'a été en juillet 2015. Bien qu'aucune prise de vue fût effectuée à cette époque, mais les véhicules ont été réceptionnés directement avec la livrée « Damiers » et ont été repeint en livrée « Champagne » fin 2002. Ces 2 midibus ont reçu la variante « Fuchsia » de la livrée Citura.

#### Cito
Livrée en août 2000, la série de bus Mercedes-Benz O 520 Cito est composée de 8 véhicules à l'origine circula principalement sur la navette conducteurs durant leur fin de vie, depuis leur remplacement sur les lignes Citadine par les Heuliez Bus GX 127[réf. nécessaire]. Les Cito avaient la particularité d'être hybrides diesel-électrique. Ces véhicules ont 2 portes et sont équipés de girouettes à pastille de marque Hanover Displays. Le moteur est composé d'un diesel aux normes Euro 2 entraînant un moteur de traction électrique par le biais d'une génératrice. La série a été progressivement réformée entre janvier 2013 et janvier 2015. Reçus en livrée « Damiers », puis repeints en livrée « Champagne », ces 8 midibus ont reçu la variante « Fuchsia » de la livrée Citura.

#### R312

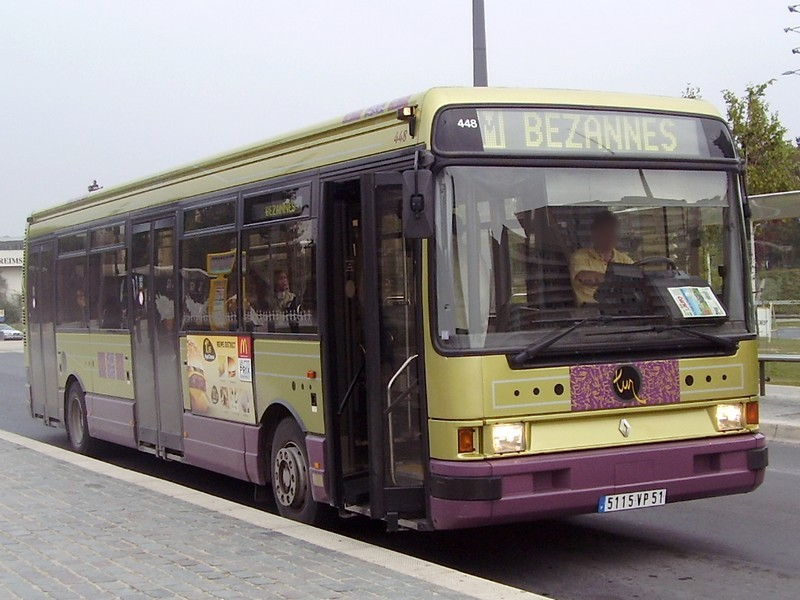
R312 en livrée « Champagne ».

Livrée entre 1990 et 1995, la série de bus Renault R312 est composée à l'origine de 60 véhicules circulait sur toutes les lignes à l'exception des Citadines et des lignes sous-traitées[réf. nécessaire]. Les derniers furent réformés en avril 2012[réf. nécessaire]. Ces véhicules avaient 3 portes et les 401 à 424 étaient équipés de girouettes à film. Les 425 à 459 ont des girouettes à pastilles de marque SLE. Les 401 à 430 étaient aux normes Euro 0, les 431 à 459 étaient aux normes Euro 1[réf. nécessaire]. Reçus en livrée « à damiers », ils furent repeints par la suite en livrée « Champagne » à partir du 444. Ceux encore présents au lancement du nouveau réseau Citura n'auront pas été repeints dans sa nouvelle livrée. Champagne Mobilités possédait cinq R312 rachetés au réseau STAN de Nancy, l'un servant de réserve de pièces[réf. nécessaire]. Un de ces véhicules a été réformé prématurément à la suite d'une collision avec un camion[réf. nécessaire]. Les 442 à 445 furent finalement transférés au sous-traitant pour les remplacer[réf. nécessaire].

#### PR 180

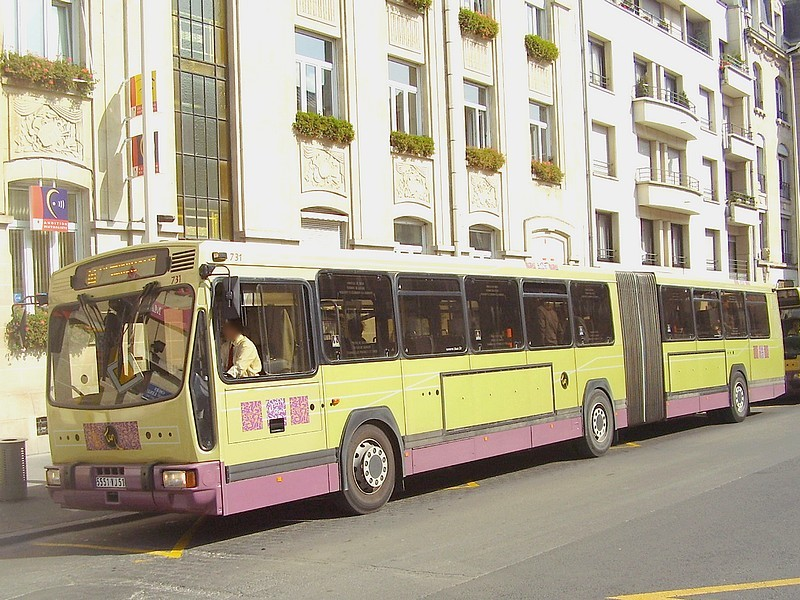
PR 180 en livrée « Champagne ».

Livrée entre 1988 et 1993, la série de bus Renault PR 180.2 est composée à l'origine composée de 37 véhicules[réf. nécessaire]. Cette série a été officiellement totalement réformée en janvier 2013. Ces véhicules avaient 3 portes et étaient équipés à l'origine de girouettes à film, puis après rénovation entre 2003 et 2004, de girouette monochrome à diodes de marque SLE[réf. nécessaire]. Ils étaient aux normes Euro 0 jusqu'au 729 et aux normes Euro 1 à partir du 730. Reçus à l'origine en livrée « à damiers », ils furent simultanément repeints en livrée « Champagne » et équipés des girouettes diodes à partir du 721[réf. nécessaire]. Aucun exemplaire n'a reçu la livrée CITURA. Les véhicules numéros 731 et 732 ont été revendus au réseau TCRM de Metz afin de le renforcer durant les travaux du TCSP Mettis[réf. nécessaire]. Le 731 a été rapatrié à Reims en 2015 et est conservé par l'association ASTUR, mais le 731 fut envoyé à la ferraille le 8 août 2017[réf. nécessaire].

#### PR 118

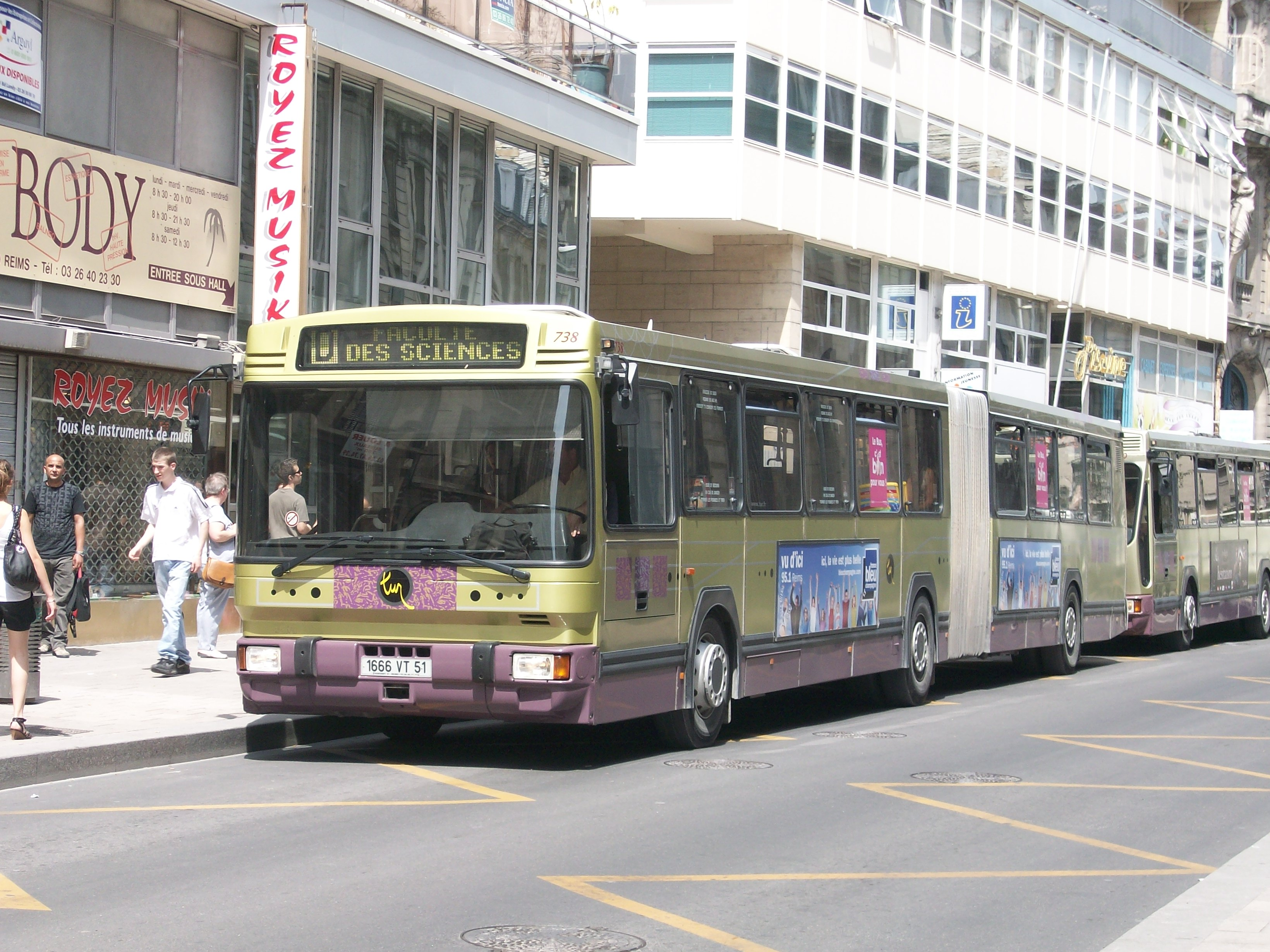
PR 118 en livrée « Champagne ».

Livrés en août 1995 et août 1996, la série de bus Renault PR 118 est composée de 5 véhicules[réf. nécessaire]. Cette série a terminé sa carrière en renfort sur les lignes fortes[réf. nécessaire]. Les bus avaient trois portes et étaient équipés de girouettes à pastilles de marque SLE. Ils étaient aux normes Euro 1[réf. nécessaire]. Reçus à l'origine en livrée « à damiers », ils furent repeints en livrée « Champagne ». Cette série n'a jamais reçu la livrée Citura. Les PR 118 ont été réformés du réseau Citura en janvier 2013. Le no 742 a été retrouvé chez le ferrailleur Baudoin, situé à Charleville-Mézières, le 19 septembre 2014. Ce dernier à définitivement été envoyé à la ferraille en juin 2015[source insuffisante].

### Sites de remisage
Il existe quatre sites de remisage sur le territoire de l'agglomération pour l'exploitation du réseau CITURA. L'exploitant principal Transdev Reims possède un dépôt et un centre de maintenance, Champagne Mobilités dispose d'un dépôt et les Courriers de l'Aube sont désormais sur le remisage bus du Centre de maintenance du tramway.

#### Dépôt Colbert
Le principal dépôt bus, tout comme le siège social de Transdev Reims, est situé rue André-Huet (ligne 3, arrêt Albert 1er et TAD Secteur Z.I. Colbert, arrêt Huet).

#### Centre de maintenance
Le centre de maintenance du tramway se situe dans la ZAC de Bezannes, à proximité de la gare TGV sur le tracé de la ligne Tram B, près de la station Léon Blum et de la ligne 21. Inauguré en mars 2010, le centre de maintenance offre une surface de 9 500 m2, sur un terrain de 54 600 m2 et a coûté 25 000 000 €. Il permet de remiser et d'entretenir les 18 rames du tramway de Reims et accueille un parking de remisage pour une cinquantaine de bus. Il accueille le poste de commande centralisé du réseau bus et tramway.

#### Dépôts des sous-traitants
Le dépôt de Champagne Mobilités, dont l'activité principale est le transport interurbain, scolaire, touristique est situé rue du Docteur-Albert-Schweitzer, à proximité de l'arrêt Louise Michel du TAD Secteur Z.A.C. Neuvillette.
Le site de parcage rémois des Courriers de l'Aube, autocariste comme le précédent, est sur le remisage bus du centre de maintenance.
La société J.Ferraz Limousines, société de voiture de transport avec chauffeur, a son siège social, où est stationné une partie de sa flotte, situé rue des Pressoirs à Bezannes, à proximité des arrêts Muette et De Gaulle de la ligne 13.

## La livrée des véhicules

### La livrée à damiers
Arrivée au milieu de l'année 1989 sur le tout premier PR 180-2 du réseau, qui devait initialement avoir la livrée orange, la livrée damier se constituait d'un bas de caisse gris et d'une caisse séparée en deux au niveau des baies vitrées. Sur la partie basse on trouvait un damier jaune et noir tandis que la partie haute était intégralement blanche rehaussée par un fin trait rouge. Cette livrée a été dessinée par une classe ayant remporté un concours organisé par la TUR, et symbolisait l'arrivée du pixel et de l'informatique sur le réseau TUR.

Cette livrée équipa tous les RVI SC 10 R entre 1989 et 1993, puis les PR 180-2 nouvellement arrivés. Toute la flotte TUR jusqu'au Heuliez GX 117, fût équipée de cette livrée entre 1989 et 2002, année du changement visuel du réseau. Les Irisbus Agora S à partir de la série 237, furent livrés directement avec la découpe de 2002. Il ne restait que début 2011, qu'un seul véhicule (R 312) arborant cette décoration, en service très occasionnel sur les lignes sous-traitées, ce bus est réformé.

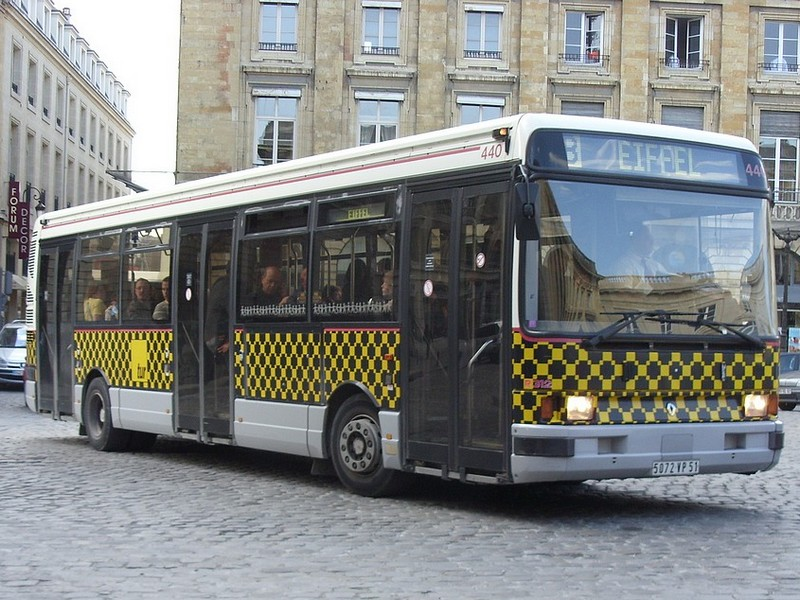
R 312 no 440 Ancienne livrée
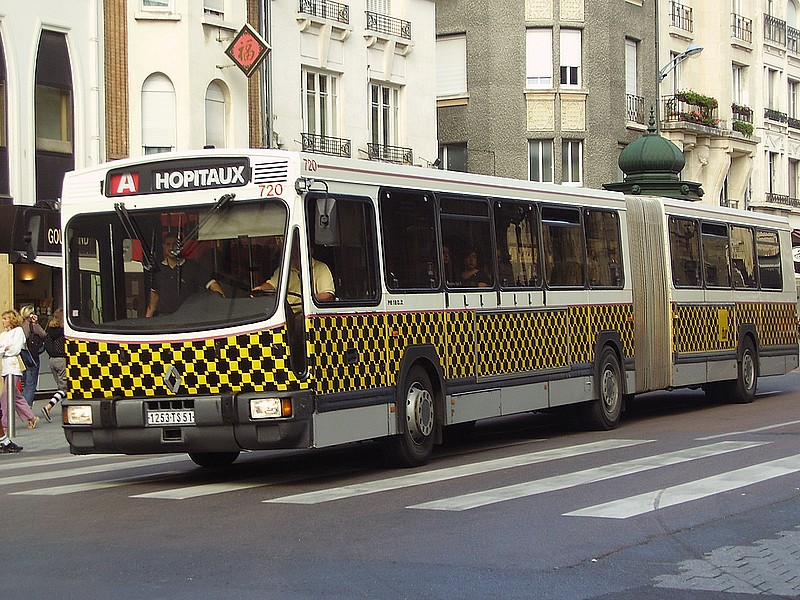
PR 180.2 no 720 Ancienne livrée
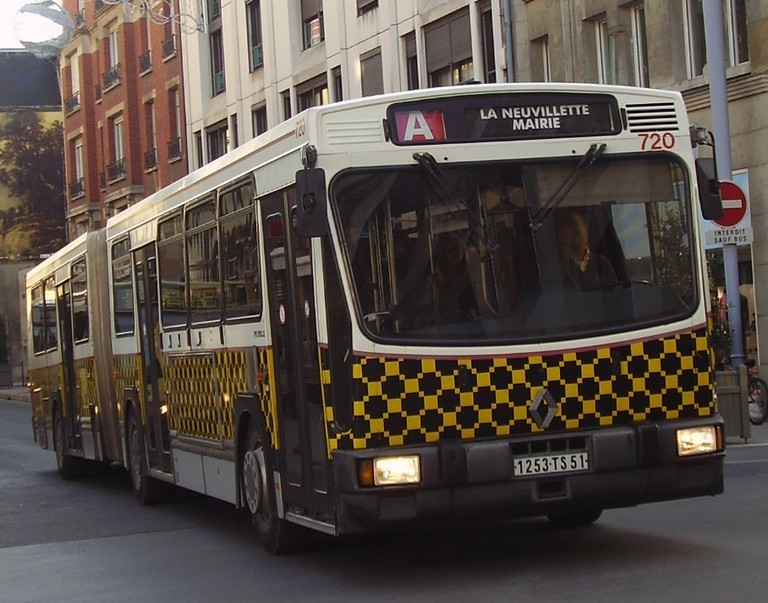
PR 180.2 no 720 Ancienne livrée
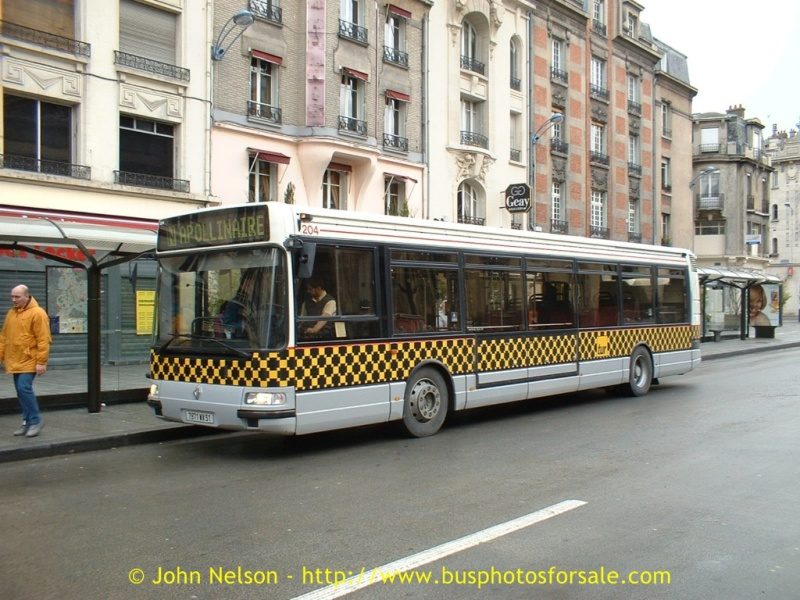
Agora S no 204 Ancienne livrée

### La livrée Champagne
Mise en place en 2002, la découpe Champagne est à dominante dorée et pourpre, couleurs ancrées dans la vie locale : le jaune doré (sur la caisse) pour le vin de Champagne et le pourpre (sur les bas de caisse) pour ses vignobles. La livrée est rehaussée par des lignes ou rosaces de couleur argent et des carrés dans différentes nuances de pourpre à l'intérieur desquels figurent des personnes en mouvement représentant les sports en villes.La découpe fût posée sur tous les nouveaux véhicules arrivant sur la flotte TUR entre 2002 et 2007. Les Renault R312 et PR 180-2 ont revêtu cette livrée entre 2004 et 2006. Cette livrée a totalement disparu début 2013, elle ne subsistait que sur le Renault PR 180.2 conservé par l'association ASTUR, mais ce dernier sera finalement envoyé à la ferraille en 2017

### La livrée Couleurs
Concomitamment à la mise en service du nouveau réseau CITURA, les véhicules ont reçu entre 2010 et 2012 la nouvelle livrée, créée par Ruedi Baur, déclinée en 9 variantes : Azur, Citron, Écarlate, Fuchsia, Lavande, Mandarine, Pistache, Turquoise et « Neutre » pour les véhicules publicitaires. Ces livrées sont identiques à celles du Tramway de Reims. Cette nouvelle livrée s'accompagne aussi d'une nouvelle identité pour le réseau et d'un nouveau logo. La remise en couleur d'un bus coûte 5 300 € et fût réalisée en partie par Reims Aérospace pour la plupart des véhicules à repeindre.

La livrée couleurs fût déclinée par tranche entre 2010 et 2012 :
- Azur, les véhicules 805 à 822 (Repeint)
- Citron, les véhicules 253 à 259 et 823 à 829 (repeint)
- Écarlate, les véhicules 317 à 323 (Livrée d'usine)
- Fuchsia, les véhicules 511 à 518, 532 et 533 (Repeint)
- Lavande, les véhicules 324 à 326 (Livrée d'usine)
- Mandarine, les véhicules 260 à 280 (Repeint)
- Pistache, les véhicules de la série 200 Agora (Repeint)
- Turquoise, les véhicules de la série 200 Agora ainsi que la 316. (Repeint)

Depuis 2012, tous les véhicules neufs arrivent de l'usine directement sous cette découpe, sans le dégradé. C'est une société extérieure qui pose le dégradé. Ainsi les nouveaux véhicules avec la découpe couleurs sont repartis comme suit :
- Azur : Les véhicules de la série 909 à 911, 915 à 918, 700 à 707.
- Citron : les véhicules de la série 912 à 915, les 345 à 349, et 201 à 206. Les véhicules "Citron" livrée depuis 2016, ont la particularité de présenté des flancs avec le dégradé vert pistache, au lieu du jaune Citron habituel. Néanmoins, les derniers véhicules arrivés ne disposent pas de dégradés.
- Écarlate : les véhicules de la série 901 à 908
- Fuchsia : les véhicules de la série 534 à 541
- Lavande : les véhicules de la série 327 à 339
- Mandarine : Les véhicules de la série 2010 a 2017
- Pistache : Aucun véhicule neuf est arrivé sous cette découpe depuis 2012. Toutefois, les véhicules "Citron" livrée depuis 2016, ont la particularité de présenté des flancs avec le dégradé vert pistache, au lieu du jaune Citron habituel.
- Turquoise : les véhicules de la série 340 à 344, 350 à 352 et 206 à 209.

### Pelliculages
Avant 2011, certains véhicules ont reçu des pelliculages différents dont en voici deux exemples :

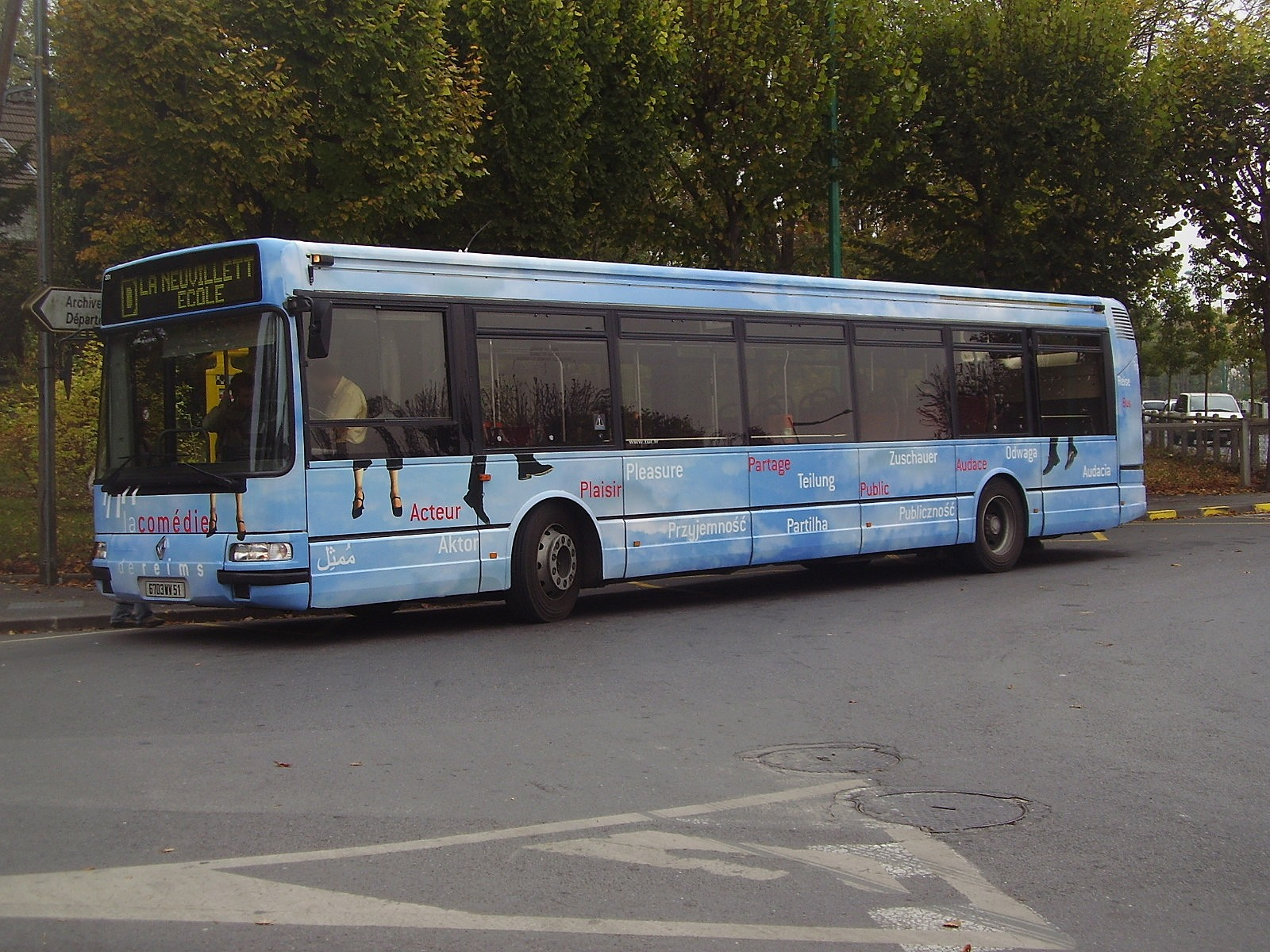
Agora S no 201 La Comédie de Reims
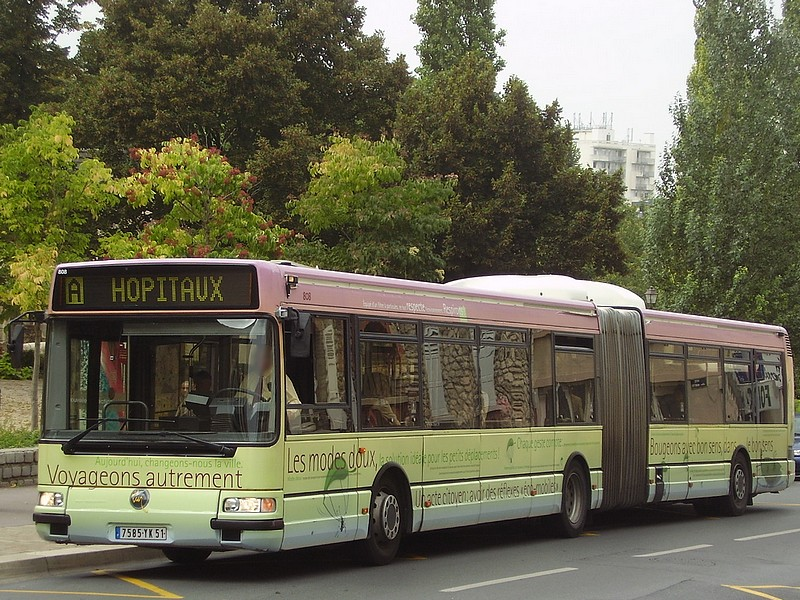
Agora L no 808 « Voyageons autrement » (Dépelliculé en 2010 et repeint en livrée CITURA)

## Mobilier urbain
L'ancien mobilier, mis en place dans les années 1980, urbain était de type standard, conçu, installé et entretenu par JCDecaux.
À noter que les poteaux de la zone du millésime à Thillois étaient d'un modèle plus récent de couleur grise, ainsi qu'un autre modèle, plus évolué stylistiquement que les poteaux jaunes, ont aussi été implantées à une dizaine d'exemplaires.

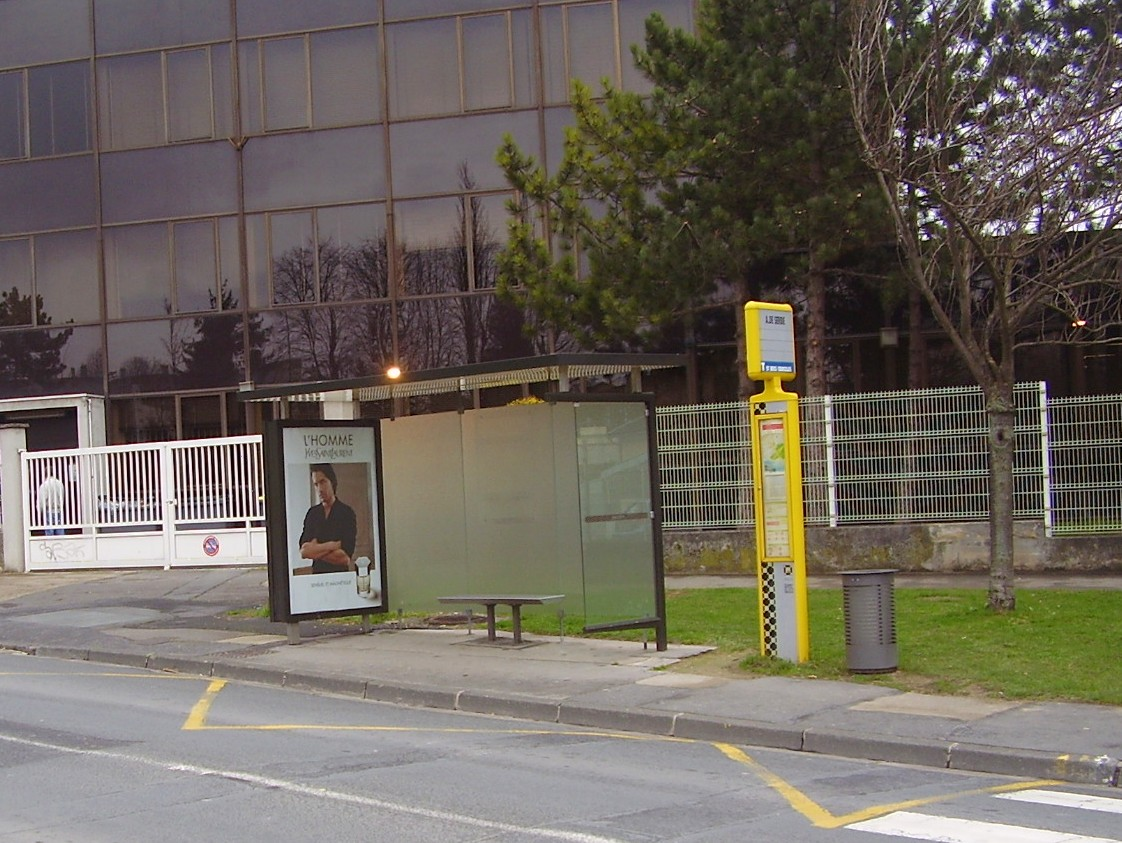
Ancien modèle d'aubette avec son poteau
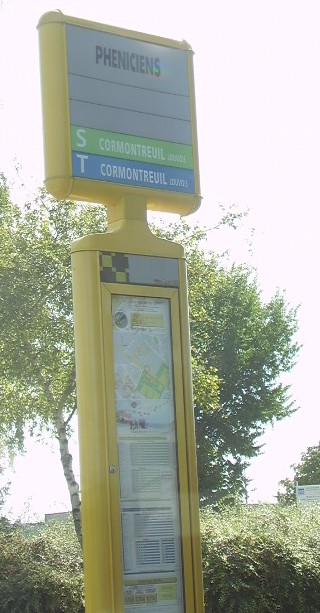
Détail d'un ancien poteau d'arrêt
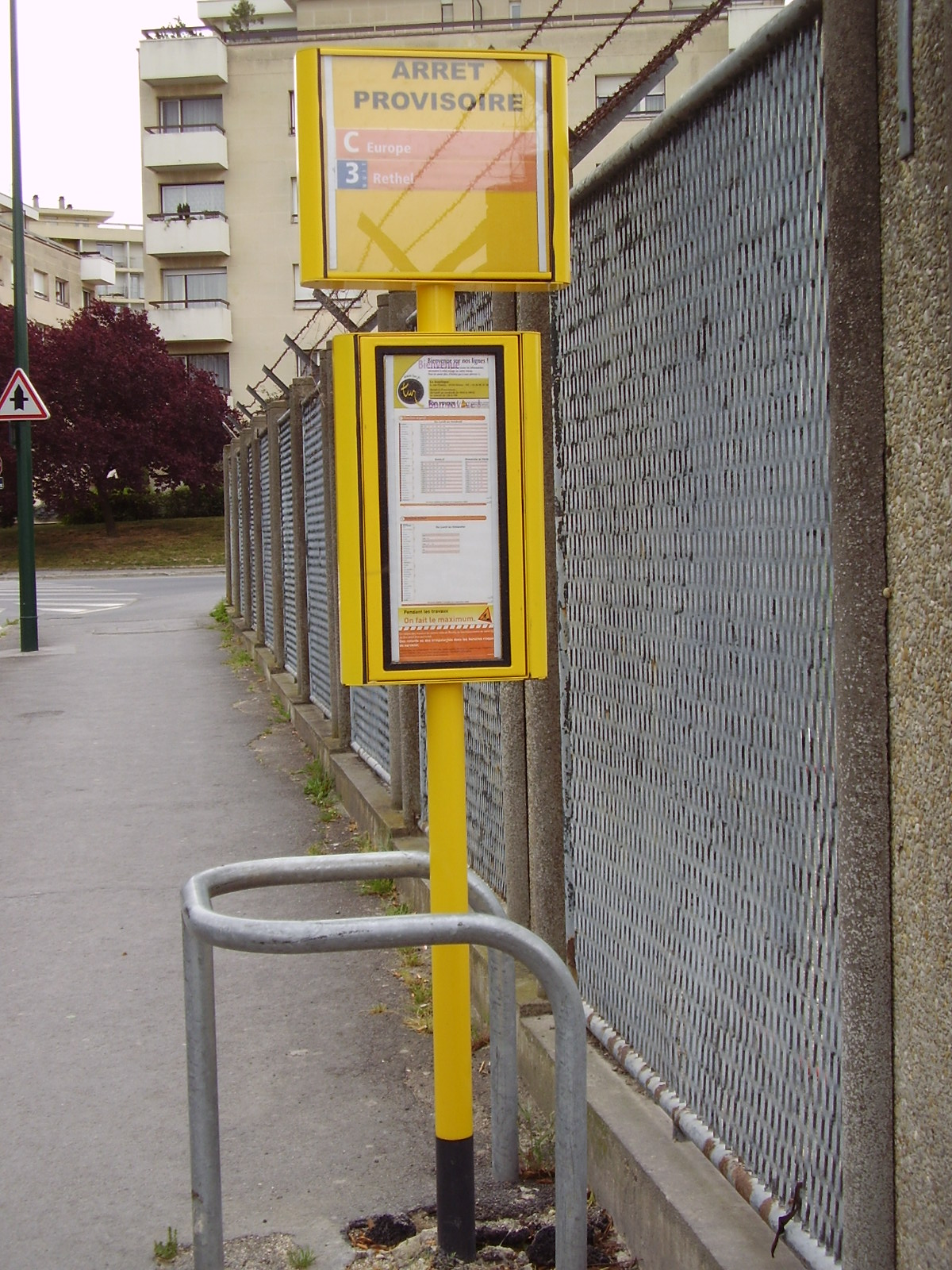
Ancien modèle d'arrêt provisoire
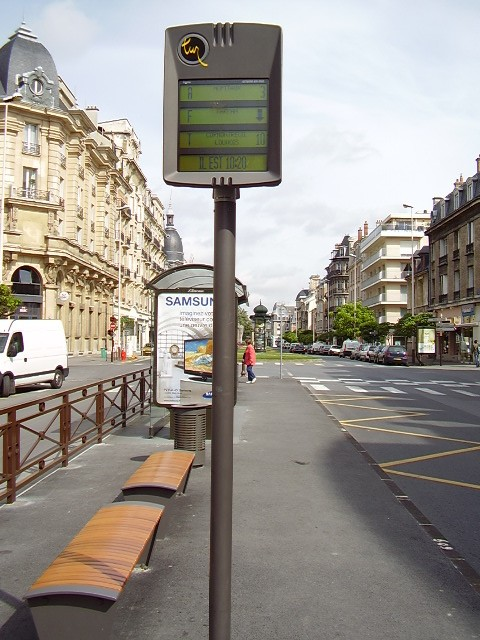
Ancien modèle de borne d'information voyageurs

Pour le nouveau réseau, il est entièrement renouvelé par de nouvelles structures conçues par Sovann Kim et le cabinet Enthoven, fabriquées par l'entreprise ardennaise Arcomat et entretenues par Clear Channel. Ce nouveau mobilier a été conçu dans une recherche de sobriété (couleur grise et formes simples), en s'inspirant des thèmes des vitraux de la cathédrale Notre-Dame (inclusion de bandes colorées au plafond des aubettes, avec éclairage par diodes sur les abris tram et correspondance et naturel sur les autres abris) et viticoles (colonnes de soutien rondes et rapprochées, rappelant les pieds de vigne).

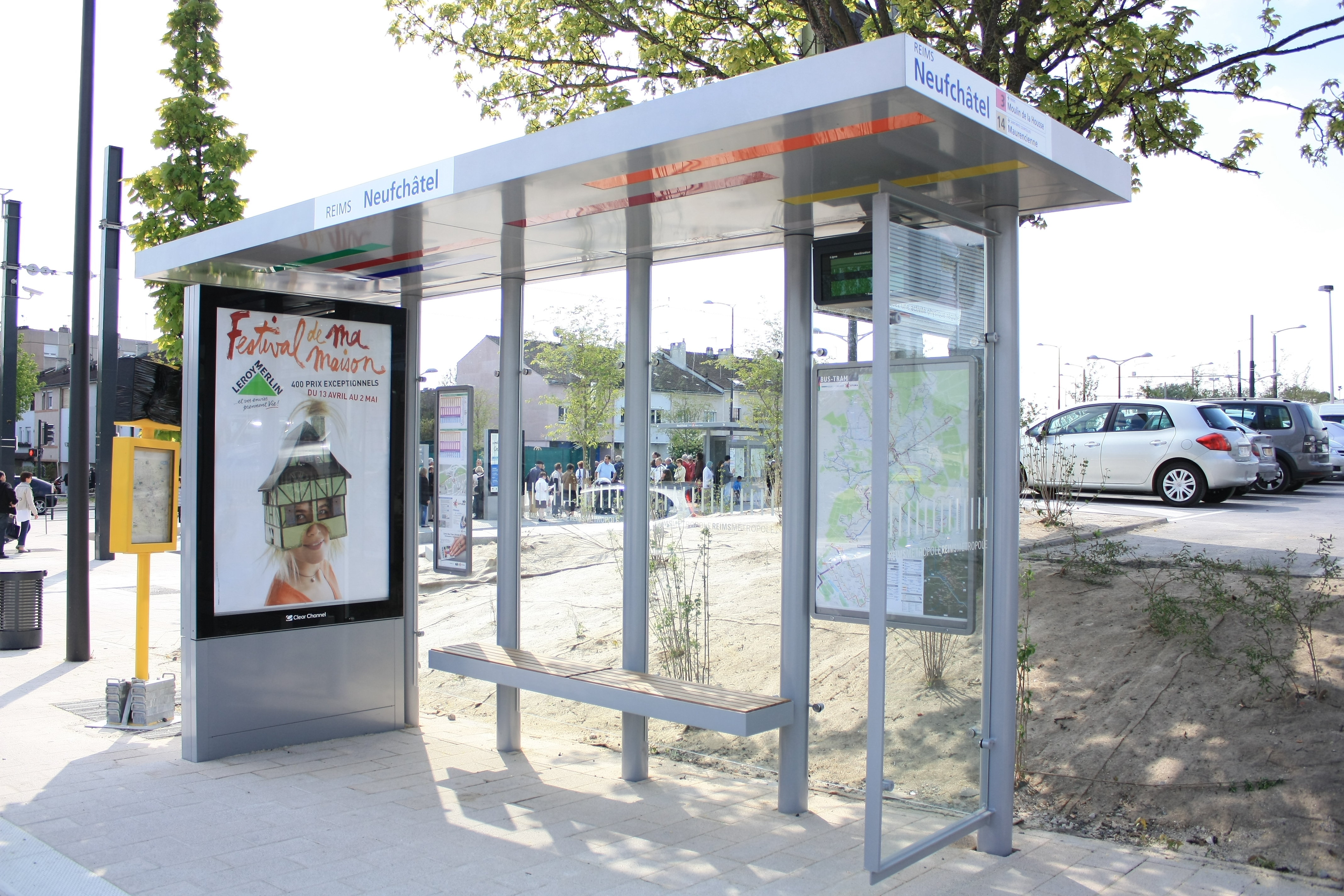
Aubette actuelle, version pôle d'échange tramway.
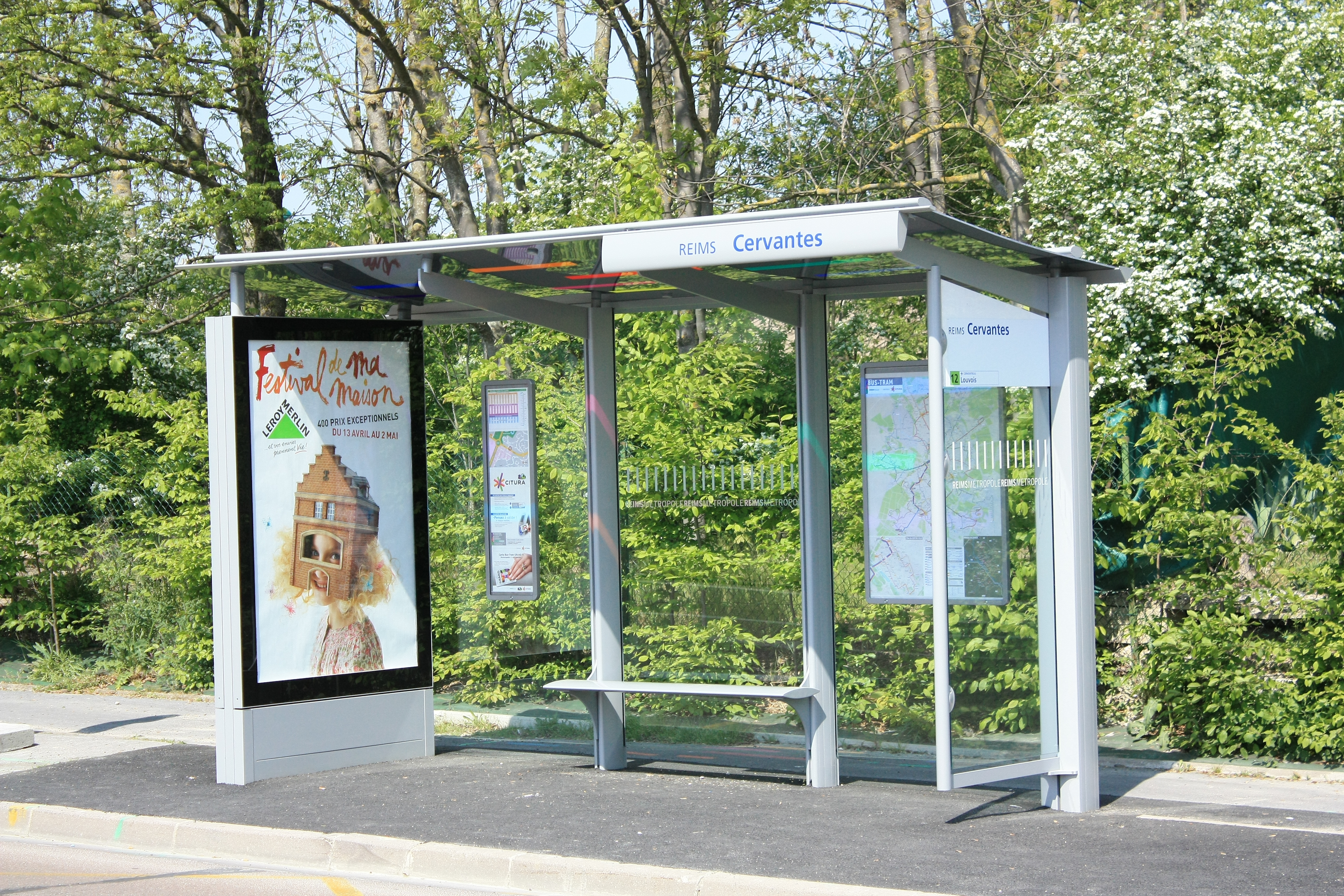
Aubette actuelle, version classique.
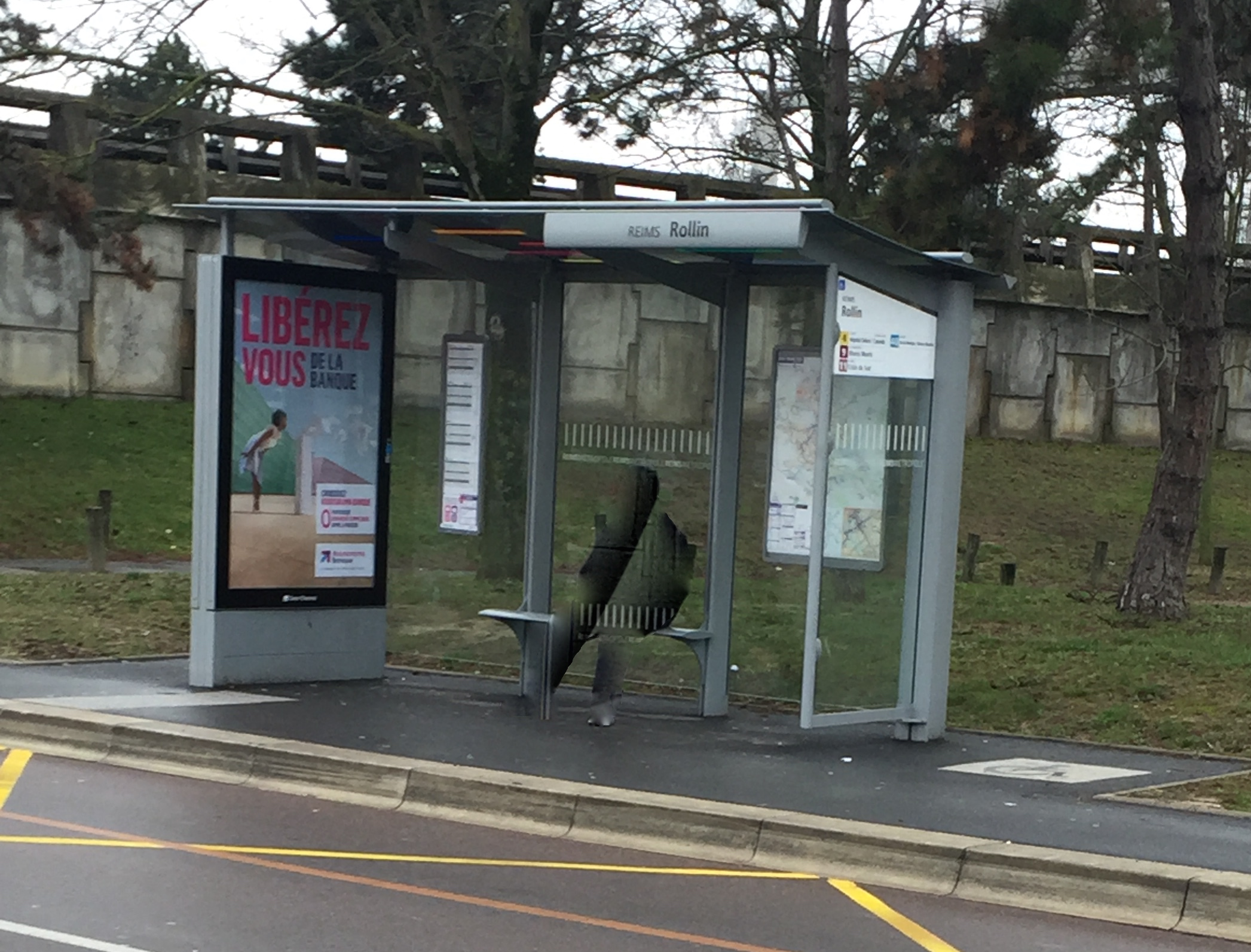
Aubette actuelle, version classique.
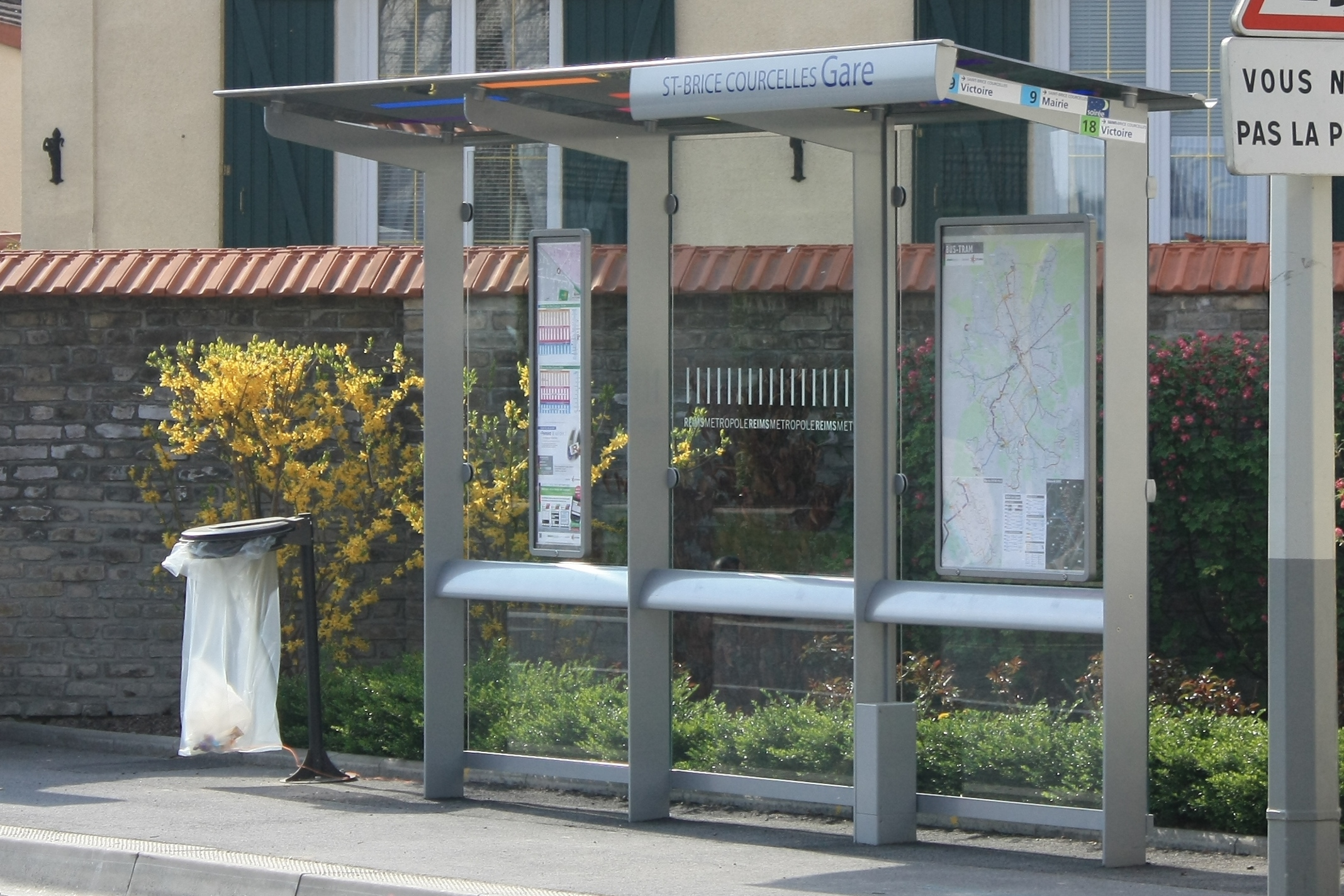
Aubette actuelle, version compacte.
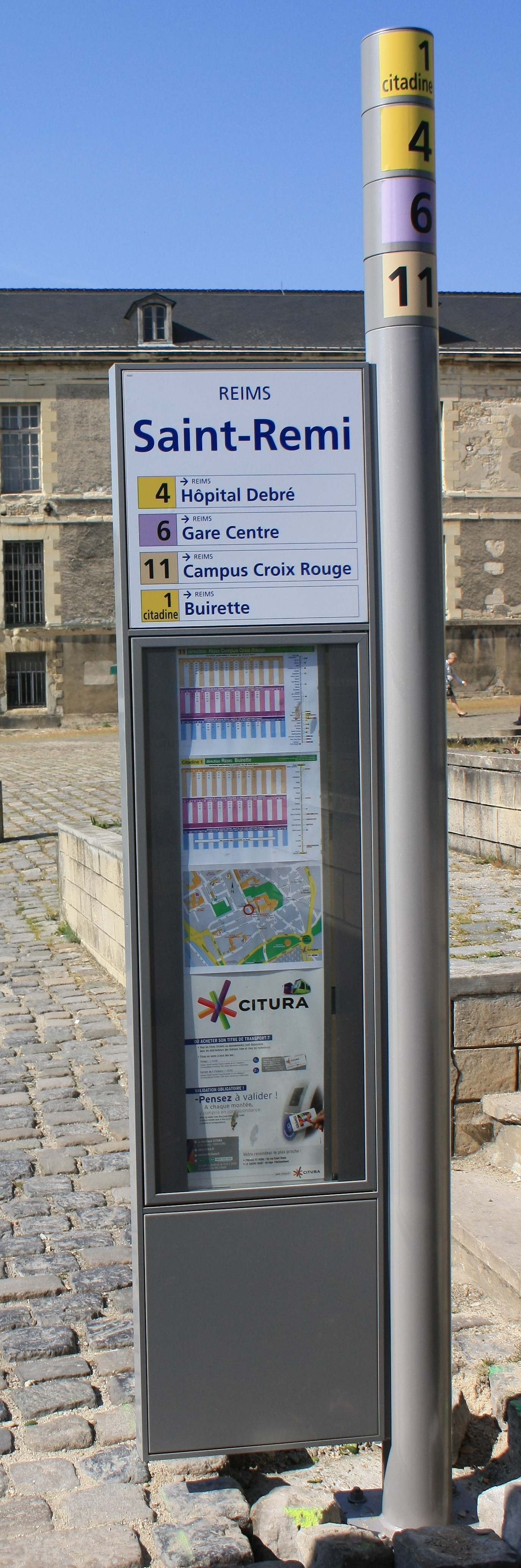
Poteau d'arrêt actuel.
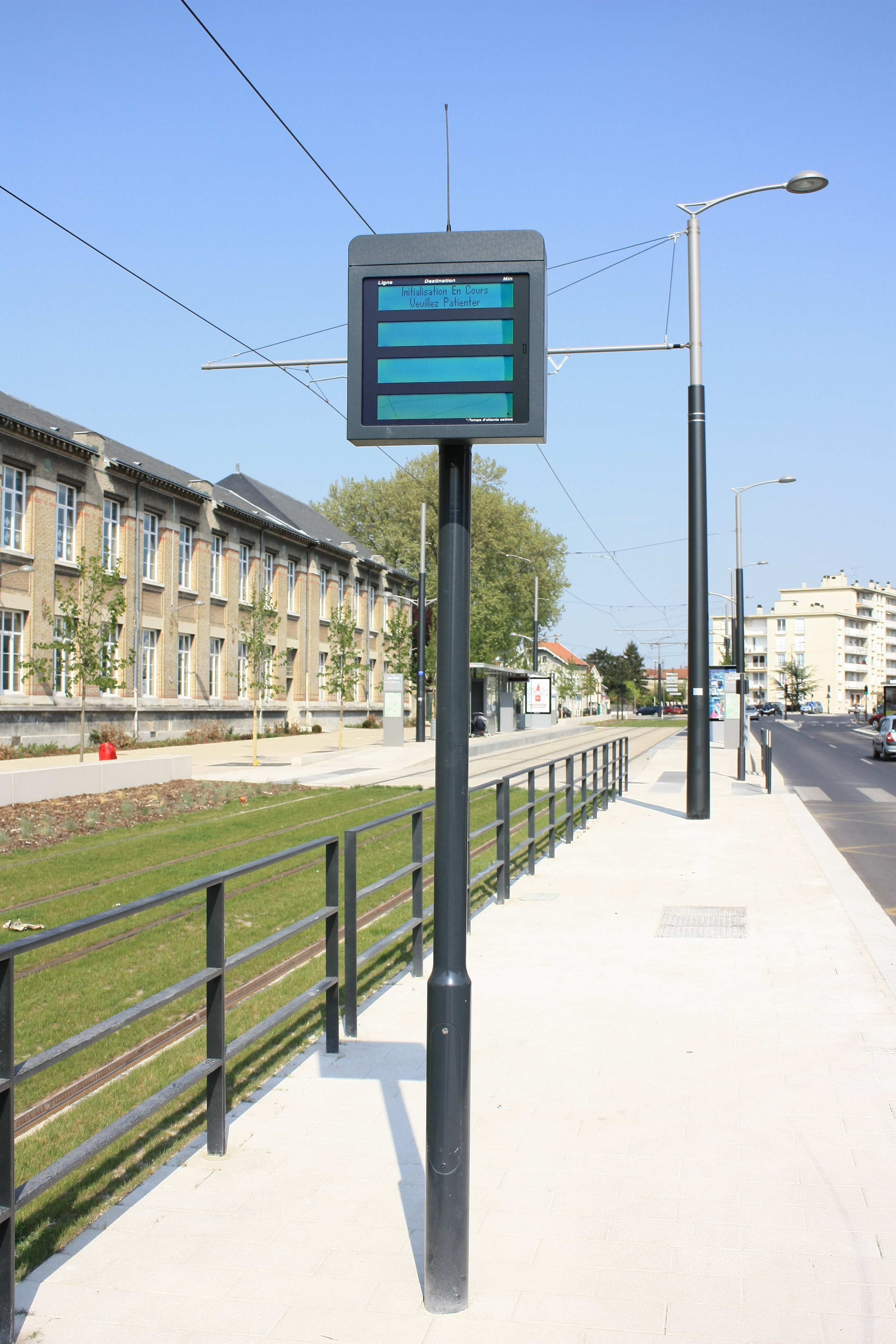
Borne d'information voyageurs actuelle.
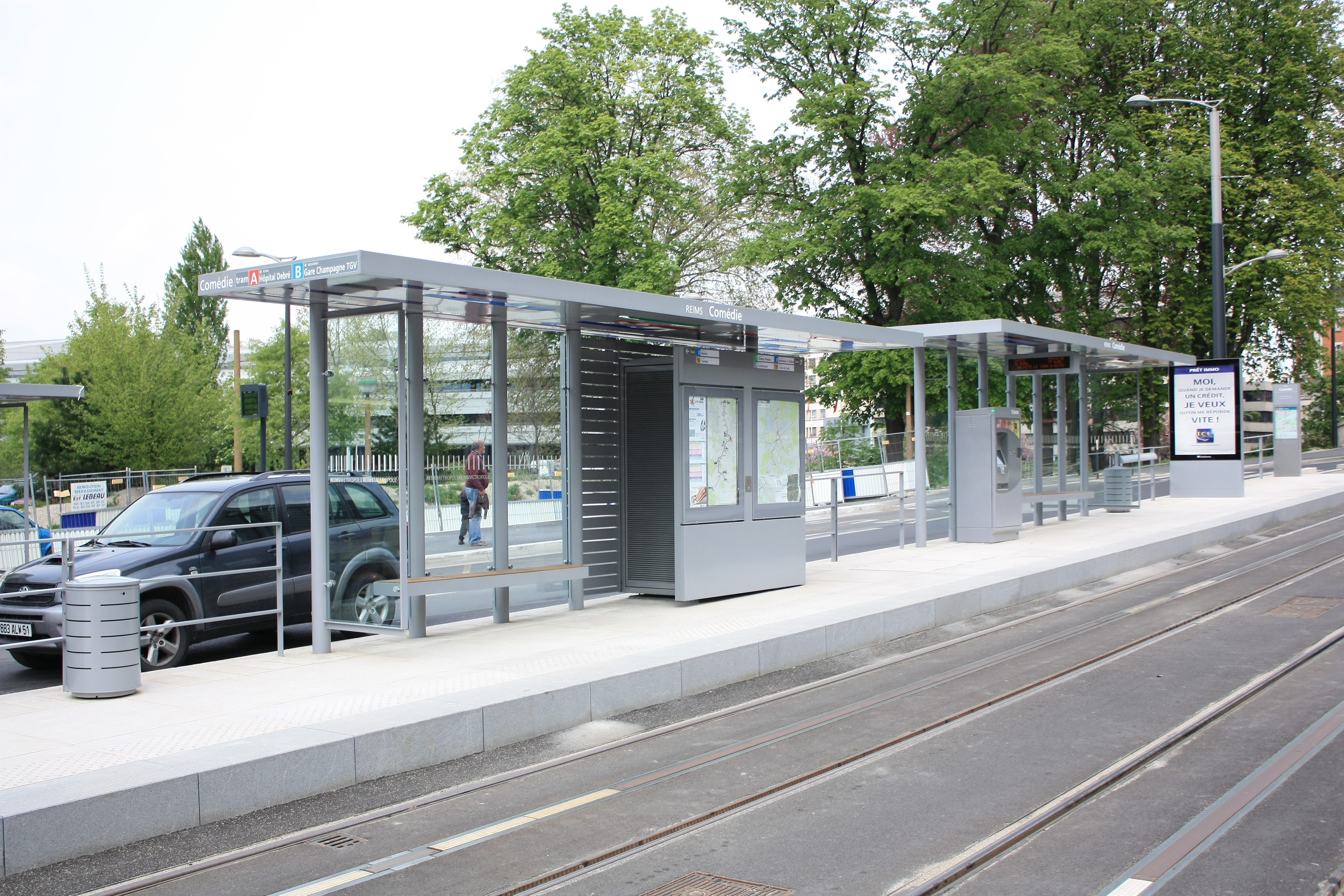
Station de tramway.
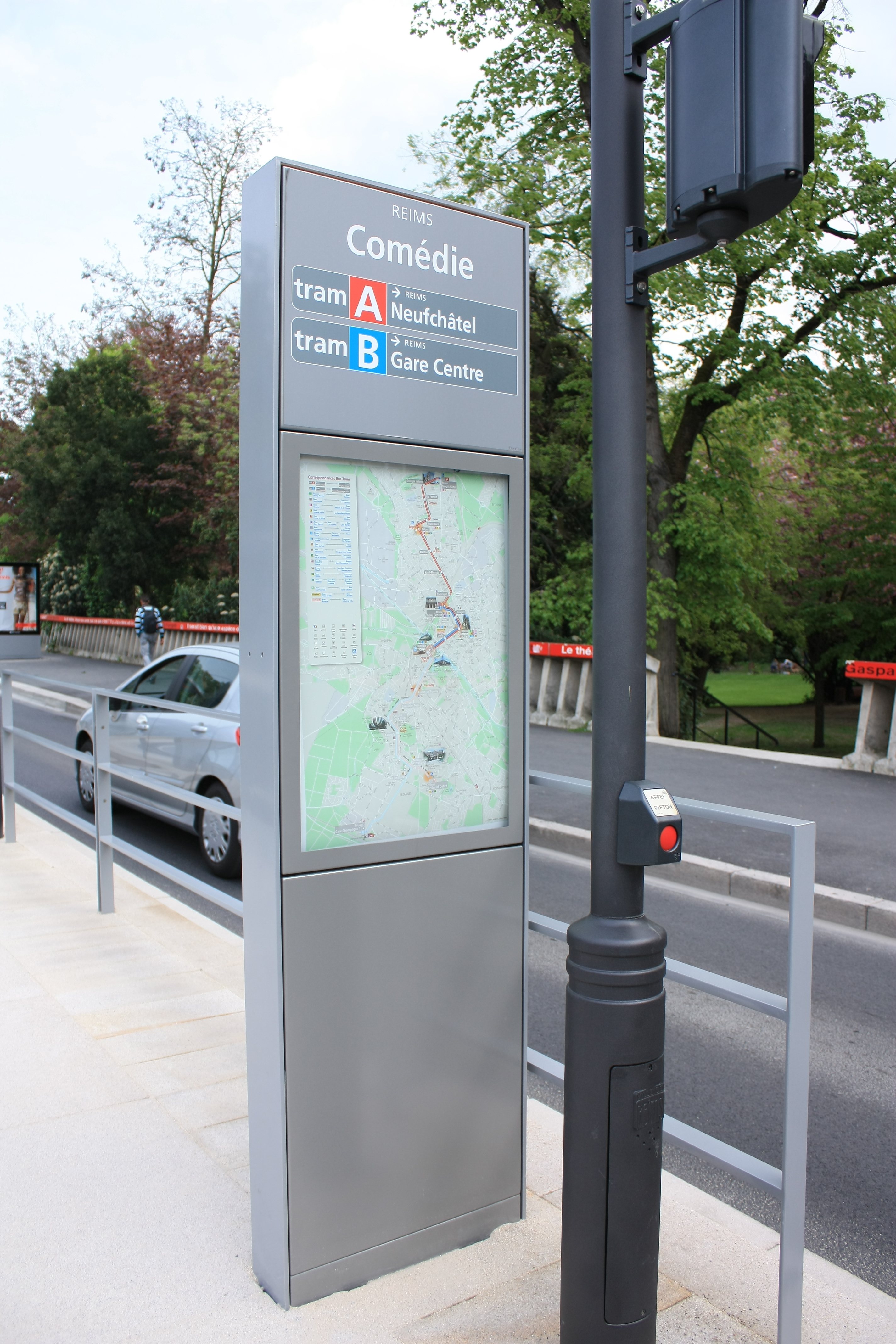
Tête de station.
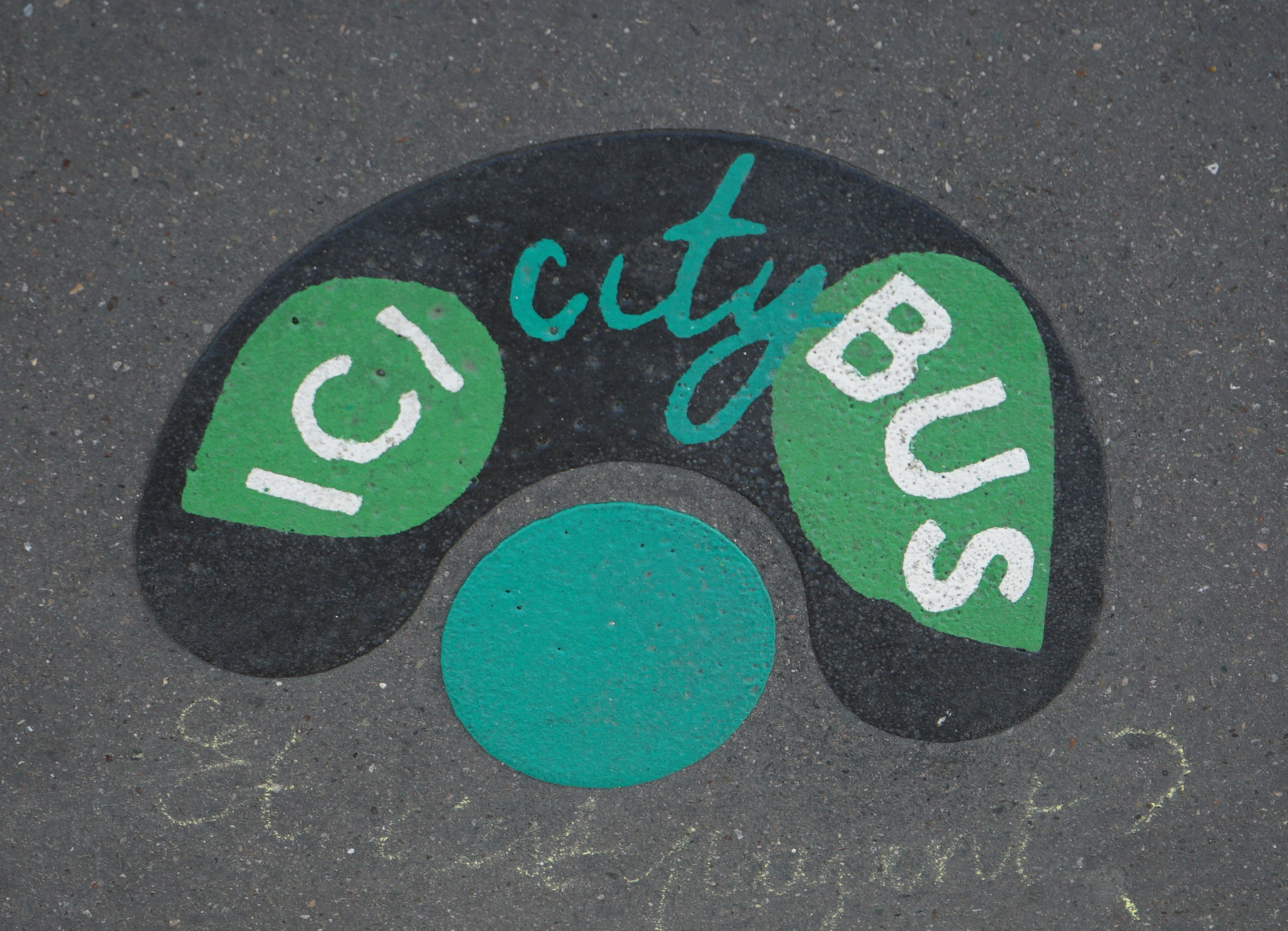
Arrêt CityBus.
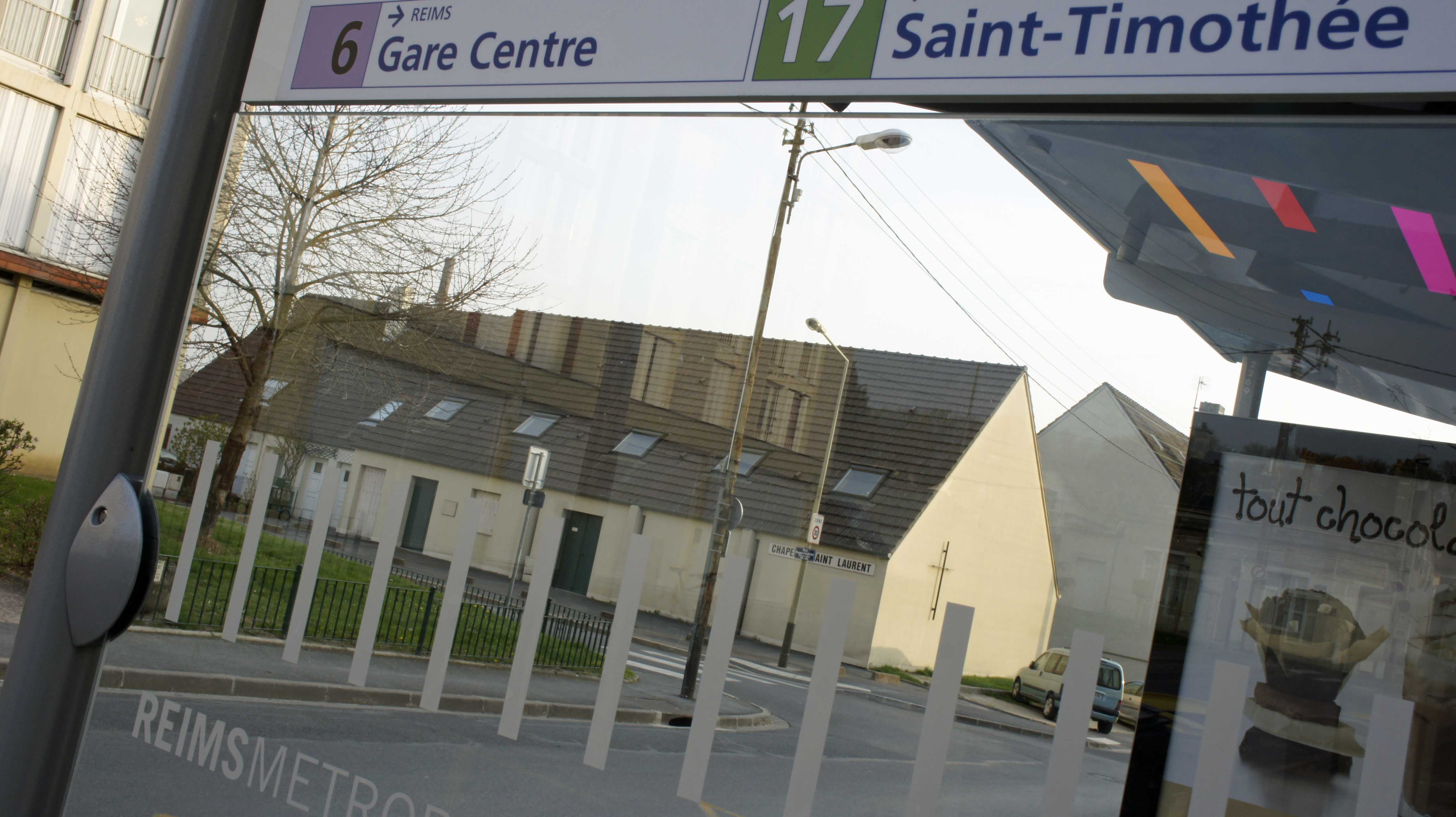
La transparence type vitrail.

## Utilisation du réseau

### Usages

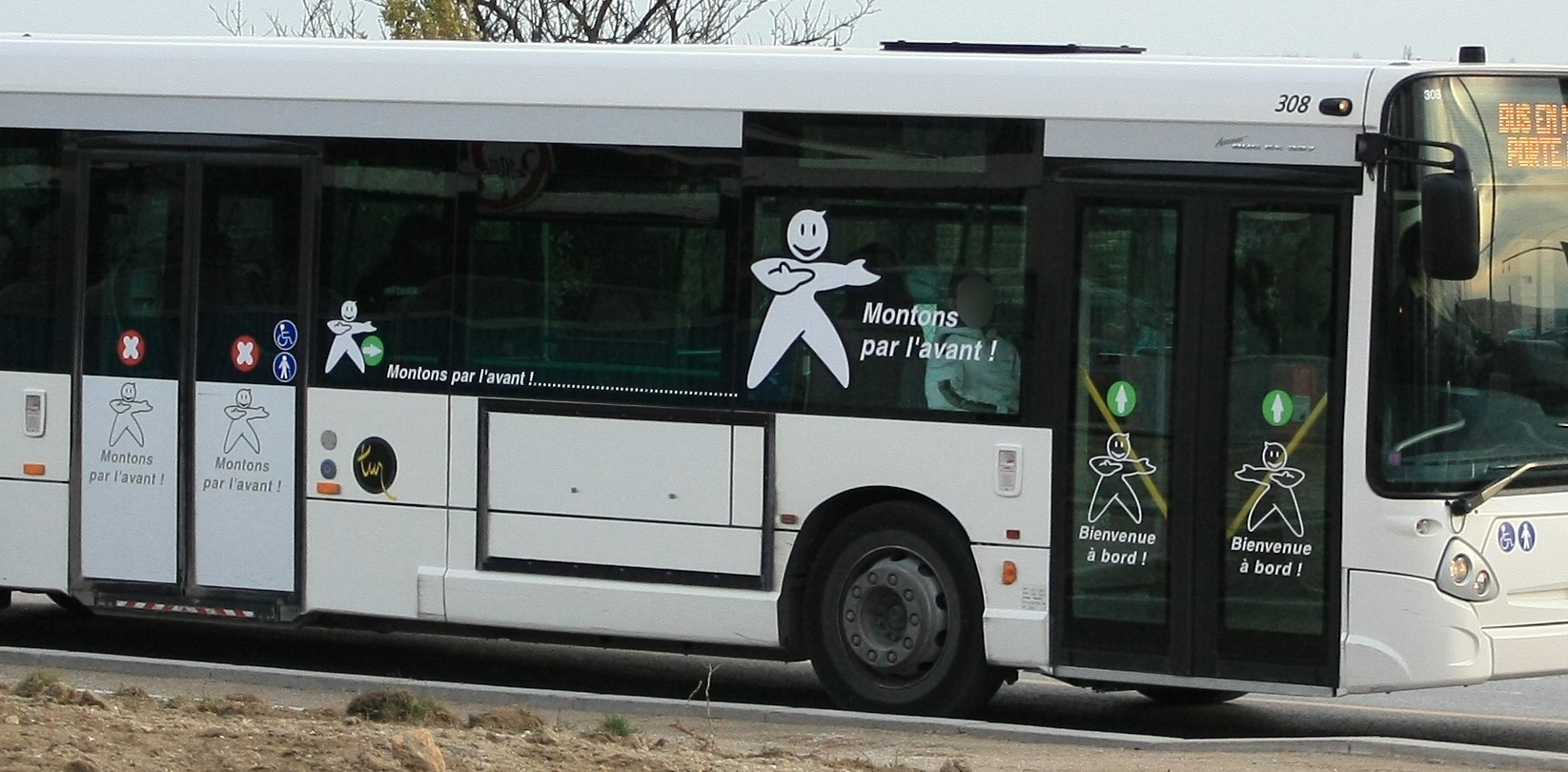
Signalétique "Montée par l'avant"

Depuis le 28 septembre 2009, la montée se fait par l'avant. Cette règle destinée à faire baisser la fraude remplace l'accès en libre-service qui datait de la création de la ligne H en 1972.
La mise en place s'est étalée sur plusieurs mois jusqu'en juin 2010 :
- 28 septembre 2009 : Lignes E, J, L, P et S,
- 6 novembre 2009 : Lignes M, R, Citadine 1 et Citadine 2,
- 4 janvier 2010 : Lignes F, K et lignes soirée 1, 2, 3, 4 et 5,
- 22 février 2010 : Lignes G et I,
- 19 avril 2010 : Lignes D, T, Y et Z, dans l'usage ces deux dernières étaient déjà en montée porte avant,
- 30 juin 2010 : Lignes A, B, C, N et W.

La ligne H restait officiellement exploitée en libre-service. Toutefois, il arrivait que des véhicules en libre-service (voir ci-dessous) circulent sur les lignes en montée porte avant -certaines en accueillant plus que d'autres- et vice-versa. La ligne V n'est jamais passée en montée porte avant, elle a été supprimée le 4 novembre 2009. Avec le nouveau réseau, l'ensemble des lignes de bus sont en montée porte avant, le tramway est lui en libre-service.
Tous les véhicules ne sont pas passés en montée porte avant, les bus ayant reçu les aménagements MPA (suppression du self, signalétique…) sont les suivants :
- les Cito ;
- la grande majorité des Agora S et L ;
- les GX 117, 317 et 327 ;
- les Citélis 12 et 18 ;
- les PR118 ;
- quelques PR180.2.

Tous les autres véhicules sont restés en libre-service.
Des bulletins d'information sur les conditions de circulation sur le réseau sont diffusés à horaires fixes tous les jours sur la radio France Bleu Champagne (95.1 FM).

### Campagne de prévention de la fraude
Depuis 2022 une campagne de prévention frauder ça se soigne est mis en place en gros sur l'ensemble des véhicules, des abribus.
Le tramway ou bus a une plus grosse inscription Les bus et tramways ont carrément une boite de médicament, (Validofon) afin de faire valider les usagers du réseau.
Parfois la boite de médicaments est complétée ou pas par un médecin avec une seringues reproduit en gros et habillé afin de faire valider.

### Descente à la demande
Le réseau peut avoir une descente à la demande afin de rentrer sereinement la nuit.
Cette descente peut se faire à partir de 22 heures sur les horaires de soirée 
il suffit de demander aux conducteurs du bus ou est-ce qu’on veut descendre entre deux arrêts après le conducteur estime l’endroit assez sécurisant où s’arrêter et permettre la descente par les portes avant  

### Impact carbone
Les tramways ont reçu une campagne bas carbone afin de sensibiliser l’environnement en préférant les transports en commun à la voiture.
Les bus au gaz ont aussi une campagne de bas carbone qui veulent faire détourner les déplacements de la voiture aux transports en commun.

### Les titres

#### Système billettique actuel

Logo de la carte Grand R

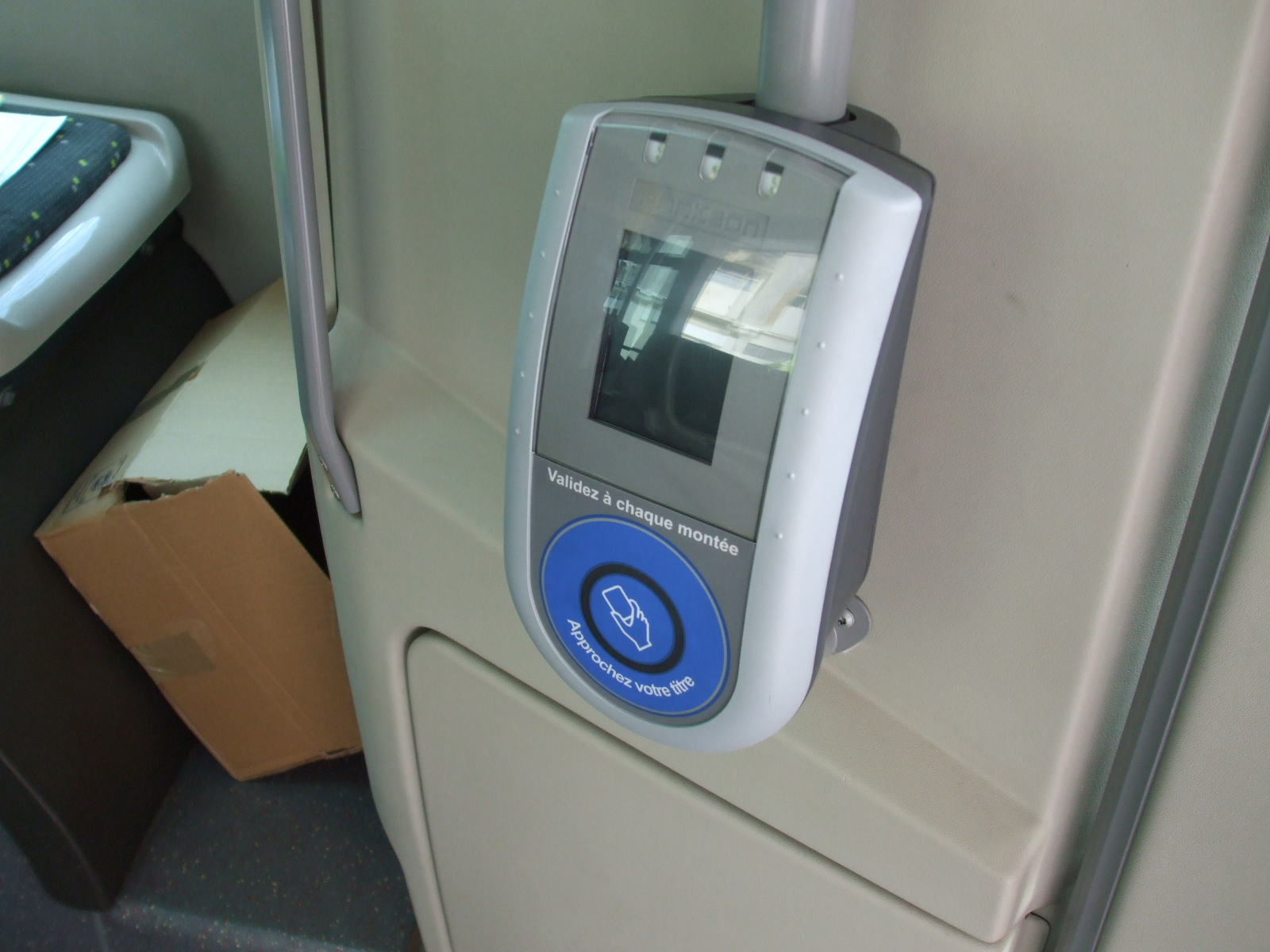
Valideur de titre sans contact

Depuis la mise en service du tramway et du nouveau réseau, une nouvelle billettique sans contact a été introduite. La carte, nommée Grand R, est l'unique support pour les différentes formules d'abonnement, mais aussi pour les titres occasionnels pour les clients réguliers ( Ticket 1h, Ticket 2x1h, Ticket Journée, Ticket 10x1h) .
Le calendrier de déploiement de la carte « Grand R » est le suivant :
- Janvier 2011 : Mise en place des valideurs Parkéon en parallèle avec les composteurs Cegelec, les employés de Transdev Reims testent le système avant les utilisateurs;
- Mars 2011 : Mise en service des valideurs et introduction de la carte Grand R;
- Juin 2011 : Mise hors service des composteurs Cegelec et dépose dans la foulée;
- Juillet 2011 : À partir de juillet, les anciens titres de transports sont échangeables avec la carte Grand R à la Boutique CITURA.

##### La Carte «Grand R»
Cette carte a une durée de vie de 4 ans et coûte 5 € à l'achat, elle se recharge aux stations de tramway, dans le réseau de dépositaires mais aussi, depuis de septembre 2011, à domicile via son ordinateur et avec un lecteur de carte (vente à a boutique Citura). Il existe différents types d'abonnements, pour tous, étudiants, scolaires, seniors, invalides et pour les personnes ayant un faible revenu. À partir de mai 2011 un abonnement mensuel ou annuel combinant les réseaux Citura et TER Champagne-Ardenne sera proposé. Tous les tickets sont également rechargeables sur la carte Grand R. Les cartes étudiantes peuvent désormais faire office de titre de transport.

##### Le Ticket rechargeable
Pour les visiteurs extérieurs à Reims Métropole, ou bien les résidents utilisant le rarement le réseau, un système de billets jetables sans contact en plastique souple, rechargeable quatre fois maximum, est mis en place. Ce support coûte 0,15 € auquel s'ajoute le prix du titre et est rechargeable 4 fois au prix normal, uniquement avec le titre initialement vendu dessus.
Le ticket unité, jusqu'ici limité à une correspondance dans l'heure avec interdiction de réutiliser la même ligne, devient valable pour une heure sans aucune limitation. Le ticket deux heures est également introduit, ainsi que le 24 heures groupe et, bien sûr, le ticket parc relais.

#### Le prix des tickets
- Ticket 1 h (par système SMS ou Application mobile) : 1,80 €
- Ticket 1h (acheté dans les bus) : 2,00€
- Ticket 2 x 1 h : 3 €
- Ticket 10 x 1 h : 14,50 €
- Ticket journée (individuel) : 4,50 €
- Ticket journée (groupe jusqu'à 5 personnes) : 6 €
- Ticket journée (groupe jusqu'à 40 personnes) : 30,50 €
- Depuis 2023 on peut faire un paiement en carte bleu seulement sur le citybus

### Mobitick Ticket SMS
Ticket Achat SMS valable durant 1 heure sur le réseau disponible sur les réseaux Orange, Bouygues, SFR, Free.
Le prix de ce ticket est de 1,80€ et doit être reçu avant de monter dans le bus ou le tramway.

#### Ancien système billettique
(au 1er août 2010)

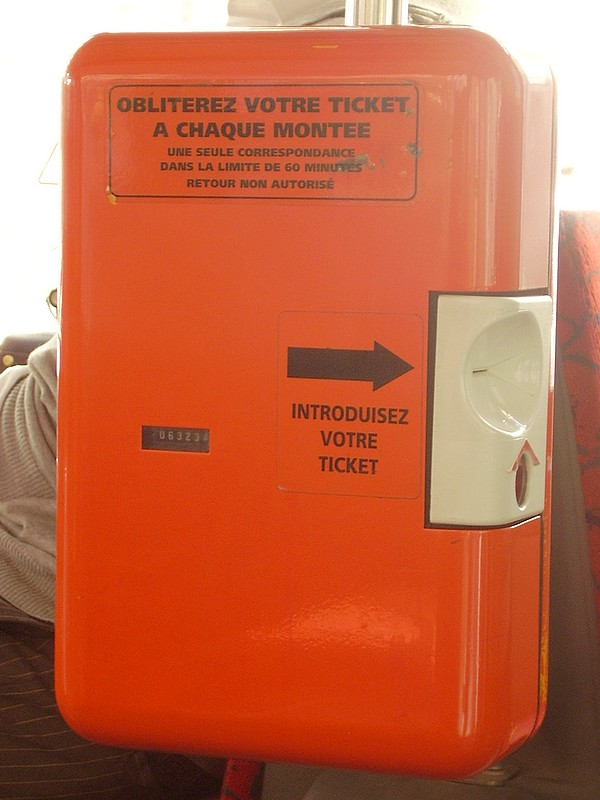
Oblitérateur orange.

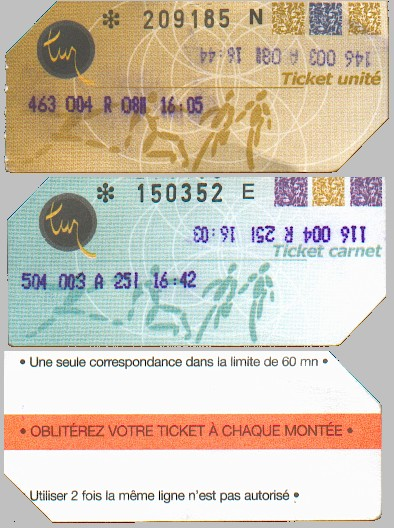
Tickets TUR.

Le ticket à l'unité, de couleur orange, achetable dans les véhicules auprès du conducteur, était vendu au prix de 1,20 €. Il pouvait être utilisé pour deux compostages maximum sur des lignes différentes et reste valable pendant une heure après le premier.
Le carnet de dix tickets est de couleur verte était vendu au prix de 9,25 € dans les boutiques partenaires et à la Boutique TUR, le point d'information du réseau, situé rue Chanzy près du Théâtre.
Il existait également un « ticket journée », vendu dans les véhicules, à la Boutique et à l'office du tourisme, au prix de 3,20 € et qui permet de circuler à volonté sur tout le réseau pendant toute la journée de 5h45 à 0h30.
Les tickets cartonnés de dimension 6,4 × 3 cm se valident à l'aide d'un composteur mécanique de marque Cegelec (Alcatel/Alstom). Le poinçonnage s'effectue en ôtant le coin supérieur gauche du ticket et inscrivant un code du type 504003 A 25I 16:42, dont suit la signification :
- 504 : numéro du composteur
- 003 : numéro de ligne - chaque ligne a un numéro associé à sa désignation alphabétique, ici la ligne C.
- A : sens Nord-Sud (cas présent) ou Est-Ouest ; R : sens Sud-Nord ou Ouest-Est.
- 25I : date - ordre dans le mois au format numérique et mois au format « romain » : I pour janvier, XII pour décembre…
- 16:42 : l'heure.

On a également pu observer des compostages indiquant le numéro du véhicule à place de celui de la ligne, suivi de la lettre X au lieu de A ou R, exemple : 395 443 X 18V 13:11.
Des tarifs spéciaux étaient bien sûr proposés pour groupes, écoles, etc. Ainsi qu'une large gamme d'abonnements dont Modulobus, une formule multimodale, pouvant faire bénéficier les usagers de services supplémentaires (comme l'annonce des perturbations par SMS).

## Association
L'Association de sauvegarde des transports urbains de Reims ou ASTUR est une association loi de 1901. Créée le 16 juin 2014, elle rassemble les passionnés de transports en commun rémois autour du patrimoine historique, vivant et roulant. Elle est inscrite au Journal officiel immatriculée sous le numéro W513003799 en tant qu'association à but historique, patrimonial ou culturel,.
L'association possède une base documentaire d'archives et de documents de toutes sortes concernant les transports en commun de Reims. Elle possède aussi des miniatures du matériel roulant des années 70 à nos jours.
L'association possède également une collection de matériel roulant. Entre 2015 et 2018, l'association avait en sa possession 3 autobus de type Renault PR 180-2 :
- 731 : ancien autobus ayant appartenu aux TUR de 1993 à 2011, puis vendu à Metz en 2011 et réformé en octobre 2014 à Metz. Il sera repris par l'ASTUR en mars 2015. À la suite d'une corrosion importante et perforante sur l'ossature et la carrosserie, il sera envoyé à la ferraille en août 2017.
- 733 : Ancien autobus ayant appartenu à la RATP de 1989 à 1999 sous le numéro 4815. Il faisait partie du centre Belliard, prêt des ateliers de Championnet. Il sera réformé en avril 1999 chez Irisbus France avant d'être revendu à Soléa (Mulhouse) sous le numéro 733, en avril 2001. Entièrement rénové en 2006 après l'inauguration du tramway de Mulhouse, il sera réformé en février 2016 et cédé à l'ASTUR en mars de la même année. Bien qu'ayant un espoir de refonte du véhicule à la suite de sa corrosion perforante, c'est en avril 2018 que l'association se sépare du 733 qui partira lui aussi en ferraille par manque de fonds pour une rénovation du châssis.
- 701 : ancien autobus ayant appartenu à la RATP de 1990 à 1999, sous le numéro 4775. Il faisait partie du Centre Belliard, prêt des ateliers de Championnet. Il sera vendu directement du centre Belliard à la Chambre de Commerce de Caen pour la navette portuaire entre Ouistreham et Caen. Il y fera la liaison entre 2000 et 2017. Réformé en avril 2017, il sera vendu à l'ASTUR le 1er juin 2017. Le véhicule, dernier de la collection, et aussi l'unique véhicule en date du 31 décembre 2018, sera rénové en profondeur plusieurs fois. Sa restauration est toujours en cours, et il roule toujours entre-temps.

| Caractéristiques | Caractéristiques                                | Caractéristiques   | Photos |
| --- | ----------------------------------------------- | ------------------ | ------ |
| Renault PR 180.2 |                                                 |                    |        |
| Type : articulé 3 portes (18 mètres) |                                                 |                    |        |
| Numéro de parc : 701 |                                                 |                    |        |
| Date 1er juin 2017 - ... | État Véhicule roulant, Livrée historique damier | Propriétaire ASTUR |        |
| Notes Ex-RATP no 4775 de 1990 à 1999 puis ex-Port de Caen Ouistreham de 2000 à 2017. Le véhicule a effectué 1 000 kilomètres depuis sa récupération en Juin 2017. |                                                 |                    |        |

## Jeu de société
Un jeu de société a existé afin de jouer et faisait apprendre aux plus jeunes les fautes et bonnes conduites sur le réseau TUR. Ce jeu a existé seulement sur une ou deux années entre 2000 et 2004 et reprenait les couleurs damiers du réseau.